# Wilhelm II. (Deutsches Reich)
Wilhelm II., mit vollem Namen Friedrich Wilhelm Viktor Albert von Preußen (* 27. Januar 1859 in Berlin; † 4. Juni 1941 in Doorn, Niederlande), aus dem Haus Hohenzollern war von 1888 bis 1918 letzter Deutscher Kaiser und König von Preußen. Im sogenannten Dreikaiserjahr folgte der 29-jährige Wilhelm II. seinem nur 99 Tage herrschenden, 56-jährigen Vater Friedrich III. und seinem 90-jährigen Großvater Wilhelm I. auf den Thron Preußens und des Deutschen Reiches. Durch seine Mutter Victoria von Großbritannien und Irland war er Enkel der britischen Königin Victoria.

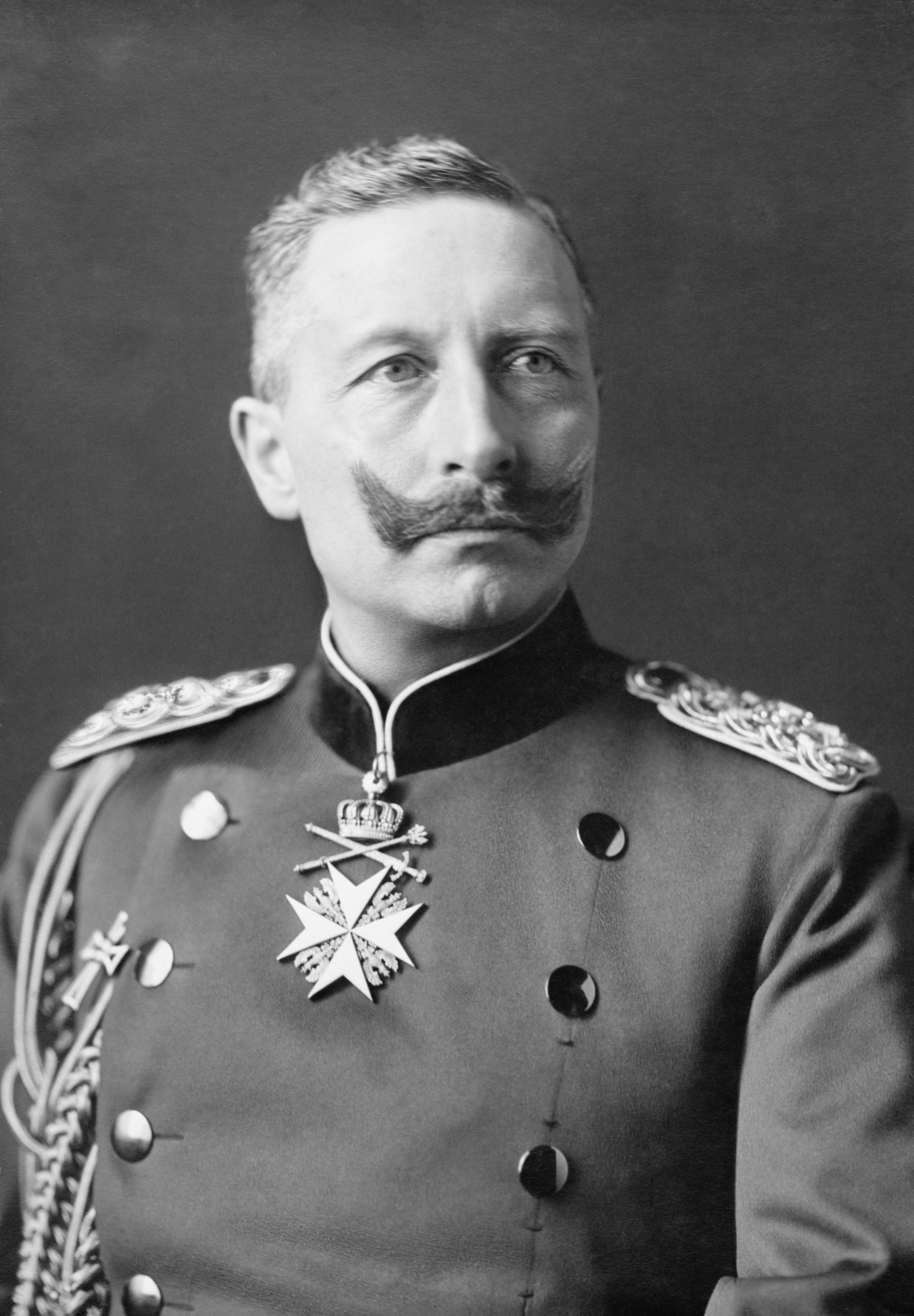
Wilhelm II. im Jahr 1902 (Atelier Thomas Heinrich Voigt)

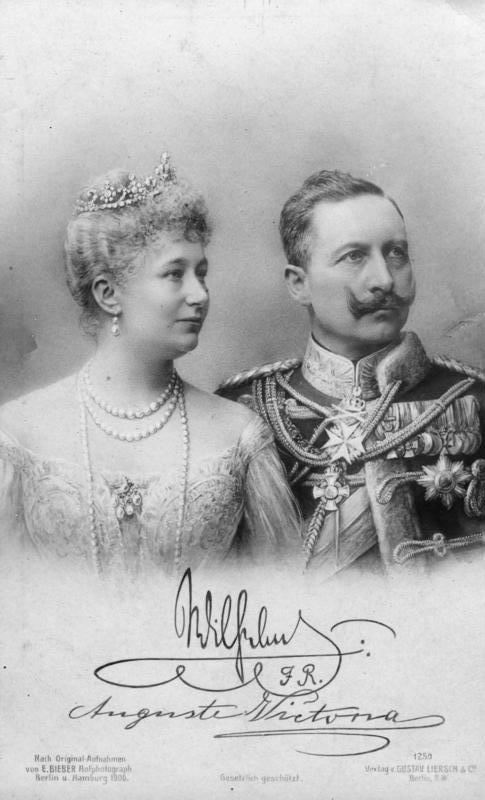
Kaiserin Auguste Victoria und Wilhelm, verheiratet von 1881 bis zu ihrem Tod im Jahr 1921, im Jahr 1906; auf der Grundlage einer Fotografie von Emil Bieber, ebenfalls Hoffotograf, Bundesarchiv Koblenz

Großes Wappen des Deutschen Kaisers bis 1918

Aufgrund seiner traditionellen Herrschaftsauffassung zeigte Wilhelm II. wenig Verständnis für das Wesen der konstitutionellen Monarchie und bestand darauf, die Regierungspolitik persönlich zu leiten. Durch sein als undiplomatisch und großspurig empfundenes Auftreten verursachte er mehrfach innen- und außenpolitische Krisen. Der von ihm stark forcierte Ausbau der Kaiserlichen Marine und die damit verbundene sogenannte Weltpolitik wurden zum Markenzeichen der wilhelminischen Ära, trugen aber auch zum Konfliktpotenzial bei, das sich im Ersten Weltkrieg entlud. Erst im Oktober 1918, unter dem Eindruck der unabwendbaren Niederlage Deutschlands und der mit ihm verbündeten Mittelmächte, stimmte Wilhelm der Parlamentarisierung des Reiches zu. Nach den Oktoberreformen war der Reichskanzler nicht mehr ihm, sondern dem Reichstag verantwortlich.
Im Weltkrieg war der Kaiser von der Obersten Heeresleitung unter den Generälen Paul von Hindenburg und Erich Ludendorff weitgehend kaltgestellt und auf repräsentative Aufgaben beschränkt worden. Er verlor zusehends an Ansehen, und angesichts der drohenden Niederlage wurde seine Stellung vollends unhaltbar. Zudem verlangte US-Präsident Woodrow Wilson vor der Aufnahme von Waffenstillstandsverhandlungen kaum verklausuliert den Thronverzicht des Kaisers. Als die Novemberrevolution am 9. November 1918 auch Berlin erfasste, gab Reichskanzler Max von Baden die Abdankung Wilhelms ohne dessen Zustimmung bekannt. Wenige Stunden später, am Mittag des 9. November, erfolgte die Ausrufung der Republik in Deutschland.
Am Tag darauf floh der Kaiser vom Großen Hauptquartier im belgischen Spa, wo er sich seit dem 29. Oktober aufgehalten hatte, ins niederländische Exil. Erst dort dankte er am 28. November formell ab. Königin Wilhelmina und die Regierung der Niederlande gewährten ihm Asyl und lehnten 1919 die von den Entente-Mächten verlangte Auslieferung als Kriegsverbrecher ab. Wilhelm ließ sich in Haus Doorn nieder und bemühte sich erfolglos um eine Restauration der Monarchie in Deutschland. Er starb 1941 im Alter von 82 Jahren, ohne jemals wieder deutschen Boden betreten zu haben.

## Titel und Ränge

Kaiserstandarte Wilhelms II., darauf der preußische Wahlspruch Gott mit uns

## Leben bis zum Herrschaftsantritt (1859–1888)

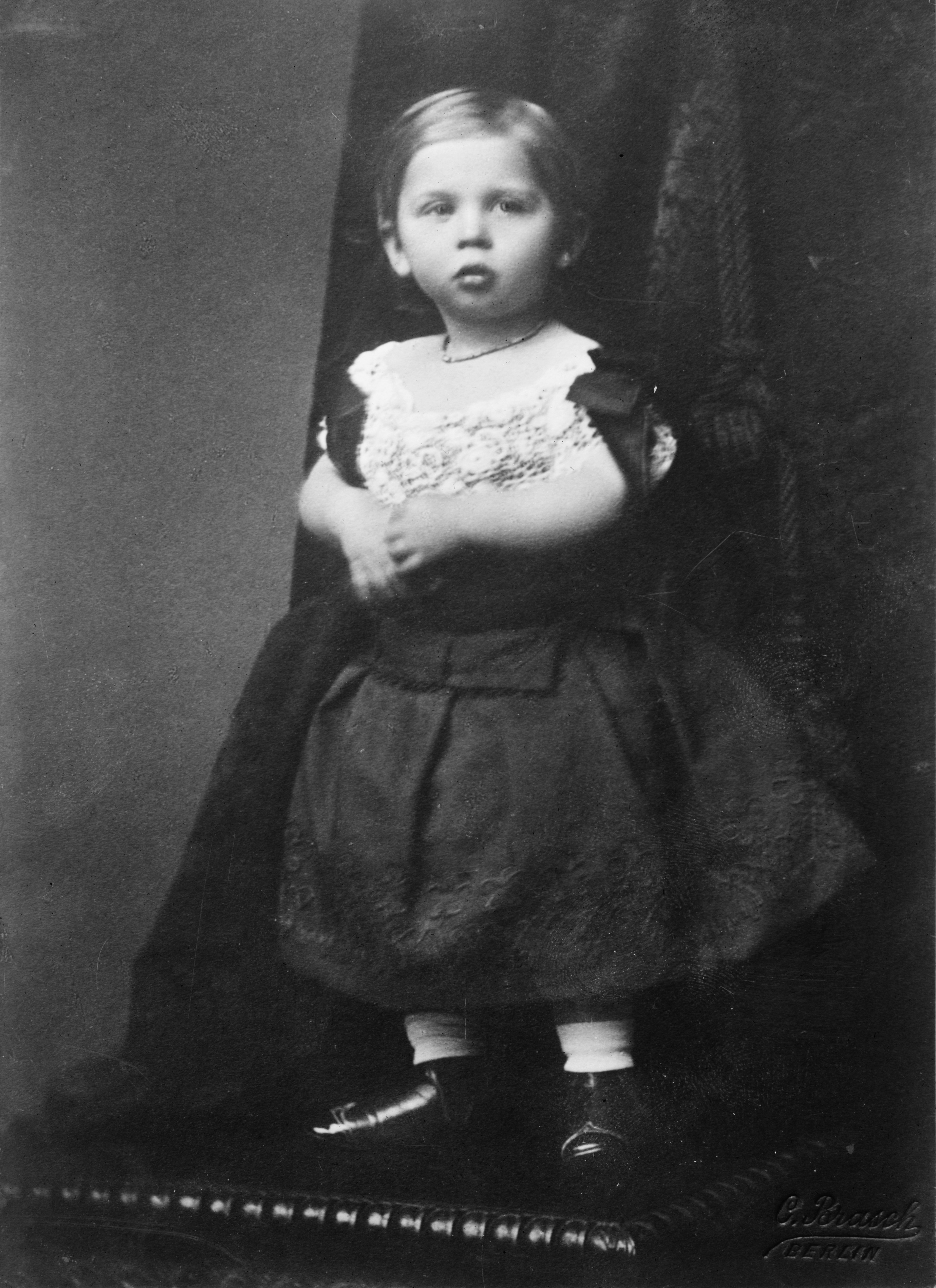
Wilhelm im Alter von anderthalb Jahren, fotografiert 1860 von Carl Brasch

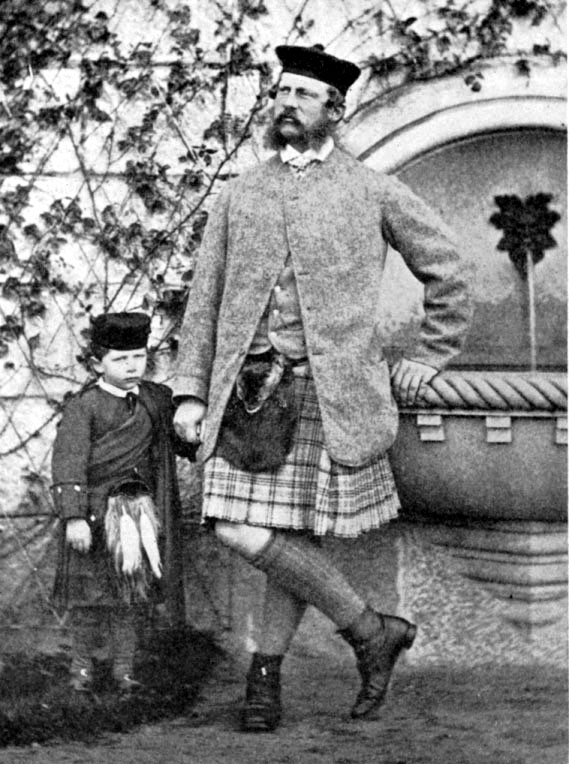
Wilhelm mit seinem Vater Friedrich Wilhelm auf Schloss Balmoral, 1863, in schottischer Kleidung, Royal Collection

### Familie
Wilhelm wurde am 27. Januar 1859 als ältester Sohn des Prinzen Friedrich Wilhelm von Preußen und dessen Frau Victoria geboren, die 1861 zum Kronprinzenpaar wurden. Wilhelm war der Enkel der britischen Königin Victoria (1819–1901) sowie infolge der Verbindung seiner Großtante Charlotte mit Nikolaus I. von Russland auch ein Onkel dritten Grades von Zar Nikolaus II. Der britische König Georg V. war sein Cousin ersten Grades. Sein Bruder Prinz Albert Wilhelm Heinrich von Preußen war Großadmiral der Kaiserlichen Marine. Zum Zeitpunkt seiner Geburt stand er auf Platz drei der preußischen Thronfolge sowie auf Platz sechs der britischen. Bei seiner Geburt war klar, dass er wohl einmal preußischer König werden würde.

### Geburt, Komplikationen und die Folgen
Bei der Geburt des Prinzen im Berliner Kronprinzenpalais waren, wie bei Thronfolgergeburten üblich, hohe Beamte anwesend, um die Geburt zu bezeugen. Er kam als Steißgeburt zur Welt und überlebte nur durch den als ultima Ratio hinzugezogenen Direktor der Entbindungsanstalt im Charité-Krankenhaus Berlin, Eduard Arnold Martin, und durch das couragierte Eingreifen einer Hebamme, die das scheinbar leblose Baby ganz gegen das Protokoll mit einem nassen Handtuch schlug. Martin musste die seit Stunden verschleppte Geburt voranbringen und setzte das dafür neuartige Narkosemittel Chloroform ein.
Er drehte den Thronfolger intrauterin und schaffte es, die Beine voranzubringen, sodass das Gesäß und der Unterleib hervortraten. Der Nabelschnurpuls war fast nicht mehr fühlbar, daher musste der Geburtsvorgang beschleunigt werden. Es gelang Martin noch, den linken Arm zu wenden und parallel zum Torso zu legen, um dann mit kräftigem Zug den Kopf mit dem noch hochgeschlagenen rechten Arm zu entbinden. Infolge der stundenlangen fruchtlosen Wehen und der zügig zu bewerkstelligenden Notentbindung (ein Kaiserschnitt hatte damals häufig den Tod der Mutter zur Folge, was in diesem Falle völlig indiskutabel war) überlebte der Säugling zwar, aber es kam zu einer linksseitigen Armplexus-Lähmung. Einige Tage danach bemerkte man, dass das Kind diesen Arm nicht bewegen konnte. Der Arm blieb fortan in seiner Entwicklung deutlich zurück und war im Erwachsenenalter deutlich kürzer als der rechte und nur eingeschränkt beweglich. Durch die Komplikationen während der Geburt stellte sich bei Wilhelm etwas später eine Torticollis (Schiefhals) heraus. Es ist umstritten, ob Martin dem Kind das Leben rettete oder die Behinderung zu verantworten hatte.
Obwohl Victoria anfangs die „hervorragende“ Leistung von Eduard Arnold Martin mit viel Lob und einem „kostbaren“ Ring belohnte, entwickelte sie, als der Geburtsschaden wenig später bemerkt wurde, einen Hass auf Martin. Sie schrieb ihrer Mutter: „Du weißt, liebe Mama, daß Wilhelms Arm nicht verletzt worden wäre und ich eine solche Tortur nicht durchgemacht hätte, wenn ich in der Obhut eines aufgeklärten englischen Arztes gewesen wäre! Es war Martin, der mich behandelte!“ Wilhelm kam später zu der Überzeugung: „ein englischer Arzt tötete meinen Vater, und ein englischer Arzt verkrüppelte meinen Arm – und das ist die Schuld meiner Mutter, die keine Deutschen um sich duldete!“. Um seine Behinderungen zu beheben, wurden Kuren wie das Einnähen des kranken Armes in ein frisch geschlachtetes Kaninchen oder die Elektrisierung des Arms durchgeführt. Sie verliefen allerdings erfolglos. Der Schiefhals wurde später durch eine Operation behoben.

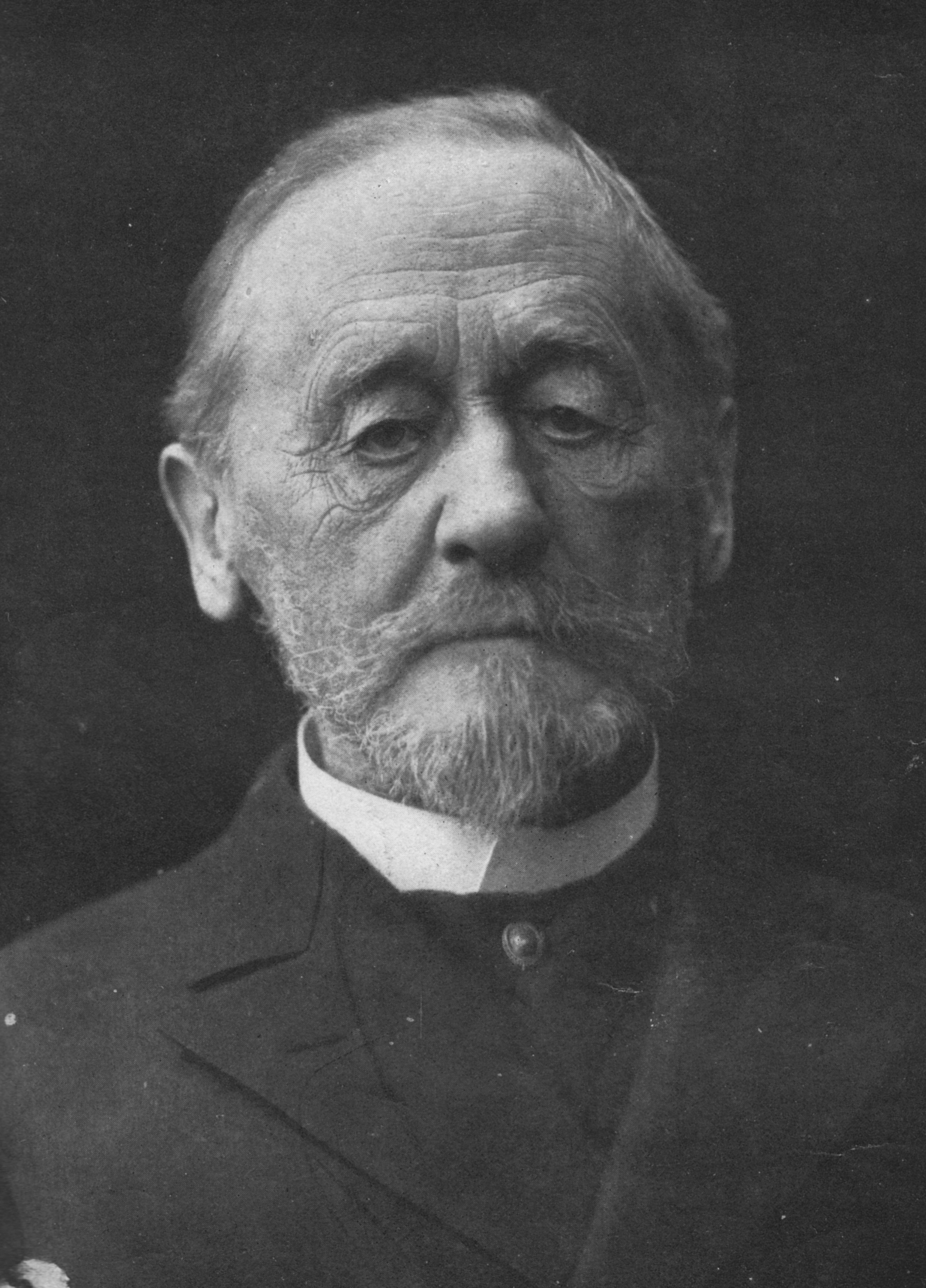
Georg Ernst Hinzpeter

Wie im Hochadel üblich, traten seine Eltern als unmittelbare Erzieher ganz hinter seinem calvinistischen Lehrer Georg Ernst Hinzpeter zurück, der über die Volljährigkeit Wilhelms hinaus einen sehr großen Einfluss auf ihn hatte. Seine Mutter und Hinzpeter waren sich einig, dass die Erziehung von Wilhelm von sehr strenger Natur sein solle, um ihn auf seinen „Beruf“ vorzubereiten. Friedrich III. war in diese Entscheidung nicht involviert, auch weil er in den Jahren der Reichseinigung anderweitig gebunden war. Er setzte volles Vertrauen in seine Frau und ihr Urteil. Die sehr strenge Erziehung hatte jedoch wenig Erfolg. Hinzpeter klagte 1874 über die Unkonzentriertheit und den „fast krystallinisch hart gefügten Egoismus“, der „den innersten Kern seines Wesens“ bilde.
Als Siebenjähriger erlebte er den Sieg über Österreich 1866 mit der daraus resultierenden Vorherrschaft Preußens in Deutschland. Mit zehn Jahren, im damals üblichen Kadettenalter, trat er beim 1. Garde-Regiment zu Fuß formell als Sekondeleutnant in die preußische Armee ein. Als Zwölfjähriger wurde er mit der Gründung des Deutschen Kaiserreiches nach dem Sieg über Frankreich 1871 auch zweiter Anwärter auf den deutschen Kaiserthron.

### Schul- und Studienzeit

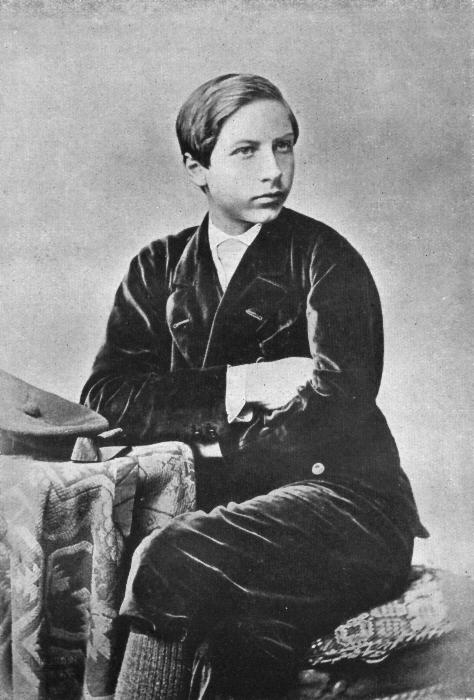
Wilhelm als Schüler (1874)

Auf Vorschlag Hinzpeters wurde Wilhelm trotz der Ablehnung von Wilhelm I. 1874 auf das Lyceum Fridericianum (heute Friedrichsgymnasium) in Kassel geschickt. Victoria und Hinzpeter verfolgten dabei drei Ziele: Wilhelm solle laut Victoria „eine moderne Erziehung genießen, er sollte möglichst lange dem Hof- und Militärleben Berlins entzogen bleiben, und er sollte vor allem infolge des freien Konkurrenzkampfes mit begabten Bürgersöhnen gedemütigt, das heißt zur Einsicht gezwungen werden, daß er keinerlei Grund zur Überheblichkeit hatte.“ Wilhelms Alltag im Gymnasium wurde von Hinzpeter streng eingeteilt. Nach dem Abitur am Friedrichsgymnasium trat er am 9. Februar 1877 seinen wirklichen Militärdienst bei seinem Regiment, der 6. Kompanie unter Hauptmann Ernst von Petersdorff, an. 1880 wurde er am 22. März, dem Geburtstag seines Großvaters Kaiser Wilhelm I., zum Hauptmann befördert. Bereits in diesen Jahren bildete sich bei ihm ein Verständnis seiner monarchischen Rolle, das den liberal-konstitutionellen Vorstellungen seiner Eltern zuwiderlief.

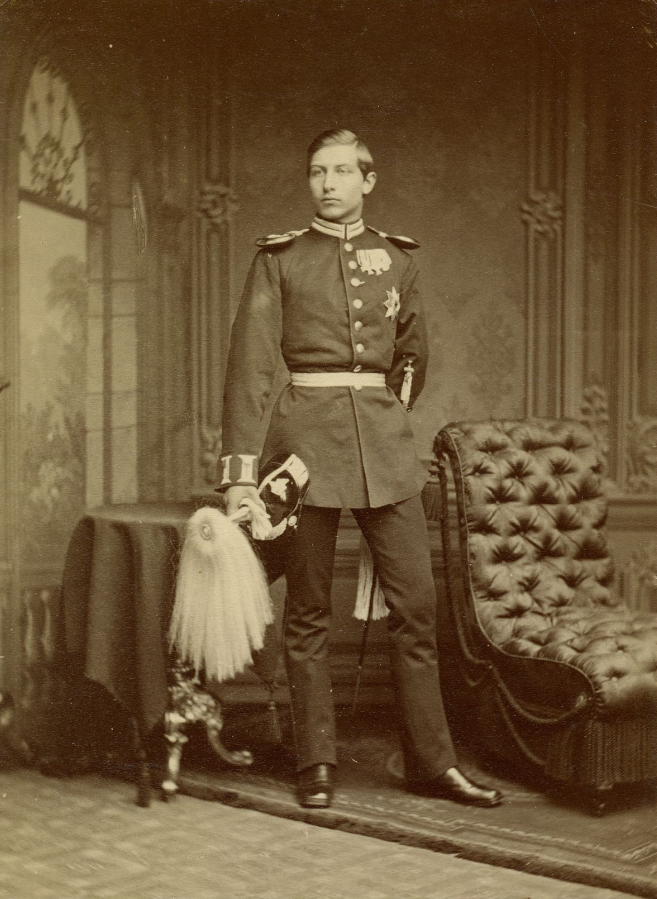
Wilhelm als Abiturient in Kassel (1877)

Seine folgenden Lebensstationen sind unter dem Aspekt einer Erziehung zum Monarchen zu sehen: Er sollte möglichst vielerlei Erfahrungen sammeln, erhielt aber in keinem Feld, nicht einmal im militärischen, die Chance, sich beruflich solide einzuarbeiten. Zum Studium von vier Semestern von Oktober 1877 bis 1879 bezog er die von seinem Urgroßvater gegründete Rheinische Friedrich-Wilhelms-Universität Bonn, wo er 1878 dem Corps Borussia Bonn beitrat. Wilhelm blieb der Borussia und dem Corpsstudententum zeitlebens verbunden. Da er aber als Mitglied eines regierenden Hauses keine scharfen Mensuren fechten durfte, gehörte er der Borussia erst als Inhaber der Corpsschleife an, ehe ihm am 8. März 1886 das Band verliehen und er Alter Herr wurde. Dies war durch eine Sondergenehmigung des Kösener SC-Verbandes möglich geworden. Wilhelm beherrschte mühelos Englisch.

### Militärdienst
Bis 1888 war er wechselnden Regimentern zugeordnet, dem 1. Garde-Regiment zu Fuß, dann dem Garde-Husaren-Regiment und dem 1. Garde-Feldartillerie-Regiment, wurde schnell bis zum Generalmajor befördert und zuletzt Kommandeur der 2. Garde-Infanterie-Brigade. Der Militärdienst wurde immer wieder durch Beurlaubungen unterbrochen, damit er sich auch soweit möglich mit der zivilen Verwaltung vertraut machen konnte. Sehr gründlich konnte dies nicht geschehen, denn immer mehr Eile war geboten: Sein Großvater stand im höchsten Alter, und sein Vater war mittlerweile todkrank.

### Kronprinz
Das Jahr 1888 ging als Dreikaiserjahr in die Geschichte ein. Nach dem Tod Wilhelms I. am 9. März 1888 regierte der „99-Tage-Kaiser“ Friedrich III. auf Grund seines bereits fortgeschrittenen Kehlkopfkrebses nur drei Monate und starb am 15. Juni in Potsdam. Durch den Tod Friedrichs III. wurde Wilhelm am 15. Juni 1888 König von Preußen und damit Deutscher Kaiser und Oberster Kriegsherr.
Für die Regierungsgeschäfte war die mangelnde Erfahrung des Kronprinzen weniger problematisch, da bereits seit 1862 Otto von Bismarck, zunächst als preußischer Ministerpräsident, ab 1871 als Reichskanzler, die politische Macht fest in seiner Hand konzentriert hatte. Bismarck war nach drei siegreichen Kriegen (1864, 1866, 1870/71) und als Vereiniger Deutschlands zur stärksten kontinentaleuropäischen Macht ein weltweit respektierter Staatsmann. Wilhelm I. und Friedrich III. hatten ihm gelegentlich widersprochen, aber am Ende stets vertraut. Von diesem Vertrauen hing nach der Reichsverfassung der Reichskanzler auch ab, nicht vom Vertrauen des Reichstags. Bismarck baute selbstbewusst darauf, auch den dritten Kaiser lenken zu können.

## Wirken als Kaiser (1888–1918)

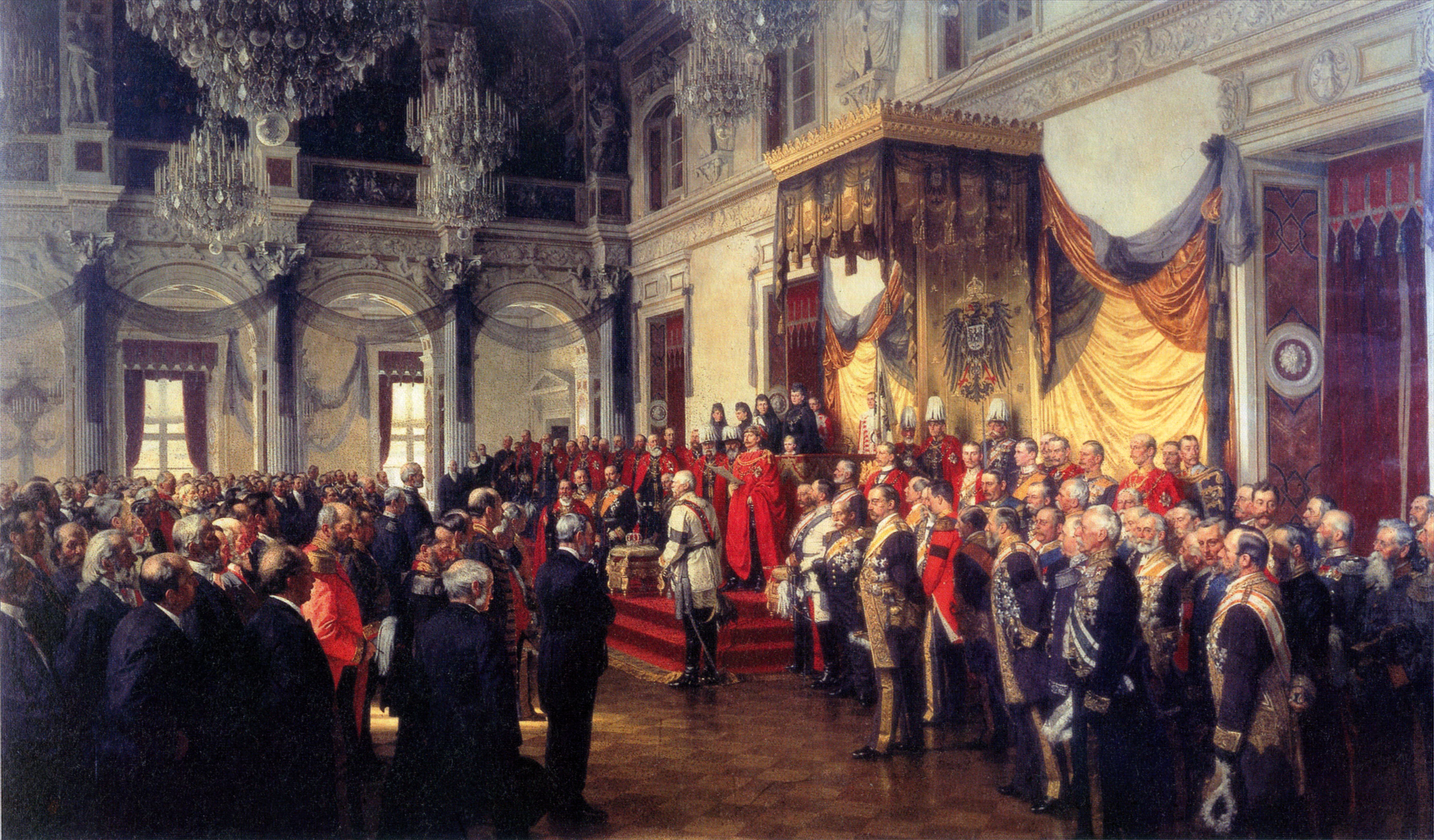
Die Eröffnung des deutschen Reichstages im Weißen Saal des Berliner Schlosses am 25. Juni 1888 (Ölgemälde von Anton von Werner, 1893). Das Ereignis war der erste zeremonielle Auftritt Wilhelms als Kaiser.

### Die Wilhelminische Epoche (im Überblick)
Die dreißigjährige Herrschaft Wilhelms II. im Deutschen Reich (von 1888 bis 1918) wird auch als die wilhelminische Epoche bezeichnet. Wesentliches Merkmal war das Streben des Kaisers, das Reich als politische Größe unter den bestehenden Weltmächten zu sichern. Eng verbunden mit diesem Anspruch war die militärische Aufrüstung des Kaiserreichs sowie die Forcierung der Kolonialpolitik in Afrika und der Südsee. Dies und die Verwicklung Deutschlands in internationale Krisen – zum Beispiel die Geschehnisse um die Krüger-Depesche 1896, der Doggerbank-Zwischenfall 1904, die Marokkokrisen 1904–1906 und 1911 sowie die Daily-Telegraph-Affäre 1908 – führten zu einer Destabilisierung der Außenpolitik.
Die Vorliebe Wilhelms für militärischen Prunk, die sich beispielsweise in zahlreichen Paraden zu den unterschiedlichsten Anlässen ausdrückte, führte auch gesellschaftlich zu einer Überbetonung des Militärs und der militärischen Hierarchie bis hinein ins zivile Leben der deutschen Gesellschaft, in der für eine berufliche Laufbahn – nicht nur im Verwaltungsapparat – die Ableistung des Militärdienstes und der militärische Rang eines Menschen von entscheidender Bedeutung war (Militarismus). Einen Rang als Reserveoffizier innezuhaben galt im wilhelminischen Bürgertum als Eintrittskarte in die „bessere Gesellschaft“; ebenso war das Fehlen eines militärischen Ranges ein Karrierehindernis.
Der wirtschaftliche Aufschwung Deutschlands während Wilhelms Herrschaft, verbunden mit technologischem, naturwissenschaftlichem und industriellem Fortschritt, begünstigte eine auch vom Kaiser mitgetragene, allgemein verbreitete Technik- und Fortschrittsgläubigkeit. Innenpolitisch setzte er die für ihre Zeit als modern und fortschrittlich geltende Sozialpolitik Bismarcks fort und erweiterte sie. Er setzte sich für die Abschaffung des Sozialistengesetzes ein und suchte, teilweise erfolglos, den Ausgleich zwischen ethnischen und politischen Minderheiten.
Wilhelm wollte sowohl die Innen- als auch Außenpolitik des Reiches wesentlich stärker beeinflussen als sein Großvater Wilhelm I. Das „persönliche Regiment“ des Kaisers war jedoch oft eine von häufig wechselnden Beratern gesteuerte Politik, die die Entscheidungen Wilhelms – auch im Urteil der meisten Historiker – oft widersprüchlich und letztlich unberechenbar erscheinen ließen.
Dazu gehört auch, dass er sich nach dem Attentat von Sarajevo über eingegangene Bündnisverpflichtungen zu einem Krieg entschloss, der in der Folge zum Ersten Weltkrieg führte. Grundlage war auch seine Überschätzung Deutschlands militärischer Stärke zu Lande und auf See. Die Marokkokrisen und die Erklärung des unbeschränkten U-Boot-Krieges sind weitere Beispiele für Entscheidungen, die den Ruf Wilhelms II. belasten.
Auch war seine Amtszeit von politischen Machtkämpfen zwischen den einzelnen Parteien geprägt, die es den amtierenden Kanzlern schwer machten, längerfristig im Amt zu bleiben. So wurden im Kampf zwischen dem sogenannten Bülow-Block aus Nationalliberaler Partei und Deutschkonservativer Partei und den Sozialdemokraten fünf von sieben Kanzlern unter kritischem Mitwirken des Reichstags von ihm entlassen.
Während des Ersten Weltkriegs von 1914 bis 1918 wurde Wilhelms strategische und taktische Unfähigkeit offenbar. Ab 1916 enthielt er sich zunehmend relevanter politischer Entscheidungen und gab die Führung des Reiches faktisch in die Hände der Obersten Heeresleitung, namentlich in die der Generale von Hindenburg und Ludendorff, die die konstitutionelle Monarchie während der letzten Kriegsjahre mit starken Zügen einer Militärdiktatur versahen. Als sich Wilhelm II. infolge der Novemberrevolution, die zum Ende der Monarchie und zur Ausrufung der Republik führte, zur Abdankung bewegen ließ und in die Niederlande ins Exil ging, hatte das Deutsche Kaiserreich den „Großen Krieg“ bereits verloren. Etwa 10 Millionen Menschen waren auf den Schlachtfeldern gefallen.

### Soziale Reformen

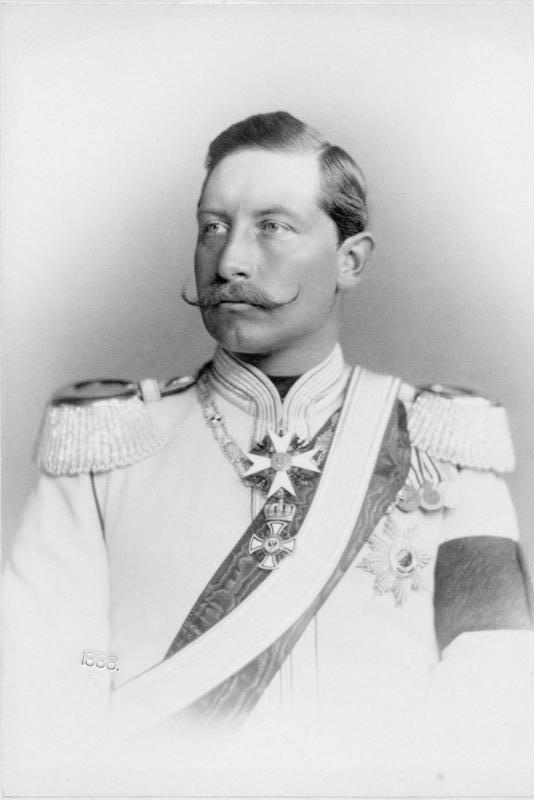
Wilhelm II. bei seinem Regierungsantritt 1888, Fotoporträt von Reichard & Lindner

Wilhelm II. weigerte sich 1889, Soldaten zur Niederschlagung eines Bergarbeiterstreiks im Ruhrgebiet zu schicken. Zur Begründung erklärte er:

„Die Unternehmer und Aktionäre müßten nachgeben, die Arbeiter seien seine Untertanen, für die er zu sorgen habe; wollten die industriellen Millionäre ihm nicht zu Willen sein, so würde er seine Truppen zurückziehen; wenn dann die Villen der reichen Besitzer und Direktoren in Brand gesteckt, ihre Gärten zertreten würden, so würden sie schon klein werden.“

Bismarck, der dieses Zitat überliefert, nannte Wilhelms Haltung „patriarchalischen Absolutismus, für die Zeit von 1888 ein Anachronismus“ und „sentimental“. In der Arbeiterschaft aber weckten solche Aussagen des jungen Kaisers und die Februarerlasse von 1890 in den ersten Jahren seiner Regentschaft zeitweilig Hoffnungen auf einen sozialen Wandel im Reich. Die Sozialpolitik lag Wilhelm II. durchaus am Herzen. Allerdings folgten seinen sozialen Reformen keine strukturellen Veränderungen im Reich. Im Gegenteil, er baute seinen politischen Einfluss noch aus und lehnte eine Demokratisierung der Verfassung ab. Preußen behielt das seit Anfang der 1850er Jahre bestehende Dreiklassenwahlrecht, das eine repräsentative Landtagsvertretung verhinderte. Nach wie vor wurde der Regierungschef nicht vom Reichstag gewählt, sondern vom Kaiser ernannt oder entlassen. Die Mehrheitsverhältnisse im Reichstag wurden dazu allenfalls mitberücksichtigt. Es war dem Kanzler aber nicht möglich, ohne Mehrheit im Parlament Gesetze zu erlassen oder den Haushalt zu beschließen.
Noch während Bismarcks Kanzlerschaft, am 178. Geburtstag Friedrichs des Großen, verkündete Kaiser Wilhelm II. in einer Proklamation an sein Volk die Devise „Je veux être un roi des gueux“ (dt. „Ich will ein König der Bettler sein“) und forderte das Verbot der Sonntagsarbeit, der Nachtarbeit für Frauen und Kinder, der Frauenarbeit während der letzten Schwangerschaftsmonate sowie die Einschränkung der Arbeit von Kindern unter vierzehn Jahren. Außerdem forderte er bei dem zur Erneuerung anstehenden „Gesetz gegen die gemeingefährlichen Bestrebungen der Sozialdemokratie“ („Sozialistengesetz“) die Streichung des Paragraphen, der es der Landespolizeibehörde erlaubte, „Verurteilten den Aufenthalt in bestimmten Bezirken und Ortschaften“ zu versagen. Bismarck kommentierte dies als „Humanitätsduselei“ und verweigerte sich dem (in seinen Forderungen durch den Reichstag unterstützten) Kaiser. Seine Forderungen konnte der junge Kaiser erst mit Leo von Caprivi, dem Nachfolger Bismarcks, verwirklichen. Allerdings war Wilhelm II. bei allen sozialen Ambitionen so wenig ein Freund der Sozialdemokratie, wie Bismarck es gewesen war. Er hoffte, durch seine Reformen die Sympathien für die trotz des Sozialistengesetzes erstarkte Sozialdemokratie zu schwächen und durch die Aufhebung des repressiven Sozialistengesetzes der 1890 von SAP in SPD umbenannten Partei ihren Märtyrerbonus zu nehmen. Heinrich Mann schrieb während des Zweiten Weltkriegs im kalifornischen Exil:

„Nein, er war weder ausdrücklich gerecht, noch brach er das Recht mit Vorbedacht. Den Arbeitern glaubte er mit sozialen Gesetzen – Gnaden zu erweisen. Respekt glaubte er allein dem Besitz zu schulden. Dieser Kaiser mit der Seele eines Parvenu hofierte unentwegt die reichsten Leute, Deutschlands und der Welt.“

Die Sozialdemokraten blieben unter August Bebel aus ihrem antimonarchistischen Selbstverständnis heraus jedoch weiter in Fundamentalopposition. Obwohl sie den Fortschritt der im Arbeitsschutzgesetz zusammengefassten Reformen sahen, stimmten sie im Reichstag dagegen. Sie forderten grundlegende strukturelle Veränderungen, wie zum Beispiel eine Verfassungsänderung, Demokratisierung, ein ausgeweitetes Wahlrecht, Vorrang des Parlaments bei politischen Entscheidungen, eine Umstrukturierung des Haushalts, deutliche Senkung der Rüstungsausgaben, Freiheit für die Kolonien und anderes mehr – für den Kaiser unerfüllbare Anliegen, die seine Abneigung gegen die Sozialdemokratie stärkten.
Der Wohlstand der deutschen Arbeiterschaft stieg von Jahr zu Jahr, doch gelang es Wilhelm II. nicht, den Arbeitern in den Städten das Gefühl zu geben, anerkannte Mitglieder der Gesellschaft zu sein. Bei vielen Reichstagswahlen und Landtagen wuchs der Stimmenanteil der SPD.
Diese Vorgänge ließen in Wilhelm II., der immer noch „ein König der Armen“ sein wollte, die These reifen, dass eine Versöhnung mit den Sozialdemokraten nicht möglich sei. Er rief schließlich in Königsberg „zum Kampf für Religion, Sitte und Ordnung, gegen die Parteien des Umsturzes!“ auf. Schon 1887 hatte er, noch als Prinz, mit seiner Gemahlin den Evangelischen Kirchlichen Hilfsverein für Berlin gegründet, weil er glaubte, durch Förderung der Kirchen die „soziale Frage“ lösen zu können; dem folgte 1890 der Evangelische Kirchenbau-Verein, Berlin, mit dessen Hilfe er auch außerhalb Berlins auf Kirchneubauten im Reich Einfluss nahm (etwa auf die Erlöserkirche in Bad Homburg). Zugleich manifestierte er damit seine Vorstellung einer neuen Verbindung von „Thron und Altar“ in Fortführung einer Linie von Konstantin dem Großen über Otto den Großen zu ihm selbst.

### Entlassung Bismarcks und Antritt Caprivis

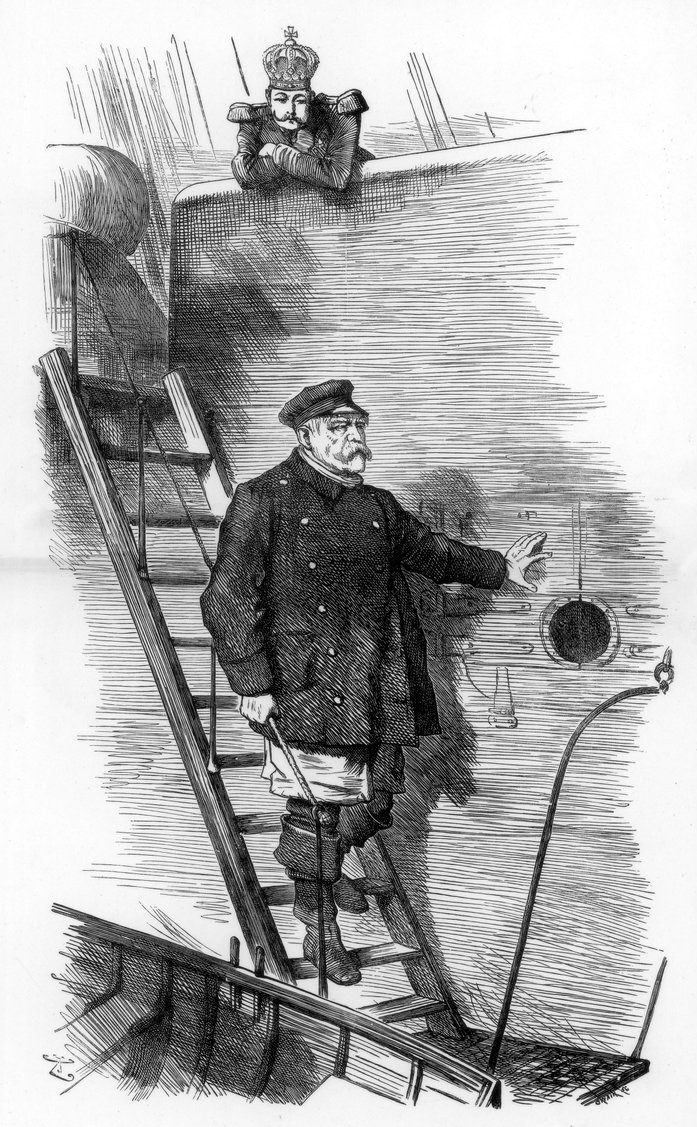
Die Punch-Karikatur Dropping the Pilot (im Deutschen meist übersetzt mit „Der Lotse geht von Bord“) von Sir John Tenniel zur Entlassung Bismarcks

In der letzten Periode der Regierungszeit Bismarcks hatte das Deutsche Reich einer „Kanzlerdiktatur“ geglichen, deren politische Ziele nicht die des jungen Kaisers waren. Bismarck wollte Russland als einen starken Verbündeten, Wilhelm II. vertraute hingegen nur auf Österreich-Ungarn. Bismarck wollte den „Kulturkampf“ gegen den politischen Katholizismus fortsetzen, der Kaiser war strikt dagegen. Bismarck wollte das Sozialistengesetz verschärfen, Wilhelm II. es abschaffen: „Ich will meine ersten Regierungsjahre nicht mit dem Blut meiner Untertanen färben!“ Als der Reichskanzler hartnäckig blieb, schickte der Kaiser am Morgen des 17. März 1890 den Chef seines Militärkabinetts, General von Hahnke, in die Reichskanzlei: Der Kanzler solle am Nachmittag ins Schloss kommen und sein Abschiedsgesuch mitbringen. Dieses wurde dem Kaiser aber erst im Verlauf des nächsten Tages durch einen Boten überbracht. Bismarcks – immer auch als Rechtfertigung und Gegenangriff zu lesende – Darstellung betont das Entwürdigende der Maßnahme. Bismarck schreibt im erst postum erschienenen dritten Band seiner Memoiren, dass er sich im Kabinett schon vor der Entlassung isoliert oder gar verraten gefühlt habe und dass sein Stellvertreter Karl Heinrich von Boetticher in seiner Abwesenheit und ohne seine Billigung mit dem Kaiser in dessen Sinne verhandelt habe, sodass er genötigt gewesen sei, eine 38 Jahre alte Kabinettsorder Wilhelms I. heranzuziehen, die es preußischen Ministern untersagte, ohne Billigung des Ministerpräsidenten mit dem Souverän zu sprechen. Mit Bismarcks Entlassung machte der Kaiser den Weg frei zu seinem persönlichen Regiment.
Am 20. März 1890 entließ Wilhelm II. den „eisernen Kanzler“. Bismarck akzeptierte dies innerlich nie und sorgte indirekt durch vielfach lancierte Kritik an den „Hintermännern“ der wilhelminischen Politik und durch sein Memoirenwerk Gedanken und Erinnerungen für nachhaltige Kritik an Wilhelm II. Deren dritter Band, in dem Bismarck seine Entlassung darstellte, wurde wegen seiner politischen Brisanz erst 1919 veröffentlicht. Der Rücktritt Bismarcks war damit zwar primär innenpolitisch begründet, aber langfristig gesehen vor allem außenpolitisch fatal. Aus Wien erinnerte Kaiser Franz Joseph I. eingedenk des 1866er Friedens von Wien in einem Brief sofort und explizit an Bismarcks Verdienste. Als Bismarcks Nachfolger ernannte Wilhelm II. General Leo von Caprivi, der vom Kaiser als „Mann der rettenden Tat“ gefeiert und ob seiner Leistungen in den Grafenstand erhoben wurde. Mit Caprivi glaubte Wilhelm II. eine anerkannte Persönlichkeit gefunden zu haben, mit der er seine geplante Politik der inneren Versöhnung sowie das Arbeitsschutzgesetz durchzusetzen hoffte.
Ein wichtiges außenpolitisches Ereignis fiel (gleichsam „genau passend“) in das Jahr des Kanzlerwechsels. Der Rückversicherungsvertrag mit Russland widersprach teilweise den Bedingungen des Dreibundpaktes mit Italien und Österreich-Ungarn. Der Kaiser war gegen ein Verletzen des letztgenannten Paktes, während Bismarck den Rückversicherungsvertrag seinerzeit für unbedingt notwendig gehalten hatte. Jetzt ging es um seine Verlängerung. Von der Öffentlichkeit unbemerkt (es handelte sich um einen Geheimvertrag) und von Caprivi hingenommen, wurde der 1890 auslaufende Rückversicherungsvertrag vom Deutschen Reich bewusst nicht erneuert. In Russland nahm man realistischerweise einen deutschen Kurswechsel an und begann sich Frankreich anzunähern.
Caprivis Kanzlerzeit war durch entschiedene Englandfreundlichkeit geprägt. Innenpolitisch war er einer der Hauptverantwortlichen für den Wandel des Deutschen Reiches von der Agrarwirtschaft zur industriellen Exportwirtschaft. Die Reformen in diesem Zeitraum trugen dazu bei, dass Deutschland wenig später Großbritannien überholen und zur Weltwirtschaftsmacht Nr. 1 aufsteigen konnte. Der Begriff „Made in Germany“ wurde zu dieser Zeit ein Synonym für höchste Qualität.

### Integrationspolitik
Die turbulente Ersetzung des alten Deutschen Bundes durch das neu geschaffene Deutsche Reich ohne die deutschen Österreicher – die kleindeutsche Lösung – brachte einige Probleme mit sich. Die rheinländische, süddeutsche und polnische Opposition gegen die preußische Vorherrschaft stützte sich auf das sich politisierende katholische Bürger-, Arbeiter- und Bauerntum. Als Partei des politischen Katholizismus hatte sich im Jahr 1870 die Deutsche Zentrumspartei formiert. Die Versuche Bismarcks, die katholischen Parteien in ihrer Arbeit zu behindern, führten zu Eingriffen in das Leben der Katholiken. Auch die Judenintegration, die es vorher außer in Preußen nur in wenigen anderen Staaten gab, war jung, und der merkliche soziale Aufstieg der jüdischen Bevölkerung nährte Neid und Antisemitismus in der Bevölkerung. In den östlichen Gebieten Preußens, vor allem in der Provinz Posen, gab es eine starke Unterdrückung der polnischen Minderheit, die zu Unruhen und Gefühlen der Ungerechtigkeit führte. Der Kaiser erkannte die Ernsthaftigkeit dieser Probleme und zählte sie zu seinen Hauptaufgaben.
Am besten gelang die Integrationspolitik gegenüber den Katholiken. Sie waren zuvor durch den Bismarckschen Kulturkampf benachteiligt und an der Teilnahme am politischen Leben sowie an der freien Ausübung ihrer Religion gehindert worden. Schon zu seiner Prinzenzeit war Wilhelm gegen diese Praktiken und befürwortete die Beendigung des Kulturkampfes. Um die Einigkeit zwischen Protestanten und Katholiken im Reich zu verbessern, zahlte das Reich die den Opfern vorenthaltenen Gelder zurück, hob allerdings nicht alle gefassten Beschlüsse und Gesetze aus dem vorangegangenen Kulturkampf wieder auf.
Die östlichen Provinzen Preußens (Ostpreußen, Westpreußen und Schlesien) waren mehrheitlich von Deutschen, minderheitlich von Polen sowie regional von Kaschuben und Masuren bewohnt. In der Provinz Posen stellten die Polen die Mehrheit. Seit der Bismarckzeit versuchte der Staat, die hier lebenden Polen zu germanisieren, was allerdings misslang und in offenen Protest mündete. Wilhelm II. hob viele dieser Repressionen auf, die vor allem die Unterrichtssprache und später auch die des Gottesdienstes regelten, und erkannte die Polen als eigenes Volk und Minderheit im Deutschen Reich an.
Bei seiner Integrationspolitik kam Kaiser Wilhelm II. der Parlamentarismus im Reich entgegen. Die Wahl wurde in Einmannwahlkreisen mit absolutem Mehrheitswahlrecht durchgeführt. So besaßen die Dänen (ein bis zwei Abgeordnete), Elsass-Lothringer (acht bis 15 Abgeordnete) und Polen (13 bis 20 Abgeordnete) von 1871 bis zur letzten Wahl 1912 stets eigene Fraktionen im Reichstag. Juden dagegen organisierten sich nicht in einer eigenen Partei. Das Wahlsystem grenzte aber auch politische Minderheiten nicht aus. Dies sorgte dafür, dass sich auch die preußenfeindlichen Welfen, aber vor allem die Antisemiten aus der Christlichsozialen Partei und der Deutschen Reformpartei organisieren konnten. Die Zahl ihrer Abgeordneten überschritt aber nie die Zahl der Abgeordneten aus den Parteien der ethnischen Minderheiten.

### Wirtschaftspolitik und rüstungspolitische Prioritäten

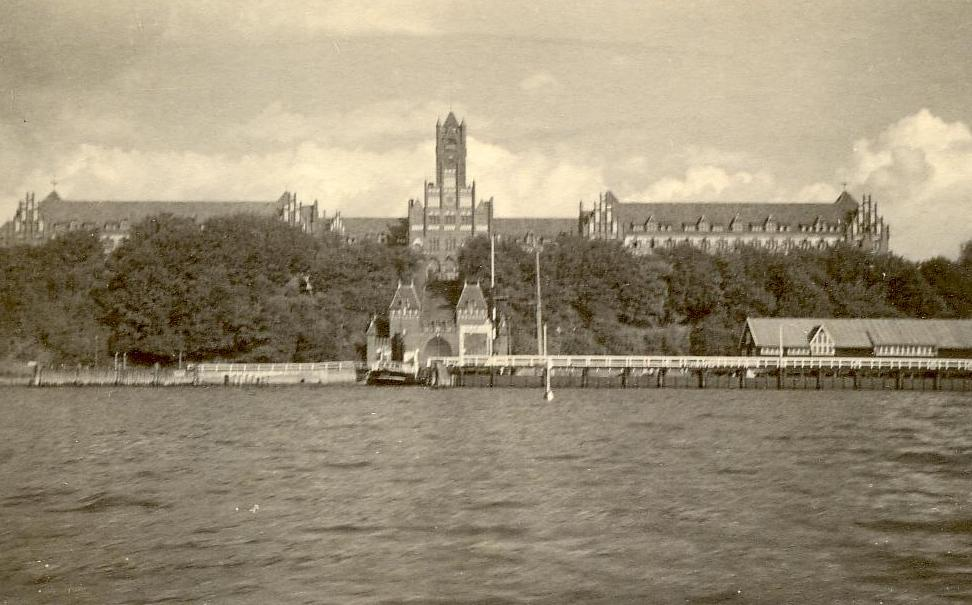
Im Zuge des Deutsch-Britischen Flottenwettrüstens ließ Wilhelm 1910 die Marineschule Mürwik errichten, die seither als Ausbildungsstätte der deutschen Marineoffiziere dient (Bild von 1929).

Caprivi setzte einen weiteren von Bismarck verwehrten Wunsch Wilhelms durch, die progressive Einkommensteuer, die höhere Einkommen stärker belastete: die Miquelsche Einkommensteuerreform von 1891. Durch die industriefreundliche und exportorientierte Eindämmung des Protektionismus zog sich Caprivi die Feindschaft der im Bund der Landwirte organisierten Grundbesitzer („Ostelbier“, „Junker“) zu, die eng mit der Deutschkonservativen Partei verbunden waren. Die nach Abschaffung der Schutzzölle wachsenden Agrarexporte der USA bewirkten für sie einen Preisverfall. Durch die Förderung des Einsatzes von Landmaschinen konnte man die Verluste zwar teils auffangen, erhöhte aber die agrarprotektionistischen Ansprüche der ohnehin unterkapitalisierten und zu Investitionen genötigten Großgrundbesitzer.

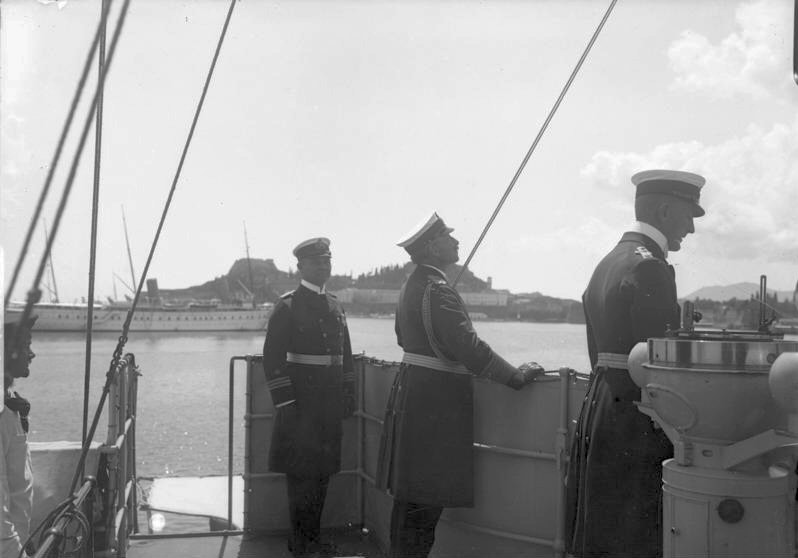
Wilhelm II. (Mitte) mit Kommandant und Erstem Offizier an Bord der Geier, 1894

1893 löste Wilhelm II. den 1890 gewählten Reichstag auf, weil der die auch von ihm gewünschte Aufrüstung des Heeres abgelehnt hatte. Bei den darauf folgenden Wahlen siegten die Befürworter der wilhelminischen Politik aus der Konservativen und Nationalliberalen Partei. Auch die gegen Caprivis Widerstand von Alfred von Tirpitz propagierte Aufrüstung der Kaiserlichen Marine, im Volk durchaus populär, erkennbar etwa am allgegenwärtigen Matrosenanzug für Knaben, wurde in der Folgezeit von Wilhelm gefördert.
Im Januar 1894 kam es zu einem Aussöhnungstreffen mit Bismarck. Als dieser 1896 den geheimen Rückversicherungsvertrag mit Russland in der Presse veröffentlichte, wollte Wilhelm ihn dann aber in der ersten Erregung wegen Landesverrats verhaften und in die Zitadelle Spandau verbringen lassen.

### Persönliches Regimentdes Kaisers

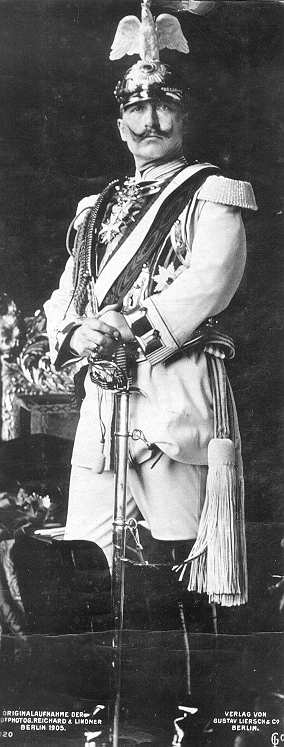
Wilhelm in der Paradeuniform des Regiments der Gardes du Corps, 1905, eine „mythisierende Selbstdarstellung des Kaisers“

Am 26. Oktober 1894 wurde Caprivi entlassen. Wilhelm berief erstmals einen Nichtpreußen, den bayerischen Fürsten (und seinen Onkel, wie er in seinen Memoiren Ereignisse und Gestalten schreibt) Chlodwig zu Hohenlohe-Schillingsfürst zum Reichskanzler und preußischen Ministerpräsidenten. Er sollte anders als seine beiden Vorgänger keinen Führungsehrgeiz entwickeln.

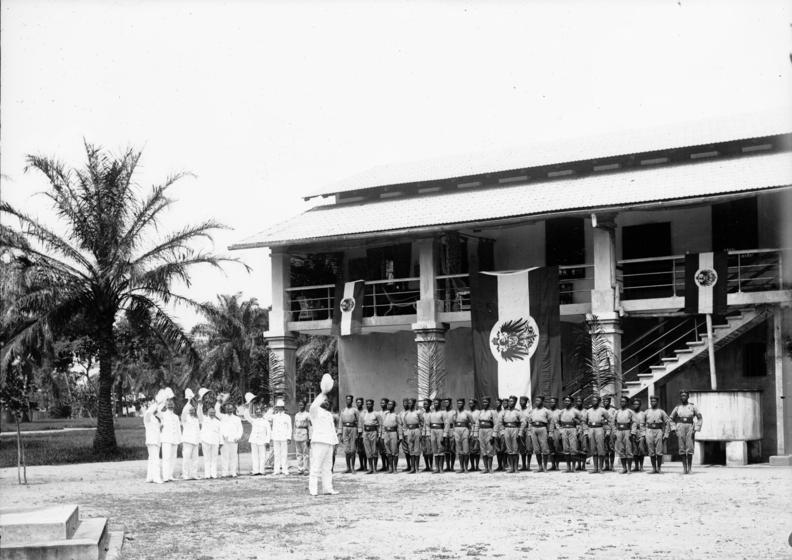
Kaisers Geburtstag 1901: Die Polizeitruppe im Schutzgebiet Kamerun grüßt den Kaiser.

1895 wurden der Kaiser-Wilhelm-Kanal, der heutige Nord-Ostsee-Kanal, fertiggestellt und die Marinehäfen Kiel und Wilhelmshaven in großem Maßstab ausgebaut. In diesem Zusammenhang besetzte und pachtete das Deutsche Reich die chinesische Hafenstadt Tsingtao auf 99 Jahre.
Wilhelm erkannte trotz seiner Englandfreundlichkeit nicht, dass damit die weltweite Hegemonialmacht Großbritannien aufs Äußerste beunruhigt wurde. Der anhaltende deutsche Kolonialismus – gegen den Bismarck und Caprivi sich noch gewehrt hatten – wurde von ihm nicht als riskant gegenüber den Großmächten England und Frankreich erkannt und gebilligt: 1899 erwarb das Reich die Karolinen, Marianen, Palau und 1900 Westsamoa. 1896 versäumte Hohenlohe-Schillingsfürst es, Wilhelm von der „Krüger-Depesche“ abzuhalten, einem Glückwunschtelegramm an die Buren zur Abwehr des britischen Jameson Raid, die in Großbritannien mit Empörung aufgenommen und nachhaltig als Abkehr von der englandfreundlichen Politik Caprivis gedeutet wurde. In seinen Memoiren betonte Wilhelm, dass er gegen die Depesche gewesen sei, aber vom Kanzler Hohenlohe-Schillingsfürst zur Unterschrift genötigt worden sei. Seit 1897 war Hohenlohe-Schillingsfürst durch die Entlassung wichtiger Mitarbeiter weitgehend kaltgestellt worden, es verstärkte sich nun das persönliche Regiment des Kaisers.

Wilhelm setzte Hohenlohe-Schillingsfürst am 17. Oktober 1900 ab und berief Graf Bernhard von Bülow zum Reichskanzler, der weder die anstehenden innenpolitischen Reformen betrieb noch die sich neu gruppierenden außenpolitischen Konstellationen zu meistern vermochte, die in Deutschland zunehmend als „Einkreisungspolitik“ empfunden wurden. Das Verhältnis zu Frankreich wurde jedenfalls nicht verbessert, England nun auch durch die Flottenpolitik herausgefordert und Russland auf dem Balkan nicht gegen die Österreichisch-Ungarische Monarchie unterstützt. Wilhelm vertraute Bülow, der ihm nachhaltig zu schmeicheln wusste, lange, bis zur Daily-Telegraph-Affäre 1908 und den Eulenburg-Prozessen.

### Bauprojekte
Neben der Flottenaufrüstungspolitik mit Marinegebäuden wie der Marineschule Mürwik, für die Wilhelm bekannt ist, erfolgten diverse weitere Bauprojekte.
Im Jahre 1899 schenkte die Stadt Schlettstadt Wilhelm die Hohkönigsburg im Elsass. Wilhelm ließ sie in den Jahren 1901–1908 durch den Berliner Architekten und Burgenforscher Bodo Ebhardt restaurieren. Der Bau kostete über zwei Millionen Mark, die zum großen Teil von Elsass-Lothringen bezahlt werden mussten. Am 13. Mai 1908 fand im Rahmen einer großen Feier mit festlicher Musik und historischen Kostümen bei Regenwetter die Einweihung statt, an der auch Tochter Viktoria Luise von Preußen teilnahm. Ebenso auf Veranlassung Wilhelm II. wurde das Residenzschloss Posen in den Jahren von 1905 bis 1913 im neoromanischen Stil errichtet und die Ordensburg Marienburg von 1896 bis 1918 renoviert.
Bisweilen verstand sich Wilhelm auch als Architekt. Prominentestes Beispiel aus der Rheinprovinz sind hier die Anmerkungen des Kaisers auf dem Fassadenentwurf zum Regierungsgebäude in Koblenz. Vom Architekten Paul Kieschke (1851–1905) entworfen und zwischen 1902 und 1905 realisiert, erhielt der Regierungsbaumeister den Plan mit eigenhändigen Abänderungen des Kaisers in Bezug auf die Ausführung der geplanten Türme zurück.
Wilhelm veranlasste 1913 den Bau des Cecilienhofes in Potsdam – diesen letzten Schlossbau vor dem Sturz der Monarchie in Deutschland als Wohnstätte für die Familie seines ältesten Sohnes, des Kronprinzen Wilhelm, der 1905 Cecilie von Mecklenburg-Schwerin geheiratet hatte, nach der das Schloss benannt wurde.

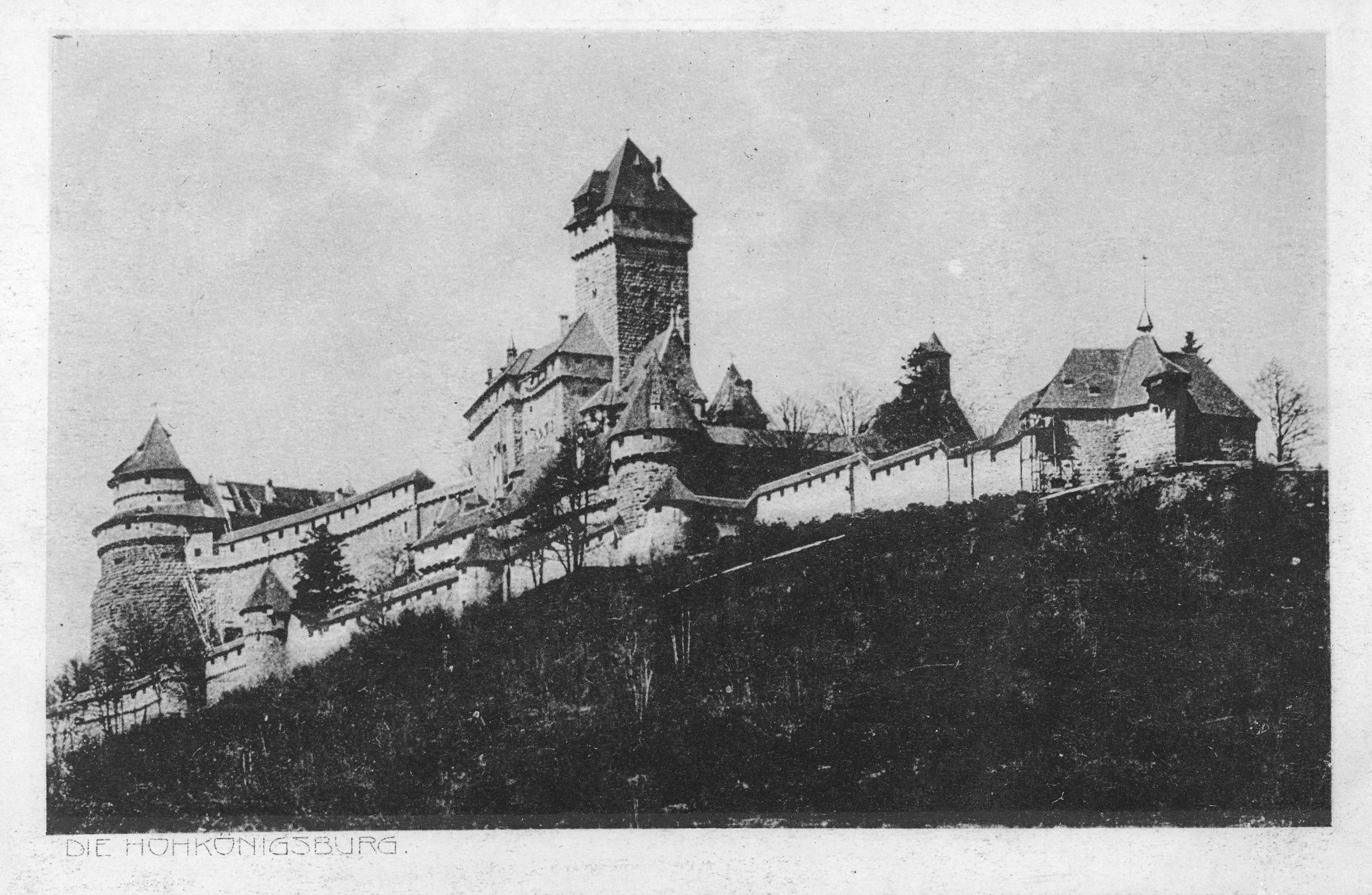
Postkarte der Hohkönigsburg aus dem Jahre 1914
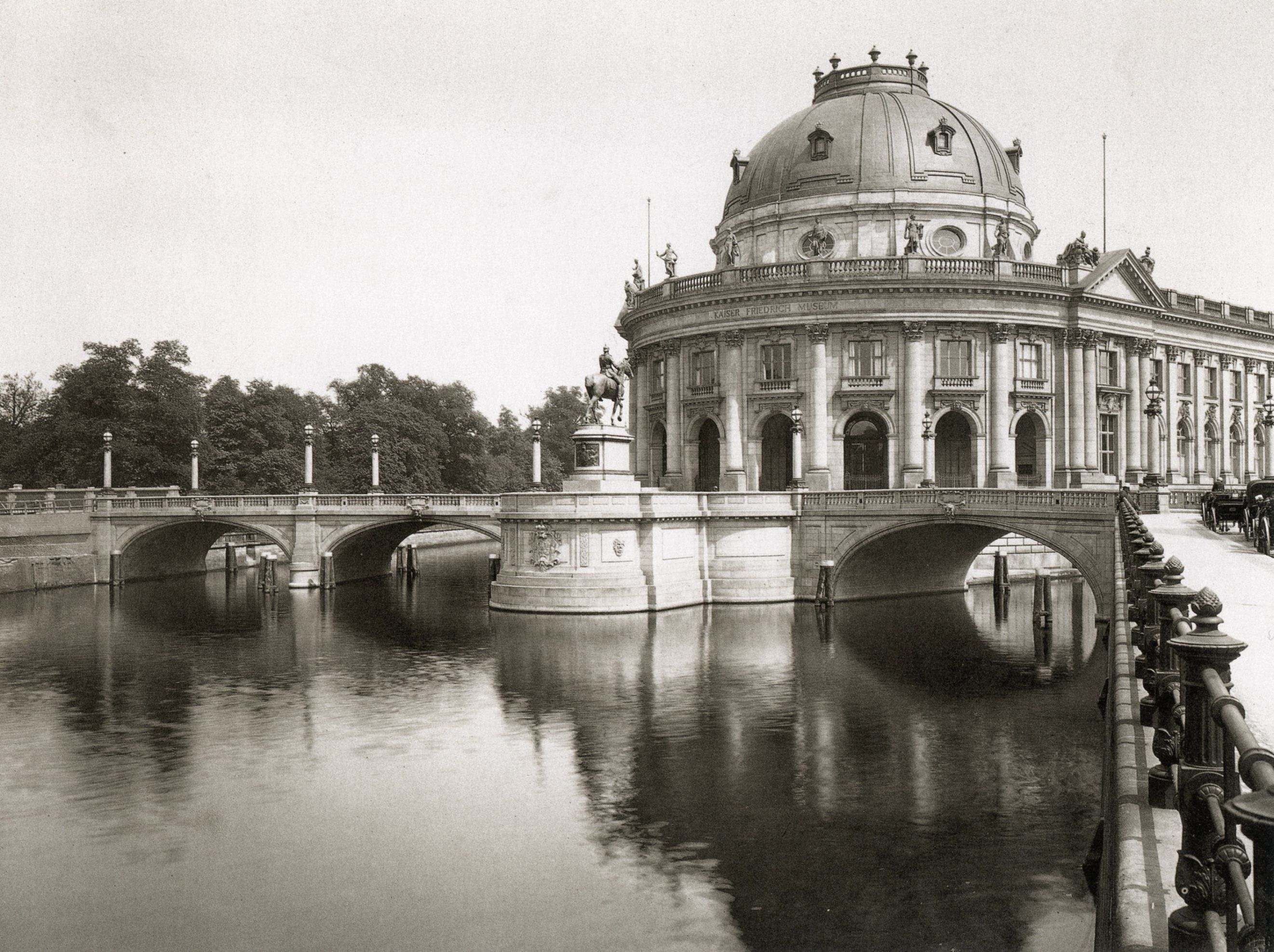
Kaiser-Friedrich-Museum mit Reiterstandbild Friedrichs III., 1905
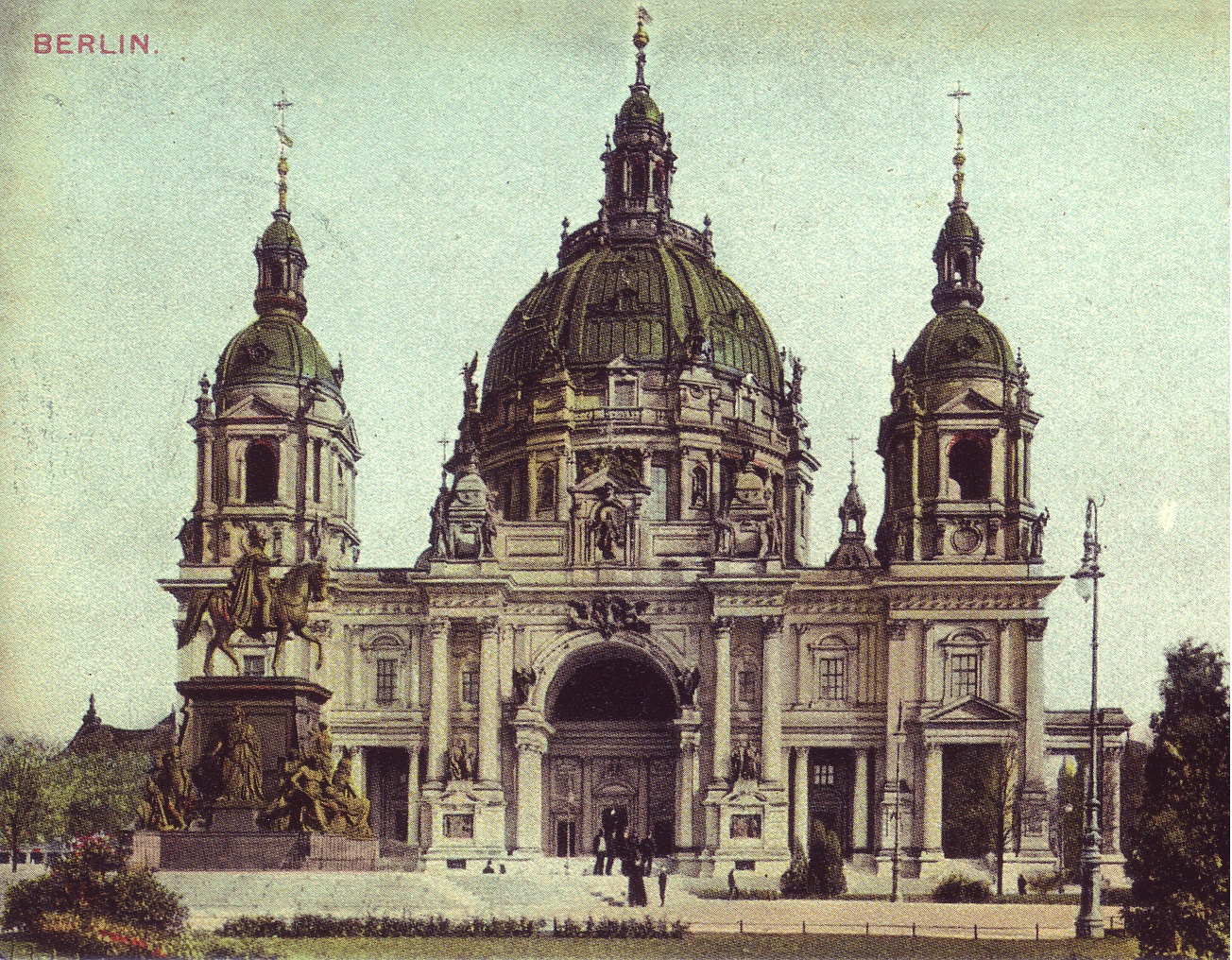
Berliner Dom auf einer Postkarte um 1900, davor der Lustgarten
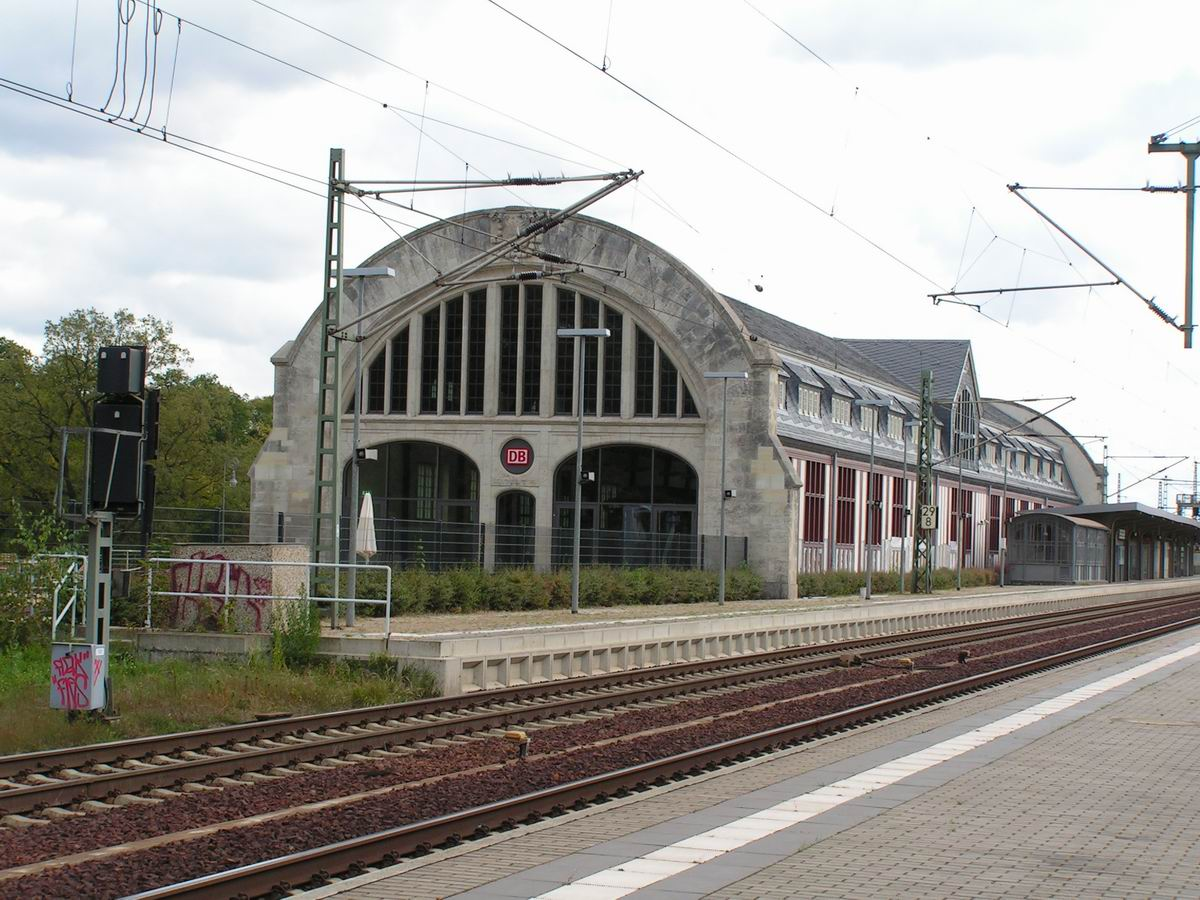
Halle des „Kaiserbahnhofs“
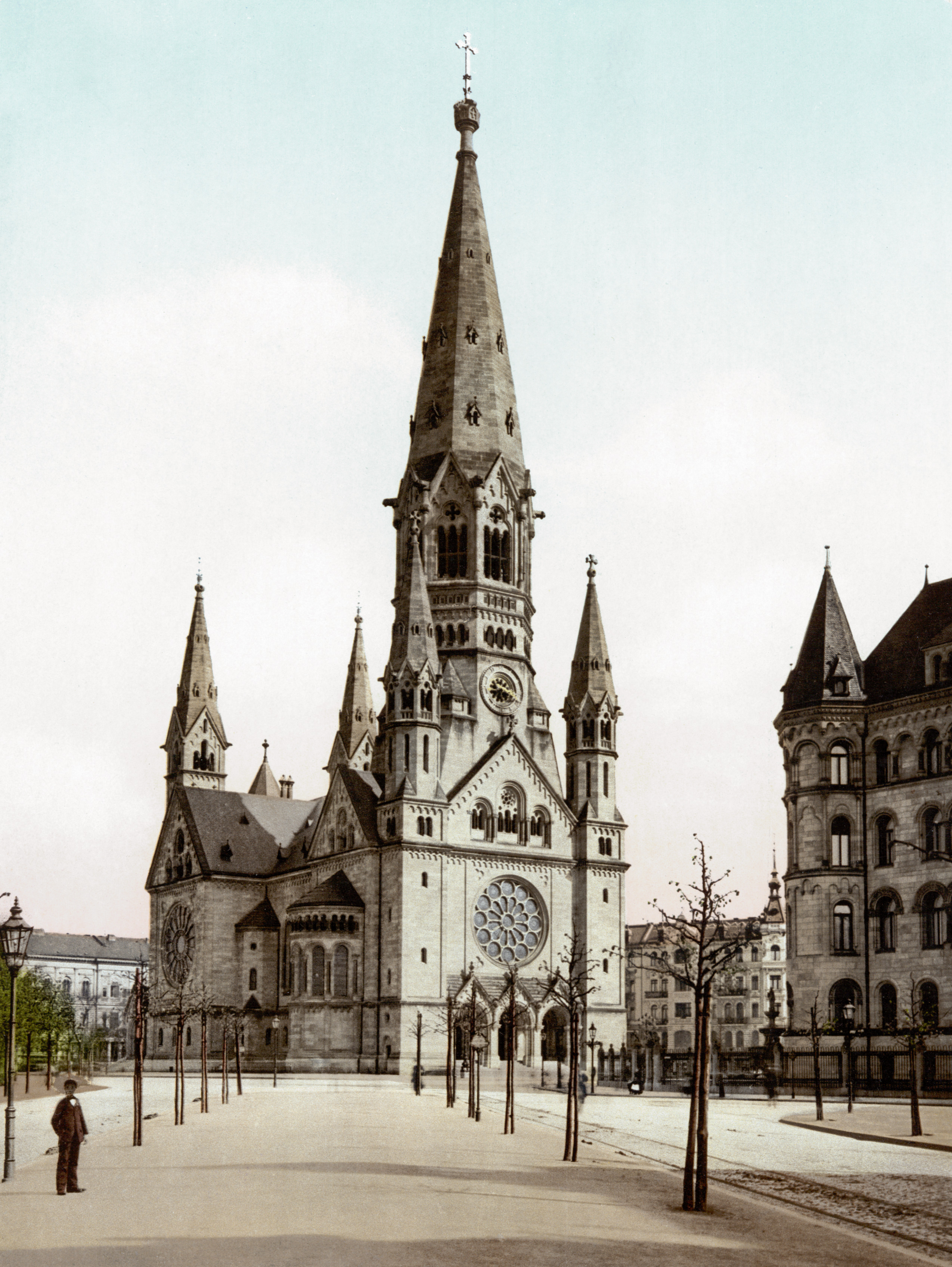
Kaiser-Wilhelm-Gedächtniskirche, um 1900
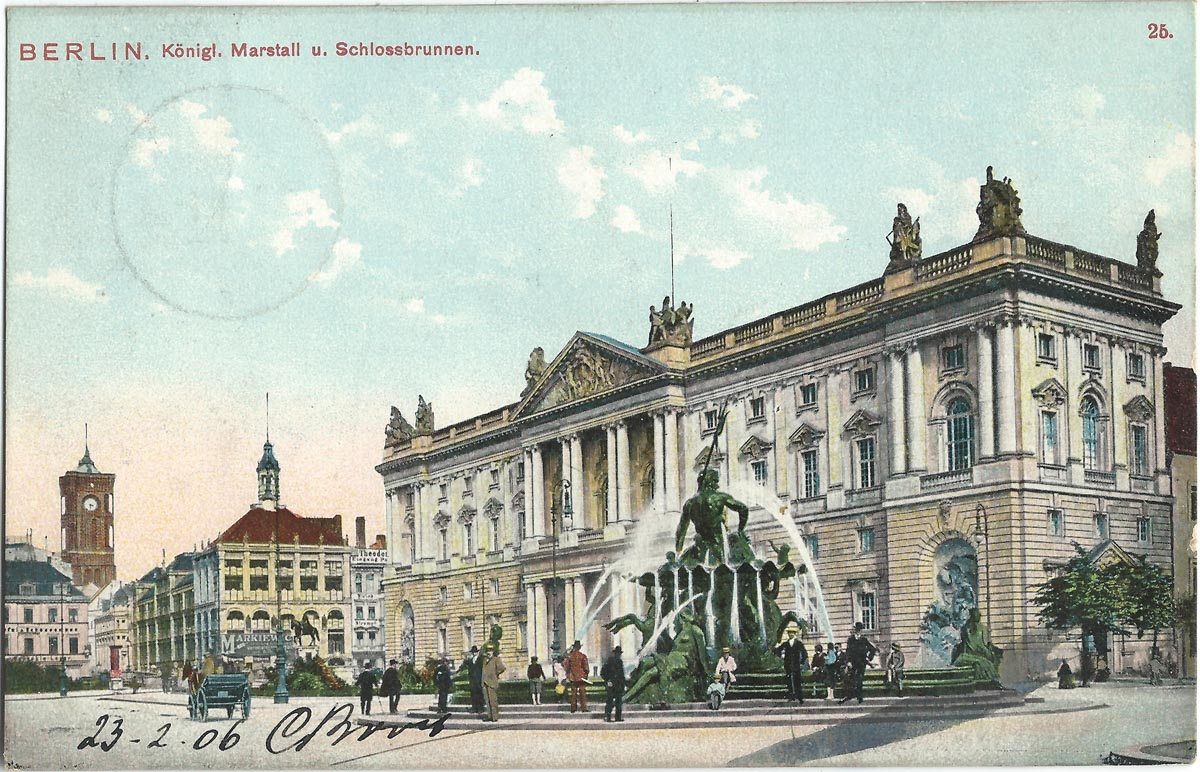
Ansicht vom Schloßplatz 1906, mit dem originalen Standort des Neptunbrunnens und der originalen Fassade des Neuen Marstalls
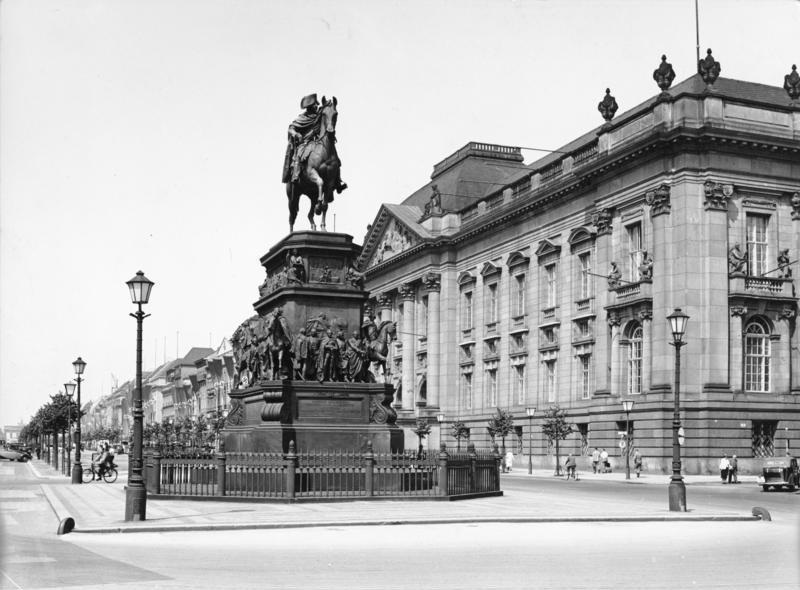
Staatsbibliothek Unter den Linden
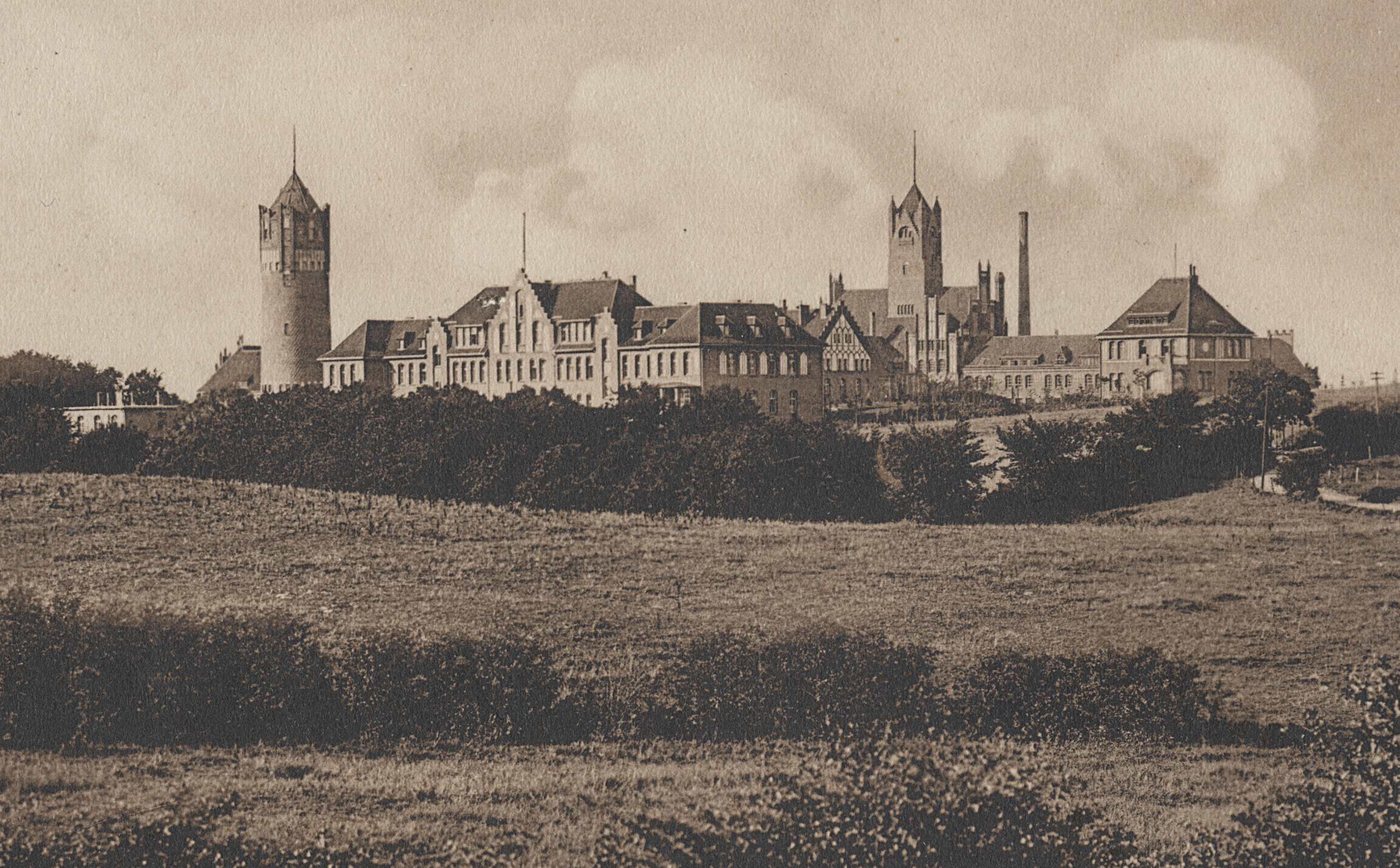
Landseite der „Marineschule Mürwik“ in Mürwik, 1910
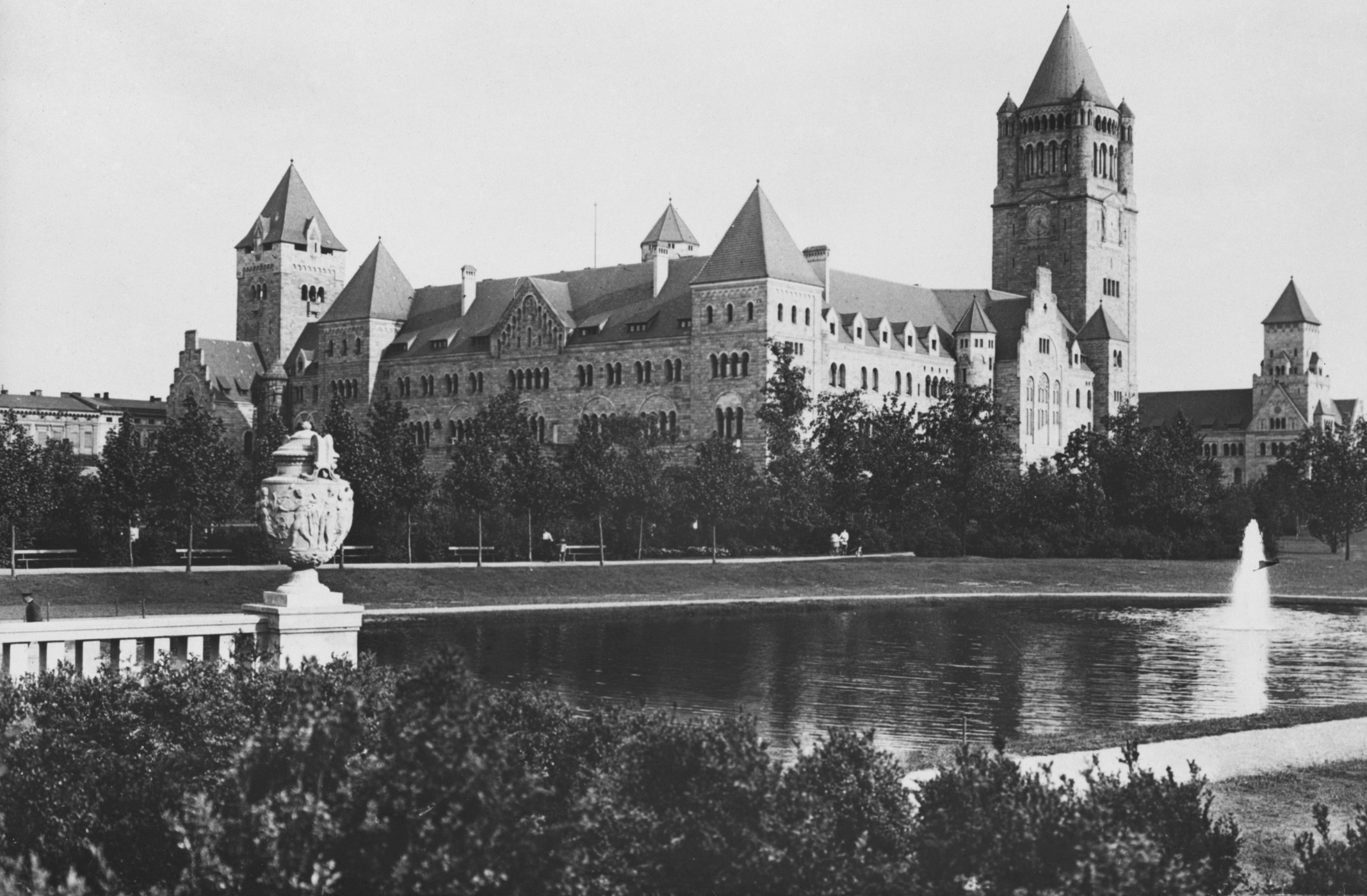
Ansicht des Residenzschlosses Posen
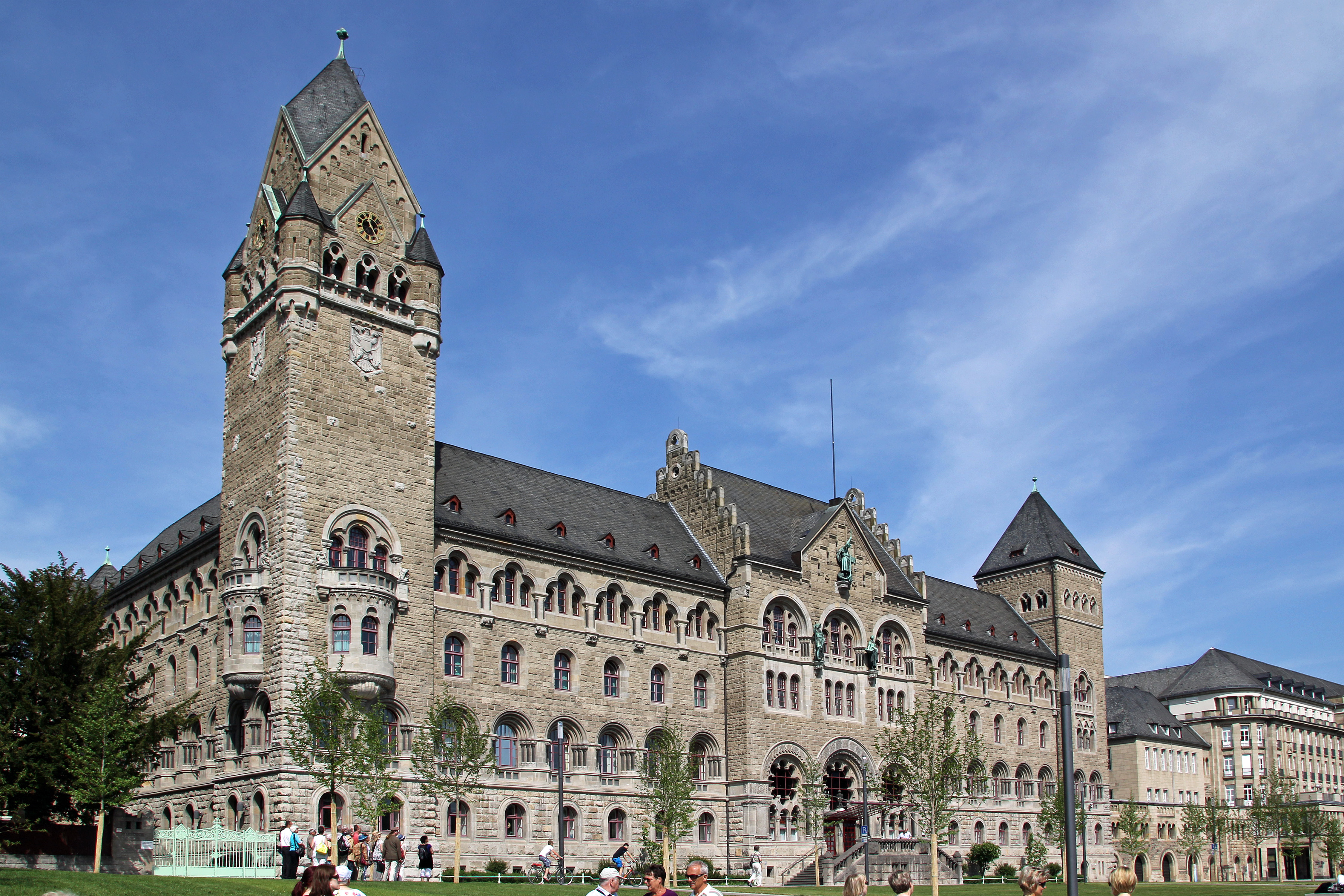
Gebäude der Bezirksregierung Koblenz

Zwei weitere Bauten aus der wilhelminischen Ära, die das Zentrum Berlins prägen, sind die Königliche Bibliothek, die in den Jahren 1901–1914 entstand, und der Neue Königliche Marstall am Schlossplatz in Berlin, der 1897–1900 errichtet wurde. Eines der das Kölner Stadtbild am stärksten prägenden Bauwerke, die Hohenzollernbrücke, stammt aus wilhelminischer Zeit. Sie wurde von 1907 bis 1911 von Franz von Schwechten (Architekt der Kaiser-Wilhelm-Gedächtniskirche) in direkter Sichtachse des Kölner Doms im neoromanischen Stil mit dekorativen Brückentürmen und Portalen erbaut.

### Außenpolitische Probleme unter Bülow

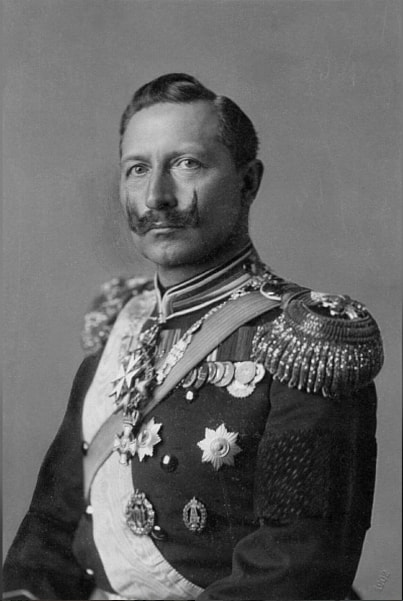
Wilhelm II (1904)

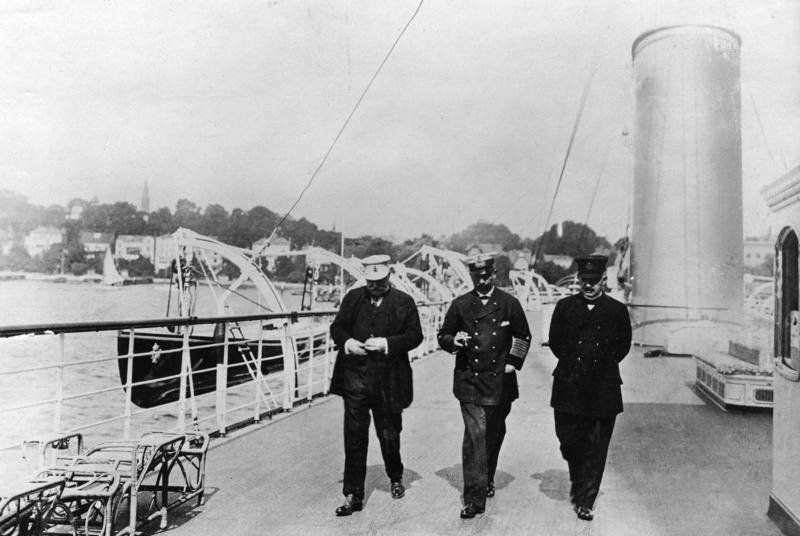
Bernhard von Bülow, Kaiser Wilhelm II. und Rudolf von Valentini (von links nach rechts) an Bord der Hohenzollern in Kiel, 1908

Mit Ausbruch des Russisch-Japanischen Kriegs im Februar 1904 und dem Abschluss der Entente Cordiale zwischen Frankreich und Großbritannien am 8. April 1904 veränderte sich das europäische Machtgefüge fundamental. Mit dem englisch-französischen Kolonialausgleich war die Freihandelspolitik offenbar gescheitert. In der Wilhelmstraße wurde überlegt, wie man auf die französisch-britische Annäherung reagieren sollte, ohne selbst an politischem Handlungsspielraum zu verlieren und außenpolitisch isoliert zu werden. Nach den schweren Niederlagen Russlands im Sommer 1904 und den scharfen Spannungen zwischen London und St. Petersburg nach dem Doggerbank-Zwischenfall (21./22. Oktober 1904) wurde Russland als ein möglicher Partner weiter interessant.

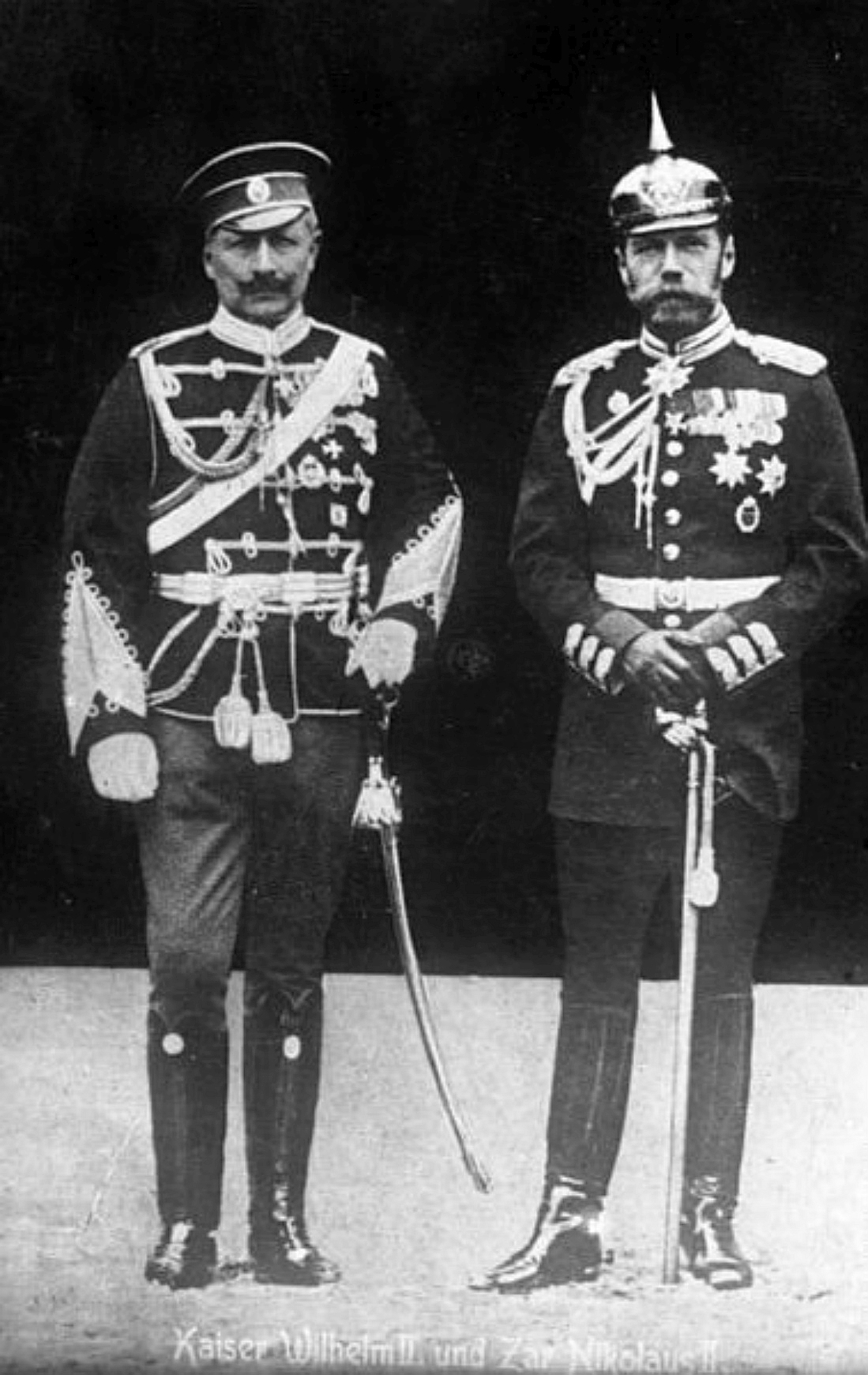
Wilhelm II. in russischer und Nikolaus II. in preußischer Uniform, 1905 in Björkö

Im November 1904 unterbreitete Wilhelm dem Zaren Nikolaus II. ein Defensivbündnis. Frankreich sollte erst nach Abschluss des Vertrages von dem Bündnis in Kenntnis gesetzt werden. Die russische Regierung widersetzte sich aber einem solchen Bündnis. In der Ersten Marokkokrise (1904–1906) standen bald darauf wieder die Spannungen zwischen Frankreich und Deutschland im Fokus. Friedenspolitisch ergriff Wilhelm II. im Juli 1905 eine Initiative: Im Sinne einer Wiederannäherung an Russland, das gerade seinen Krieg gegen Japan zu verlieren drohte, schloss er mit Nikolaus II. den Freundschaftsvertrag von Björkö. Frankreich sollte einbezogen werden.
Der Vertrag von Björkö wurde allerdings schon 1907 von Russland für gegenstandslos erklärt, weil er mit der französisch-russischen Annäherung, die inzwischen stattgefunden hatte, nicht vereinbar war. Diese Annäherung hatte sich ergeben, nachdem Wilhelm II. im März 1905 in der Ersten Marokkokrise Tanger besucht hatte (Näheres hier). Resultat war überdies eine Verschlechterung der Beziehungen zu Japan, das Preußen–Deutschland bisher als wissenschaftlichen und militärischen Lehrmeister angesehen hatte.
1908 wurde Wilhelms Hilflosigkeit durch die Daily-Telegraph-Affäre deutlich: Er beschwerte sich in einem Interview mit der Zeitung über seine eigene Regierung – sie sei nicht englandfreundlich genug. Bismarck war ein Meister darin gewesen, seine Politik medial zu flankieren. Bei Wilhelm II. dagegen sollten das Interview und markige Reden die Politik ersetzen. Ein besonders eklatantes Beispiel hatte der Kaiser mit der bereits am 27. Juli 1900 in Bremerhaven gehaltenen Hunnenrede gegeben. Mit dem Interview im Daily Telegraph fiel er nunmehr der Reichspolitik in den Rücken, indem er darin erklärte, er sei ein guter „Beschützer Englands“, hielte er doch die anderen europäischen Mächte immer davor zurück, England zu provozieren. Dies wurde in England als Ärgernis empfunden: Es lasse sich von niemandem beschützen und empfand das Interview als Anmaßung. Wilhelm knickte angesichts des deutschen Pressesturms ein und versprach, sich künftig außen- wie auch innenpolitisch zurückzuhalten.

### Zunehmende Kritik am Kaiser und Entlassung Bülows
Inzwischen hatte die öffentliche Meinung bereits lange vor der Daily-Telegraph-Affäre begonnen, den Kaiser grundsätzlich kritisch zu sehen. Schon 1902 hatte er sich mit der Swinemünder Depesche in die bayerische Innenpolitik eingemischt, zudem ohne sich mit dem Reichskanzler vorher abzustimmen, und so einen Skandal verursacht. Nach der Kotze-Affäre bereits 1892 schadete eine ähnliche Kampagne Wilhelm konkret: 1906 griff der Journalist Maximilian Harden, ein außenpolitischer Hardliner, der bereits 1905 einen Präventivkrieg gegen Frankreich gefordert hatte, in seiner Zeitschrift Die Zukunft die angebliche „Kamarilla“ um den Kaiser an.
Der Liebenberger Kreis, ein seit zwei Jahrzehnten bestehender Freundeszirkel um Wilhelm und den Fürsten Philipp zu Eulenburg, der den Kaiser angeblich zu seinem „persönlichen Regiment“ bewogen haben soll, wurde als „homoerotische Tafelrunde politischer Weichlinge“ dargestellt, die den Kaiser vom „männlichen“ Kurs Bismarcks abbringen und zu einer dauerhaften Friedenspolitik gegenüber Frankreich und Großbritannien bewegen wolle und daher sogar über die Rückgabe des annektierten Reichslandes Elsaß-Lothringen diskutiere. Harden zog alle Register des Sensationsjournalismus, indem er Eulenburgs Homosexualität (nach § 175 damals ein Straftatbestand) enthüllte und anprangerte. Er erreichte durch Manipulationen, dass Eulenburg sich in einen Meineid verstrickte und schließlich festgenommen wurde. Es folgten drei Sensationsprozesse gegen Eulenburg, die trotz Freisprüchen das Ansehen des Kaisers beschädigten und in die auch Reichskanzler Bülow hineingezogen wurde. Die von 1906 bis 1909 schwelende Harden-Eulenburg-Affäre wuchs sich zu einem der größten Skandale des Kaiserreiches aus und erregte auch international Aufsehen.

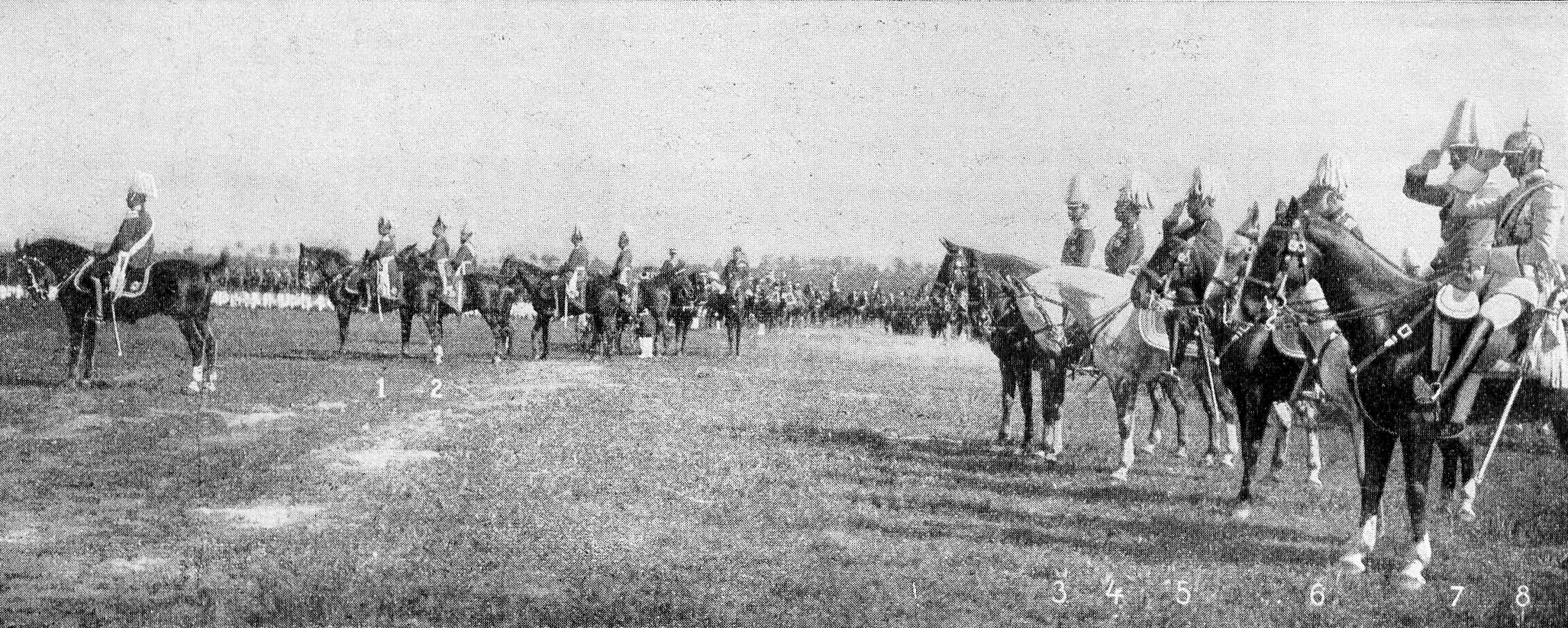
Kaiserparade anlässlich des Herbstmanövers in Süddeutschland 1909

1909 zerbrach der sogenannte Bülow-Block, in dem sich die regierungsunterstützenden linksliberalen Parteien sowie die Nationalliberale und die Deutschkonservative Partei zusammengeschlossen hatten. Auslöser war der Versuch Bülows, das preußische Wahlrecht zu reformieren, worauf ihm die im preußischen Landtag dominierenden Konservativen die Gefolgschaft verweigerten. Sozialdemokraten und Zentrumspartei, die diesen Versuch in seinen Grundsätzen unterstützen, verweigerten trotzdem die Zusammenarbeit mit Bülow. Sie warfen ihm Prinzipienlosigkeit vor, da er erst kurz zuvor in Zusammenarbeit mit den Konservativen neue Repressalien gegen die polnische Minderheit durchgesetzt hatte. Die Germanisierungspolitik wurde auf Betreiben Kaiser Wilhelms eingeschränkt. Dass Bülow nun aber, um sich die Loyalität der Konservativen Partei zu sichern, die Enteignung von polnischen Gütern erleichterte, ignorierte der Kaiser zunächst, um die stabile Parlamentsmehrheit nicht zu gefährden. Doch entließ er Bülow und ernannte am 7. Juli 1909 Theobald von Bethmann Hollweg zum Reichskanzler.

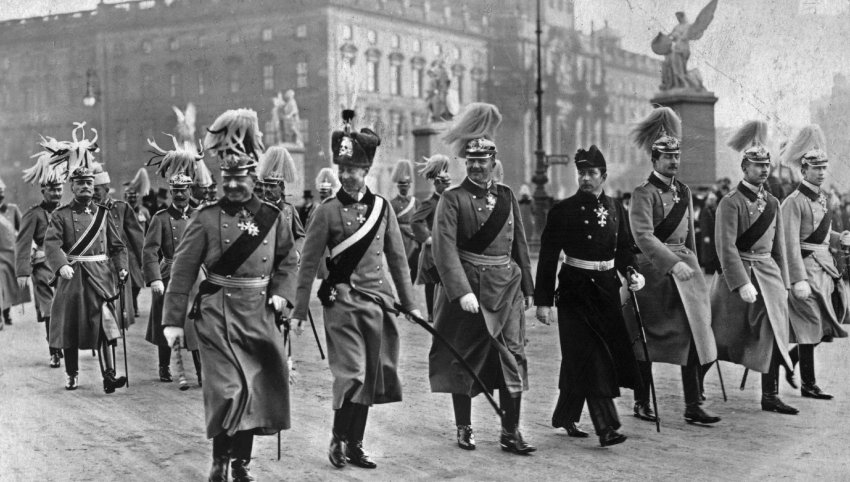
Wilhelm mit seinen Söhnen auf der Schloßbrücke vor dem Berliner Schloss am 1. Januar 1913

### Außenpolitische Probleme unter Bethmann Hollweg
Wilhelm überließ dem neuen Kanzler nach dem Krisenjahr nun die Außenpolitik, die aber ihre Ziele – Wiederannäherung an England und Distanzierung von der antirussischen Balkanpolitik Österreich-Ungarns – nicht erreichte. Die antifranzösische Politik wurde 1911 in der zweiten Marokkokrise durch deutschen Interventionismus im „Panthersprung nach Agadir“ verschärft. Heer und Flotte wurden weiter verstärkt. Markante Eingriffe Wilhelms unterblieben. Der Kaiser war zwar Militarist, aber kein Bellizist, er wollte trotz seiner kriegerischen Reden im Grunde keinen Angriffs- oder Präventivkrieg. Er tat aber auch wenig, um dies deutlich zu machen.
Insgesamt ist Wilhelms II. Anteil an der deutschen Außenpolitik umstritten. Während John C. G. Röhl in ihm eine wirkungsmächtige Instanz hervorhebt, die in die Politik des Reiches eigenständig eingriff, sieht die Mehrzahl der Historiker wie Wolfgang J. Mommsen die zivile Reichsleitung im Zentrum der Verantwortung. Unbestreitbar ist, dass der Kaiser nicht als Koordinator zwischen Außen-, Heeres- und Flottenpolitik wirkte. So kam es, dass Reichskanzler, Heeres- und Marineleitung jeweils unterschiedliche Ziele verfolgten, die miteinander nicht vereinbar waren. Vor allem schuf der Aufbau der Flotte ein außenpolitisches Problem.

### Erster Weltkrieg

#### Julikrise

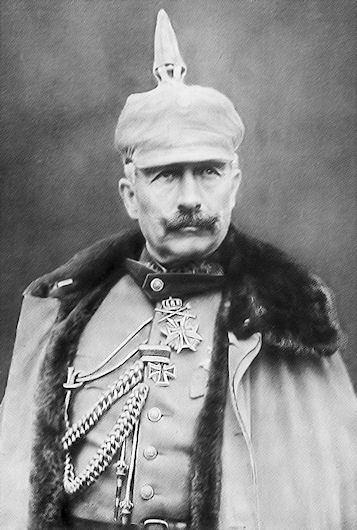
Wilhelm in Armeeuniform, um 1915

In der Julikrise 1914 spielte Wilhelm II. eine ambivalente Rolle. Er versuchte einerseits, den Frieden durch einen fieberhaften Briefwechsel mit dem russischen Zaren („Lieber Nicky!“ – „Lieber Willy!“) zu retten, der bei der nunmehr objektiven Kriegsentschlossenheit sämtlicher Kontinental-Großmächte gar nichts bewirkte. Andererseits drängte er zum Losschlagen. Faktisch steigerte der Kaiser letztlich die Kriegsgefahr, denn er ermächtigte Bethmann Hollweg nach dem Attentat von Sarajewo am 28. Juni 1914, Österreich-Ungarn eine Blankovollmacht für dessen aggressive Politik gegen Serbien zu erteilen.
Obwohl die Stärke Deutschlands immer mehr zugenommen hatte, hielt Wilhelm, mit seinen Ängsten vor „Sozialismus“, „gelber Gefahr“, „slawischer Flut“ und seiner Idee vom „unvermeidlichen Gegensatz von Slawen und Germanen“, die Zeit für die letzte Abrechnung gekommen. Dabei unterschätzte er den serbienfreundlichen Panslawismus, mit dem seit 1905 die russische Politik die Unruhen im eigenen Reich zu bändigen fest entschlossen war. Der deutsche Botschafter in Wien Heinrich von Tschirschky drängte auf Wilhelms Anweisung zu einer Aktion gegen Serbien: Er solle „mit allem Nachdruck erklären, daß man in Berlin eine Aktion gegen Serbien erwarte und daß es in Deutschland nicht verstanden würde, wenn wir die gegebene Gelegenheit vorübergehen ließen, ohne einen Schlag zu führen“.
Faktisch wurde nach der österreichisch-ungarischen Kriegserklärung an Serbien die Außenpolitik von Kaiser und Kanzler dem deutschen Generalstab überlassen: Die Mobilmachung im Russischen Reich erlaubte es nach dem Urteil der Generalität dem Deutschen Reich nicht, mit der Kriegserklärung an Russland und Frankreich länger zu warten, da sonst der deutsche Schlieffen-Plan, bei einem Zweifrontenkrieg erst schnell Frankreich, dann Russland zu schlagen, undurchführbar zu werden drohte. Wilhelm mischte sich in der Folge nicht in militärische Zielsetzungen ein, überließ diese aber nicht verfassungsgemäß dem Reichskabinett, sondern der Obersten Heeresleitung (OHL).
In zwei sogenannten Balkonreden am 31. Juli und am 1. August 1914 bereitete Wilhelm die Bevölkerung auf einen kommenden Krieg vor. Nach Ausbruch des Krieges hielt er am 4. August 1914 vor den Abgeordneten eine Thronrede zum Kriegsausbruch, bei der er im Sinne seiner Burgfriedenspolitik erklärte: „Ich kenne keine Parteien mehr, ich kenne nur noch Deutsche!“ In einer weiteren Rede, die am 7. August 1914 in allen deutschen Zeitungen veröffentlicht wurde, behauptete er: „Mitten im Frieden überfällt uns der Feind.“ Die erhaltene Tonaufzeichnung dieser Rede wurde erst am 10. Januar 1918 angefertigt.

#### Kriegsbeginn und zunehmender Machtverlust

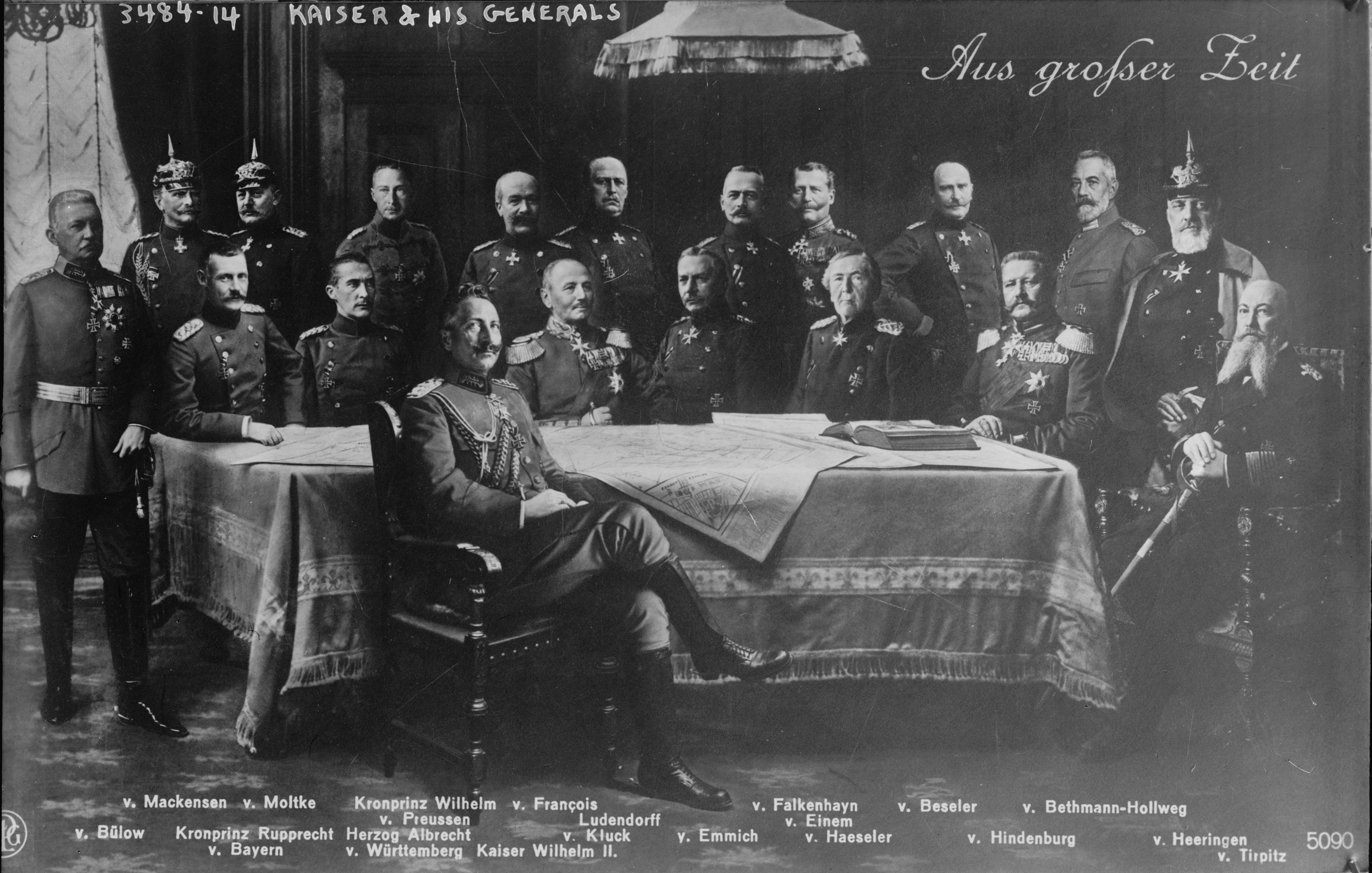
Wilhelm II. im Kreise der deutschen Generale (Photomontage)

Im Verlauf des Ersten Weltkrieges 1914–1918 wurde die Bedeutung des Kaisers immer geringer. Besonders mit der Dritten Obersten Heeresleitung unter Hindenburg und dem dominierenden Ludendorff wurde er 1916–1918 zunehmend von den politisch-militärischen Entscheidungen ausgeschlossen. Jedoch schob die Heeresleitung ihm 1917 die auch im Reich umstrittene Entscheidung über die Wiederaufnahme des nach dem „Lusitania-Zwischenfall“ 1915 eingestellten „uneingeschränkten“ U-Boot-Kriegs zu. Er schloss sich – gegen den Rat seines Reichskanzlers – der Meinung der Militärs an, was im April 1917 zur Kriegserklärung der USA führen sollte. Diese machten später die Abdankung des Kaisers zur Bedingung für die Eröffnung von Friedensverhandlungen. Am 13. Juli 1917 trat Bethmann Hollweg zurück. Nun hatte Ludendorff eine faktisch diktatorische Position. Auf weitere Reichskanzlerwechsel, zunächst von Bethmann Hollweg zum unerfahrenen Georg Michaelis und noch im selben Jahr zum betagten bayerischen Zentrumspolitiker Georg von Hertling, nahm Wilhelm II. keinen Einfluss, die 1918er Reform der Reichsverfassung in Richtung auf eine parlamentarische Monarchie wurde ohne ihn versucht. Die „stille Diktatur der OHL“ war auch durch die Schwäche Kaiser Wilhelms bedingt, der in den beiden letzten Kriegsjahren immer hilfloser agierte, was die Position der OHL stärkte.

#### Kriegsziele

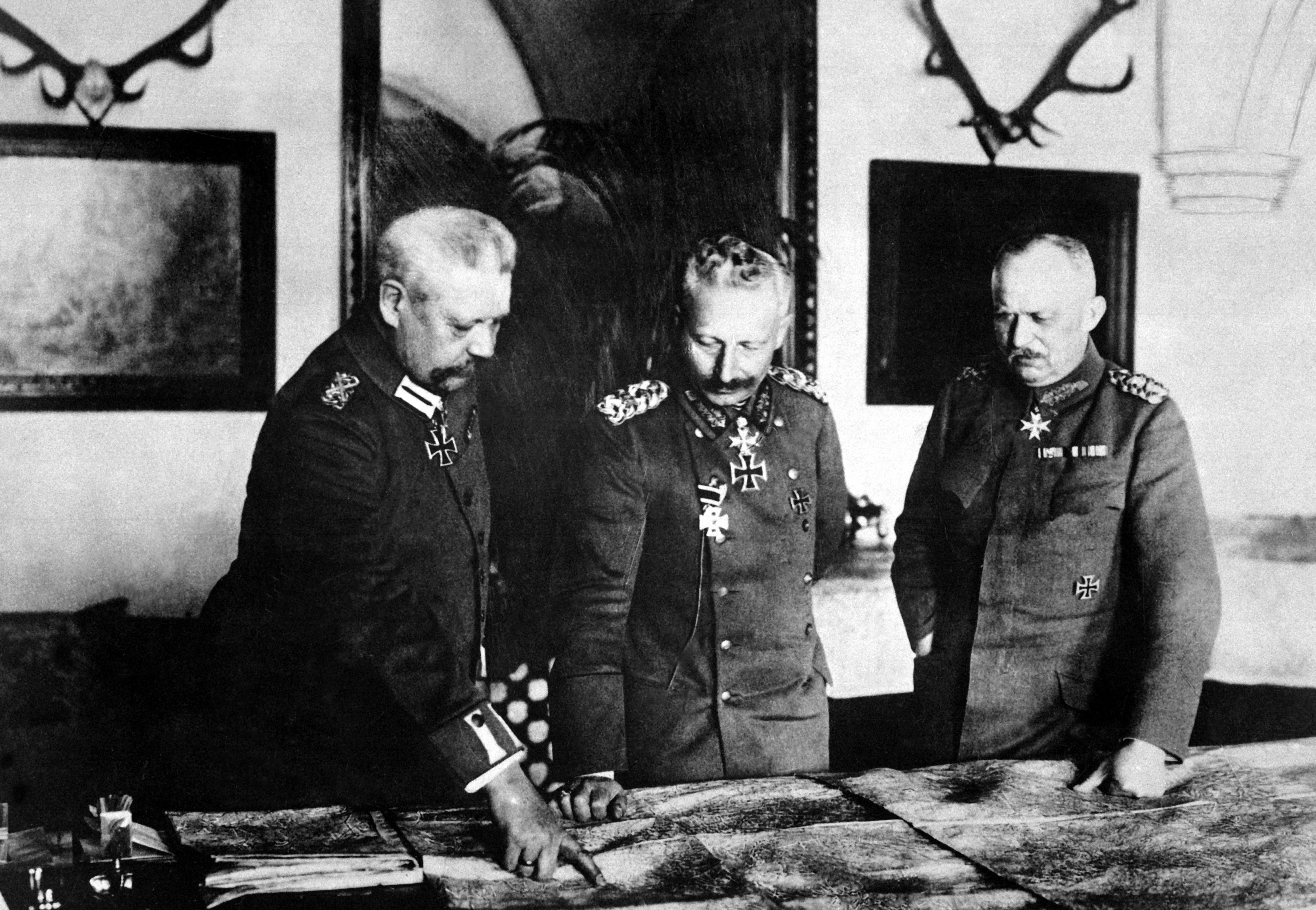
Wilhelm mit Generalfeldmarschall von Hindenburg (links) und dem Ersten Generalquartiermeister Ludendorff im Großen Hauptquartier, 1917

Am 13. Mai 1917 präsentierte Wilhelm seinem Staatssekretär für Äußeres ein Kriegszielprogramm, das die Bestrafung aller Gegner, sogar der USA, in Form von Reparationen vorsah. Neben ausgedehnter kolonialer Expansion – Malta, Zypern, Ägypten, Mesopotamien sollten an das Osmanische Reich fallen, Madeira, die Kapverden, Azoren und der Kongo an Deutschland – erwartete er die Anbindung von Polen, Kurland, Litauen, Ukraine, Livland und Estland an sein Reich. Außerdem forderte er unrealistische Kriegsentschädigungen von allen Kriegsgegnern.
Allerdings stand Wilhelm II. gerade in dieser Zeit eher im Hintergrund, er hatte selten ein entscheidendes Wort mitzureden, sodass sein Programm in Kreuznach nicht sehr ernst genommen wurde und nur, was den kolonialen Bereich betraf, überhaupt in der politischen Planung berücksichtigt wurde. Im Rahmen einer Balkanreise begeisterte sich der Kaiser über die reichen Gebiete Rumäniens. Das eroberte Land hatte ihm „außerordentlich gefallen“, „bei guter Verwaltung würde das Land zu einer Quelle größten Reichtums werden“.
1918 autorisierte er den Plan, Russland nach Abtretung Polens, des Baltikums und des Kaukasus in vier unabhängige „Zarentümer“ zu teilen, nämlich Zentralrussland, Sibirien, die Ukraine sowie einen Südostbund als antibolschewistisches Gebiet zwischen der Ukraine und dem Kaspischen Meer. Diese Form der Beherrschung hätte eine „Brücke nach Zentralasien zur Bedrohung der britischen Stellung in Indien“ ergeben. Der Plan eines „Südostbundes“ stand dabei in Konkurrenz zu osmanischen Absichten. Kanzler Hertling, der Livland und Estland „in gewisser Ferne als freundschaftlich uns angeschlossene Staaten“ bezeichnete, wurde von Wilhelm zurückgewiesen: „Unsinn! Das Baltikum ist eins, und ich werde sein Herr und dulde keinen Widerspruch, Ich habe es erobert und kein Jurist kann es mir nehmen!“
Wilhelm sah sein protestantisches Kaisertum, vor allem im Gegensatz zum Haus „Habsburg-Parma“, zunehmend als seine Sendung an:

„Das ultrabigotte Haus Parma erstrebt eine konfessionelle Einkreisung des vom verhaßten Hohenzollernhaus regierten Deutschlands. Unter Wiens Führung, sollen im Bündnis mit ihm, Italien – durch Rückgabe von Trentino und Tirol gewonnen – Frankreich, Polen und Litauen bis ans Meer vereinigt werden! Daher Polens Selbständigkeit und die Wiederaufnahme der in Homburg beseitigten austropolnischen Lösung. Daher ein selbständiges Litauen unter katholischen Fürsten; daher der Widerstand gegen unsere Angliederung des Baltikums inklusive Liv- und Estland, die Litauen angeschlossen und katholisiert werden sollten, um uns vom Meer abzuschneiden.“

Der Zentrumspolitiker Matthias Erzberger, der diesen Interessen diene, sei „ein schurkenhafter Verräter, der unschädlich gemacht werden“ müsse.

#### Sturz und Flucht in die Niederlande
Nach der gescheiterten Frühjahrsoffensive im Westen 1918, den Erfolgen der Westalliierten an der Westfront und dem drohenden Zusammenbruch des verbündeten Österreich-Ungarn verlangte die Oberste Heeresleitung am 28. September 1918, ein Waffenstillstandsgesuch an die Kriegsgegner zu richten und zugleich die Regierung des Deutschen Reichs auf eine breitere Grundlage zu stellen.
In mehreren diplomatischen Noten machte US-Präsident Woodrow Wilson die Gewährung des Waffenstillstands indirekt von einer Abdankung des Kaisers abhängig. Die USA weigerten sich, vorher Friedensverhandlungen aufzunehmen. Da sie infolge von Wilsons 14-Punkte-Programm als die gemäßigtste der kommenden Siegermächte galten, fand seine Forderung Widerhall in Deutschland.
Am 30. September erging ein Erlass des Kaisers zur Parlamentarisierung. Nachfolger Hertlings als Reichskanzler wurde am 3. Oktober Prinz Max von Baden. Am 16. Oktober 1918 empfahl die Fortschrittliche Volkspartei Wilhelm II. die freiwillige Abdankung. Reichskanzler Prinz Max von Baden betrieb diese seit dem 28. Oktober; am Tag darauf reiste Wilhelm auf Anraten insbesondere Friedrich von Bergs von Berlin nach Spa (Belgien). Er residierte dort im La Fraineuse und versuchte eine Pendeldiplomatie zwischen sich und der OHL (deren Sitz im Hotel Britannique war). In Anbetracht der Stimmung im Volk und der Meinung des Kabinetts hielt Wilhelm die Armee noch am ehesten für loyal. Diese Hoffnungen zerschlugen sich im Laufe des Kieler Matrosenaufstands und der Novemberrevolution. Um radikaleren Forderungen der Revolutionäre die Spitze zu nehmen, verlangten auch die Mehrheitssozialdemokraten ab dem 7. November den Rücktritt von Kaiser und Kronprinz. Am Tag darauf sprach sich auch die Zentrumspartei für die Abdankung aus. Im Zuge der Novemberrevolution proklamierte gleichzeitig Kurt Eisner am 7. November 1918 in München den Freistaat Bayern und erklärte Ludwig III. als bayerischen König für abgesetzt. Damit war der erste deutsche Bundesfürst durch die Revolution vertrieben worden.
Der zu diesem Zeitpunkt politisch paralysierte Monarch sah sich nun mit drei Optionen konfrontiert. General Wilhelm Groener vertrat, auch gestützt auf das Ergebnis einer Befragung von 39 Generälen und Regimentskommandeuren, die Auffassung, das Heer sei nicht mehr in der Hand der Befehlshaber; ein militärisches Vorgehen gegen die Revolution sei zwar wünschenswert, aber vorerst unmöglich, insbesondere mit dem Kaiser an der Spitze. Groeners Analyse, die implizit nahelegte, dass der Kaiser verschwinden müsse, wurde – nach dem Krieg eine ständige Quelle der Verlegenheit – de facto von Hindenburg gedeckt und fand in Paul von Hintze und Werner Freiherr von Grünau zwei energische Fürsprecher, die auch die „Holland-Lösung“ ins Gespräch brachten. Eine andere Gruppe um General Friedrich Graf von der Schulenburg, Stabschef der Heeresgruppe Deutscher Kronprinz, hielt dagegen einen „Marsch auf Berlin“, also die militärische Zerschlagung der Revolution, für durchführbar. Dieser Position neigte zunächst auch Wilhelm zu. Die dritte Möglichkeit wurde von der militärischen Entourage des Kaisers nur in Andeutungen ausgesprochen: Der Monarch solle sich „nach vorn“, also zur Front begeben, um dort den Tod zu suchen. Eine solche Geste würde, so die Spekulation vor allem jüngerer Generalstabsoffiziere, einen völligen Meinungsumschwung zugunsten der Dynastie bzw. der Monarchie als Institution herbeiführen. Vorbereitungen für ein derartiges Unternehmen hatten Groener und Major Joachim von Stülpnagel, der Chef der Operationsabteilung der OHL, bereits getroffen.

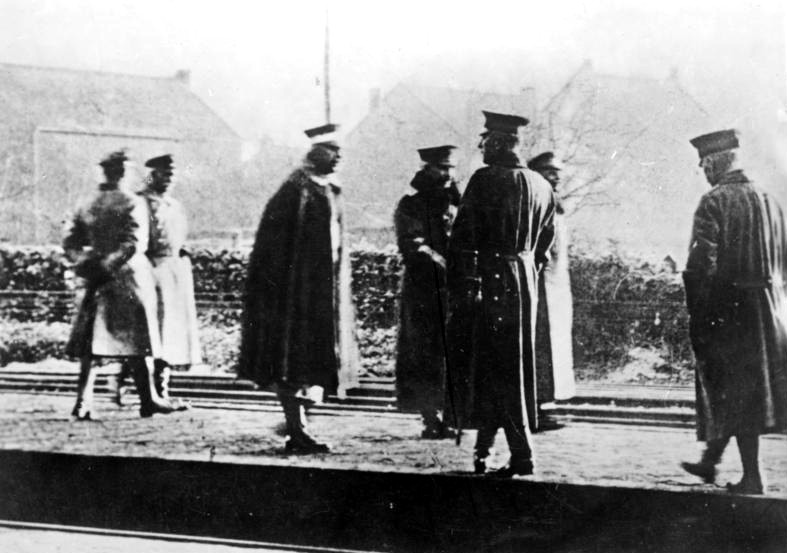
Flucht Wilhelms II. am 10. November 1918: der Kaiser (Bildmitte, vierter von links) auf dem Bahnsteig des belgisch-niederländischen Grenzübergangs Eijsden kurz vor seiner Abreise ins niederländische Exil

Die letzte, von den Ereignissen bereits überholte Initiative Wilhelms war der am späten Vormittag des 9. November gefasste Entschluss, zwar als Kaiser, nicht aber als preußischer König abzudanken. Die Revolution hatte mittlerweile Berlin erfasst. Während in Spa an einer Abdankungsurkunde gearbeitet wurde, traf die Nachricht ein, dass Max von Baden die Abdankung Wilhelms als Kaiser und König bekanntgegeben habe. Nach Ansicht des Historikers Lothar Machtan ging diese Eigenmächtigkeit des Prinzen Max auf eine „Hintertreppenpolitik“ Groeners zurück, der ihm am Vormittag telefonisch mitgeteilt hatte, Wilhelms Verzicht auf beide Throne stünde unmittelbar bevor, er könne sie „ruhig bekannt geben“. Die verbreitete Ansicht, Prinz Max habe durch dieses Manöver in letzter Minute versucht, den revolutionären Druck zu kanalisieren und die faktisch schon nicht mehr bestehende Monarchie als solche zu retten, sei unglaubwürdig, da die Revolution bereits Berlin erreicht hatte. Am Vormittag desselben Tages bat Max von Baden den Vorsitzenden der MSPD Friedrich Ebert das Amt des Reichskanzlers zu übernehmen. Kurz darauf riefen Philipp Scheidemann (SPD) und Karl Liebknecht (Spartakusbund) die Republik aus.
Da Gerüchte umliefen, dass die Mannschaften in der Umgebung des Hauptquartiers nicht mehr zuverlässig seien, übersiedelte der Kaiser am Abend des 9. November in den Hofzug und fuhr am frühen Morgen des nächsten Tages ab, nachdem von „anmarschierenden Aufständischen“ berichtet worden war. In der Nähe des niederländischen Ortes Eijsden (südlich von Maastricht) bat er die Niederlande um politisches Asyl. Durch Vermittlung der niederländischen Regierung (Kabinett Beerenbrouck I unter Ministerpräsident Charles Ruijs de Beerenbrouck) fanden Wilhelm II. und sein Gefolge Unterkunft bei Graf Godard von Bentinck im Schloss Amerongen.

## Nach dem Ende der Monarchie (1918–1941)

### Formelle Abdankung
Offiziell dankte Wilhelm II. am 28. November 1918 ab, 19 Tage nach der Ausrufung der Republik, nach eigener Aussage in der Hoffnung, die Situation im Reich zu stabilisieren. Der irisch-kanadische Völkerrechtler William Schabas vermutet, dass die formelle Abdikation die Bedingung der niederländischen Regierung für die Einreiseerlaubnis der Ex-Kaiserin war, die am selben Tag in die Niederlande übersiedelte.
Der Text der Abdankungsurkunde lautete:

„Ich verzichte hierdurch für alle Zukunft auf die Rechte an der Krone Preussens und die damit verbundenen Rechte an der deutschen Kaiserkrone. Zugleich entbinde Ich alle Beamten des Deutschen Reiches und Preussens sowie alle Offiziere, Unteroffiziere und Mannschaften der Marine, des Preussischen Heeres und der Truppen der Bundeskontingente des Treueides, den sie Mir als ihrem Kaiser, König und Obersten Befehlshaber geleistet haben. Ich erwarte von ihnen, dass sie bis zur Neuordnung des Deutschen Reichs den Inhabern der tatsächlichen Gewalt in Deutschland helfen, das Deutsche Volk gegen die drohenden Gefahren der Anarchie, der Hungersnot und der Fremdherrschaft zu schützen.

Urkundlich unter Unserer Höchsteigenhändigen Unterschrift und beigedrucktem Kaiserlichen Insiegel.

Gegeben Amerongen, den 28. November 1918.

Wilhelm“

Am 1. Dezember verzichtete sein Sohn Wilhelm auf die Nachfolge.
Am 27. März 1920 veröffentlichte das Preußische Innenministerium einen Erlass, mit dem alle Symbole der Monarchie – einschließlich der Kaiserbilder – aus dem öffentlichen Raum zu entfernen waren.

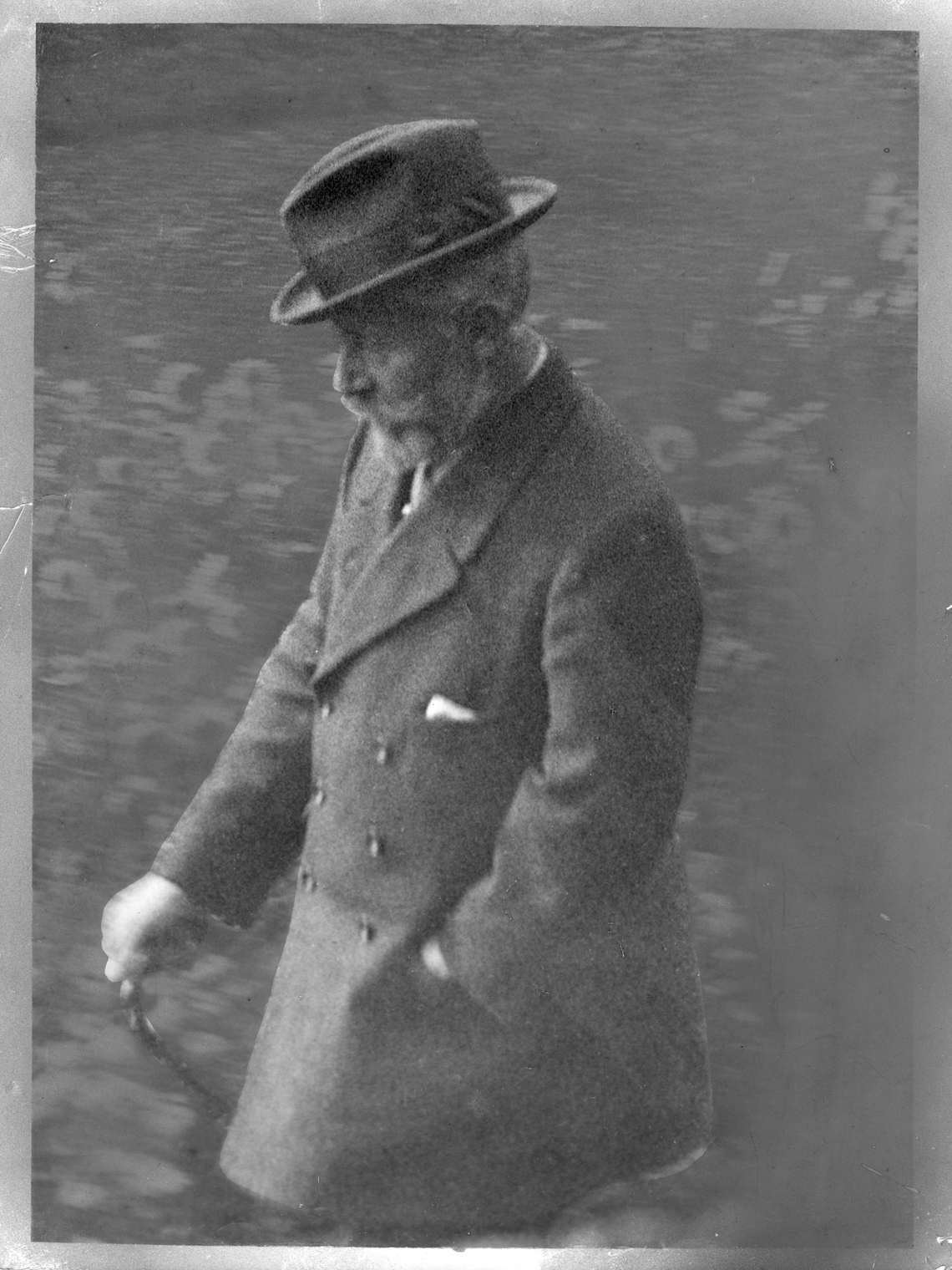
Wilhelm II. in Amerongen, erstes Foto mit Knebelbart, 1919

### Flucht

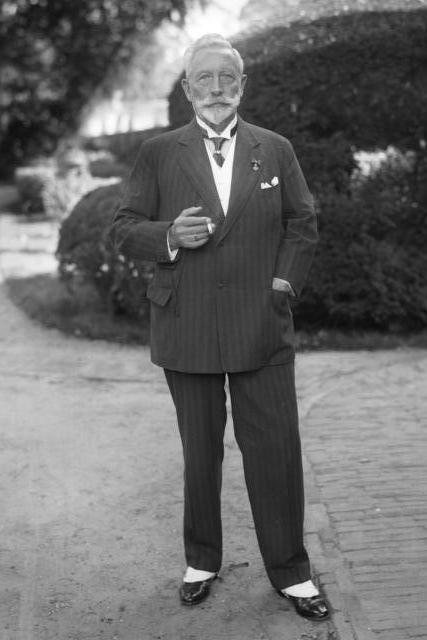
Wilhelm II. in Zivil mit Zigarette, 1933

Ein alliiertes Gesuch, den früheren Regenten an die Siegermächte auszuliefern, lehnte die niederländische Regierung am 22. Januar 1920 ab. Bis 1920 lebte Wilhelm II. auf Schloss Amerongen (Niederlande), danach im Haus Doorn bei Utrecht im Exil. Am 11. April 1921 starb seine Frau, Kaiserin Auguste Viktoria. Kurz vor ihrem Tod äußerte Auguste Viktoria den Wunsch nach einer Wiedervermählung des Kaisers nach ihrem Ableben. Am 5. November 1922 heiratete er die verwitwete Prinzessin Hermine von Schönaich-Carolath, geborene Prinzessin Reuß älterer Linie (1887–1947), der fortan die Titulatur einer „Kaiserin“ zukam, während sie amtlich nur eine „Prinzessin von Preußen“ war.
Der im konservativen Milieu weithin als „Fahnenflucht“ empfundene, kampflose Abgang des Kaisers war noch bis in die 1940er Jahre Gegenstand einer Debatte, in der phasenweise erbittert über die Deutung des Ereignisses und die Frage der Verantwortung gestritten wurde. Die neuere Forschung führt die auffällige strukturelle Schwäche der explizit monarchistisch-restaurativen Strömung der deutschen Rechten, die schon in der ersten Hälfte der 1920er Jahre unübersehbar zutage trat, zu einem erheblichen Teil auf den verheerenden Eindruck der „Kaiserflucht“ zurück. Hier liege die entscheidende Wegmarke einer „Ablösungsbewegung vom Kaiser, die sich selbst für den innersten Kern des preußischen Adels nachweisen lässt“ und als Grundlage der – verglichen etwa mit der Langlebigkeit des französischen Legitimismus – überraschend schnellen und dauerhaften „Auflösung des Monarchismus“ in Deutschland betrachtet werden müsse.

### Haltung zu Weimarer Republik und NS-Regime
Wilhelm versammelte Gelehrte zu kulturhistorischen Studien um sich („Doorner Arbeitskreis“), verfasste seine Memoiren und weitere Bücher und hielt sich für die Wiederherstellung der Monarchie bereit. Unter anderem durch den Hitlerputsch 1923 sah er sich in der These bestätigt, nur ein Monarch könne Ruhe und Ordnung garantieren. Gleichwohl wurden Hoffnungen auf eine kurzfristige und übergangslose Restauration der Monarchie schon bald auch im engsten Kreis um Wilhelm als – so Magnus von Levetzow 1927 – Ausdruck „vollkommener Hirnverbranntheit“ betrachtet. Diese nachhaltige Ernüchterung wurde nicht zuletzt durch die Tatsache gefördert, dass maßgebliche Monarchisten in Deutschland nach 1925 offen aussprachen, dass weder Wilhelm noch einer seiner Söhne ernsthaft als Thronprätendent in Betracht kämen. Der wegen der Flucht und der Gerüchte über seinen Lebenswandel seit 1919 geradezu als „unmöglich“ geltende Kronprinz vertrat im Einvernehmen mit seinem Vater bereits im Mai 1924 die Auffassung, dass zunächst „ein Diktator den Karren aus dem Dreck ziehen“ müsse.
Obwohl die Hohenzollern vom republikanischen Deutschland großzügig abgefunden wurden, machte Wilhelm aus seinem Hass auf die „Saurepublik“ keinen Hehl. Den Wunsch, wieder auf den Thron zurückzukehren, gab der ehemalige Kaiser nie auf. Während der Endphase der Weimarer Republik machte sich Wilhelm (bestärkt durch seine Frau, die im Reich umherreiste, und zwei Besuche Hermann Görings 1931 und 1932) Hoffnungen auf eine Wiederherstellung der Monarchie durch die Nationalsozialisten. Dies erschien damals insofern nicht ganz unrealistisch, als die in vieler Hinsicht für die Nationalsozialisten vorbildhaften italienischen Faschisten den König von Italien auch während Mussolinis Diktatur im Amt beließen. Die Hoffnungen auf eine Wiedereinsetzung des Kaisers erwiesen sich nach der Machtergreifung der NSDAP Anfang 1933 als Illusion: Als Hitler, zwei Tage nach dem Tag von Potsdam, in seiner Rede vor dem Reichstag am 23. März 1933 feierlich versprach, die Institutionen der Weimarer Reichsverfassung nicht anzutasten, traf das den Ex-Kaiser nach Aussage seines Adjutanten Sigurd von Ilsemann wie ein „Blattschuss“: Wie ein Angeklagter, der seinen Urteilsspruch anhört, habe er mit weit aufgerissenen Augen dagesessen und nur noch sagen können: „So!“ In der Folge entwickelte Wilhelm eine zunehmend distanzierte Haltung zur politischen Entwicklung in Deutschland.
„Alles wird von den Leuten ja beseitigt: die Fürsten, der Adel, die Offiziere, die Stände usw.; aber das wird sich rächen, man wird die einzige Fahne, die sie noch übrig gelassen haben, die mit dem Hakenkreuz, noch einmal verfluchen, und die Deutschen selber werden sie eines Tages verbrennen“, urteilte er am 7. September 1933.

### Antisemitismus
Als Kronprinz suchte Wilhelm die Nähe zur antisemitischen Bewegung des Hofpredigers Adolf Stoecker und beklagte verschiedentlich, die seines Erachtens jüdisch dominierte Presse habe zu großen Einfluss. Als Kaiser rückte er von Stoecker ab und trennte sich 1890 von ihm. In seinen dreißig Regierungsjahren hatte Wilhelm judenfeindliche Initiativen oder Äußerungen unterlassen und zu mehreren prominenten Juden freundschaftliche Kontakte unterhalten. Zu diesen später von Chaim Weizmann sogenannten „Kaiserjuden“ gehörten unter anderem Albert Ballin, James Simon, Emil und Walther Rathenau, Max Warburg, Eduard Arnhold sowie Carl Fürstenberg. Nach Wolfgang Benz beweist das aber nicht, dass der Kaiser kein Antisemit gewesen wäre: Man dürfe nicht übersehen, „daß der Kaiser mehrmals erklärt hat, er sehe Ballin nicht als Juden an“. Von Houston Stewart Chamberlains antisemitischem Werk Die Grundlagen des neunzehnten Jahrhunderts war der Kaiser so begeistert, dass er alle höheren Schulen Deutschlands verpflichtete, mindestens ein Exemplar davon anzuschaffen.
Wilhelms ambivalente Haltung wandelte sich nach seiner Absetzung zu entschiedenem Antisemitismus, der für ihn das wichtigste Erklärungsmodell für seinen Sturz wurde: Wilhelm glaubte, er hätte seinen Thron durch eine jüdische Verschwörung verloren. Bereits während der Novemberrevolution betonte er: „Ich denke gar nicht daran, den Thron zu verlassen wegen ein paar hundert Juden, den paar tausend Arbeitern!“ John C. G. Röhl schreibt in seiner Biographie, Wilhelm habe seit 1918 in einer Vorstellungswelt gelebt, die „in ihrer alptraumhaften Entrücktheit und weltanschaulichen Radikalität extrem befremdlich wirkt“: Gegen die „Novemberverbrecher“, gegen Juden, Freimaurer und Demokraten äußerte er immer wieder Gewaltphantasien und Verschwörungstheorien. Im August 1919 schrieb Wilhelm etwa an den Generalfeldmarschall August von Mackensen, die Deutschen wären „angehetzt und verführt durch den ihnen verhaßten Stamm Juda, der Gastrecht bei Ihnen genoß. Das war der Dank! Kein Deutscher vergesse je, und ruhe nicht, bis diese Schmarotzer von deutschem Boden vertilgt und ausgerottet sind!“ Rathenau bezeichnete er als ‚gemeinen, hinterlistigen, niederträchtigen Verräter‘, der zu dem ‚inneren Ring‘ der zweihundert Juden gehört habe, die die Welt regierten, und der mit Recht ermordet worden sei. In einem Brief an seinen amerikanischen Freund Poultney Bigelow am 15. August 1927 hieß es:

„Die hebräische Rasse ist mein Erz-Feind im Inland wie auch im Ausland; sind was sie sind und immer waren: Lügenschmiede und Drahtzieher von Unruhen, Revolution und Umsturz, indem sie mit Hilfe ihres vergifteten, ätzenden, satirischen Geistes Niederträchtigkeit verbreiten. Wenn die Welt einmal erwacht, muss ihnen die verdiente Strafe zugemessen werden.“

Im selben Jahr schrieb er ebenfalls an Bigelow:

„Die Presse, die Juden und Mücken sind eine Pest, von der sich die Menschheit so oder so befreien muß – I believe the best would be gas.“

Andererseits erklärte er 1938, jeder anständige Mensch müsse die Novemberpogrome als „reines Gangstertum“ bezeichnen. Am 13. November schrieb er an die britische Königinwitwe Maria von Teck, er sei „vollkommen entsetzt über die Ereignisse zu Hause! Reiner Bolschewismus!“ Öffentlich kritisierte er die antisemitischen Gewalttaten aber nicht. Ausländische Zeitungen berichteten, Wilhelm habe erklärt, er „schäme sich zum ersten Mal in seinem Leben, ein Deutscher zu sein“. Der Historiker Stephan Malinowski bezeichnet das Interview, in dem diese Äußerung gefallen sein soll, als Fälschung und verweist auf mehrere Dementis des Ex-Kaisers.
Im Zweiten Weltkrieg verbreitete er erneut Verschwörungstheorien über den „Antichrist Juda“, von dem England und Europa befreit werden müssten. 1940 behauptete er, Juden und Freimaurer hätten 1914 und 1939 einen Vernichtungskrieg gegen Deutschland vom Zaun gebrochen, um ein von britischem und amerikanischem Gold gestütztes „jüdisches Weltreich“ zu errichten – „da griff Gott ein und zerschlug den Plan!“ Unmittelbar wirkungsmächtig war Wilhelms Antisemitismus nicht, da die Nationalsozialisten auf ihn nicht angewiesen waren. Bedeutsam war er eher dadurch, dass er antisemitischen Vordenkern wie Houston Stewart Chamberlain, mit denen er offen Kontakt hielt, in konservativ-monarchischen Kreisen Respektabilität verschaffte.

### Im Zweiten Weltkrieg
Die niederländische Königin Wilhelmina, die während seines gesamten Exils jeden direkten Kontakt zu Wilhelm vermieden hatte, ließ ihm im April 1940 angesichts eines bevorstehenden deutschen Angriffs auf die Niederlande eröffnen, dass er sich nicht mehr als Internierter zu betrachten habe und darum ausreisen könne, wann und wohin er wolle. Die niederländische Regierung unter Ministerpräsident de Geer legte ihm mehrfach nahe, einen Ort aufzusuchen, der nicht unmittelbar in der Kampfzone lag. Selbst das britische Königshaus unter der Regentschaft von König Georg VI. bot Wilhelm Asyl an. Der Kaiser lehnte aber alle Angebote dankend mit der Erklärung ab, er wolle wegen seines hohen Alters in Doorn bleiben und seinem Schicksal dort entgegensehen. Bei der Besetzung der Niederlande im Mai 1940 ließ Adolf Hitler das Anwesen durch die Geheime Feldpolizei abriegeln. Der Kaiser durfte es nach wie vor nur zu kurzen Ausflügen und in Begleitung verlassen.
Wilhelm schickte Hitler am 17. Juni 1940 ein Glückwunschtelegramm, in dem er ihm anlässlich des französischen Waffenstillstandsgesuchs gratulierte:

„Unter dem tiefergreifenden Eindruck der Waffenstreckung Frankreichs beglückwünsche ich Sie und die gesamte deutsche Wehrmacht zu dem von Gott geschenkten gewaltigen Sieg mit den Worten Kaiser Wilhelms des Großen vom Jahre 1870: ‚Welche Wendung durch Gottes Fügung‘. In allen deutschen Herzen erklingt der Choral von Leuthen, den die Sieger von Leuthen, des Großen Königs Soldaten, anstimmten: ‚Nun danket alle Gott‘“

### Tod und Beisetzung
Wilhelm II. starb am 4. Juni 1941 um 12:30 Uhr im Haus Doorn nach einer Lungenembolie. Trauerfeiern im Reich wurden verboten. Die NS-Machthaber erlaubten nur einer kleinen Zahl von Personen die Fahrt in die besetzten Niederlande: dem engeren Familienkreis und einigen ehemaligen Offizieren – darunter Generalfeldmarschall August von Mackensen. Der Kaiser hatte seine Beisetzung im engsten Kreis verfügt und Trauerreden, Kränze und Fahnen (um Hakenkreuzfahnen zu vermeiden) untersagt. An der Trauerfeier nahmen Abordnungen der alten Armee und der neuen Wehrmacht teil, die Bestattung endete auf Wunsch des Kaisers mit dem von der Wehrmachtskapelle gespielten Choral und Gebetslied des Großen Zapfenstreichs Ich bete an die Macht der Liebe.

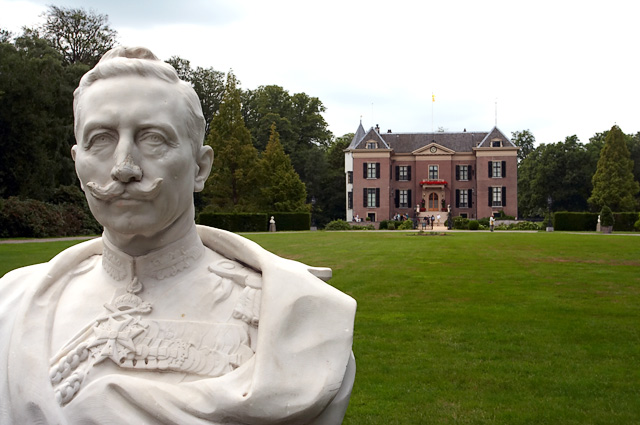
Büste Wilhelms II. von Max Bezner vor Haus Doorn (1928, Foto 2005)

Wilhelm wurde zunächst in einer Kapelle nahe dem Doorner Torhaus beigesetzt, wobei drei Hände Potsdamer Erde aus der Gegend des Antikentempels, dem Bestattungsort Auguste Viktorias, auf seinen Sarg gestreut wurden. Er selbst hatte verfügt, dass eine „Umbettung seiner Gebeine in deutsche Erde“ erst nach der Wiedererrichtung der Monarchie in Deutschland durchzuführen sei. Später wurde sein Sarg in das nach seinen Zeichnungen postum erbaute Mausoleum im Park von Haus Doorn überführt. Sein selbst gewählter Grabspruch lautet:

„Lobet mich nicht, denn ich bedarf keines Lobes;

Rühmet mich nicht, denn ich bedarf keines Ruhmes;

Richtet mich nicht, denn ich werde gerichtet werden.“

## Persönlichkeit

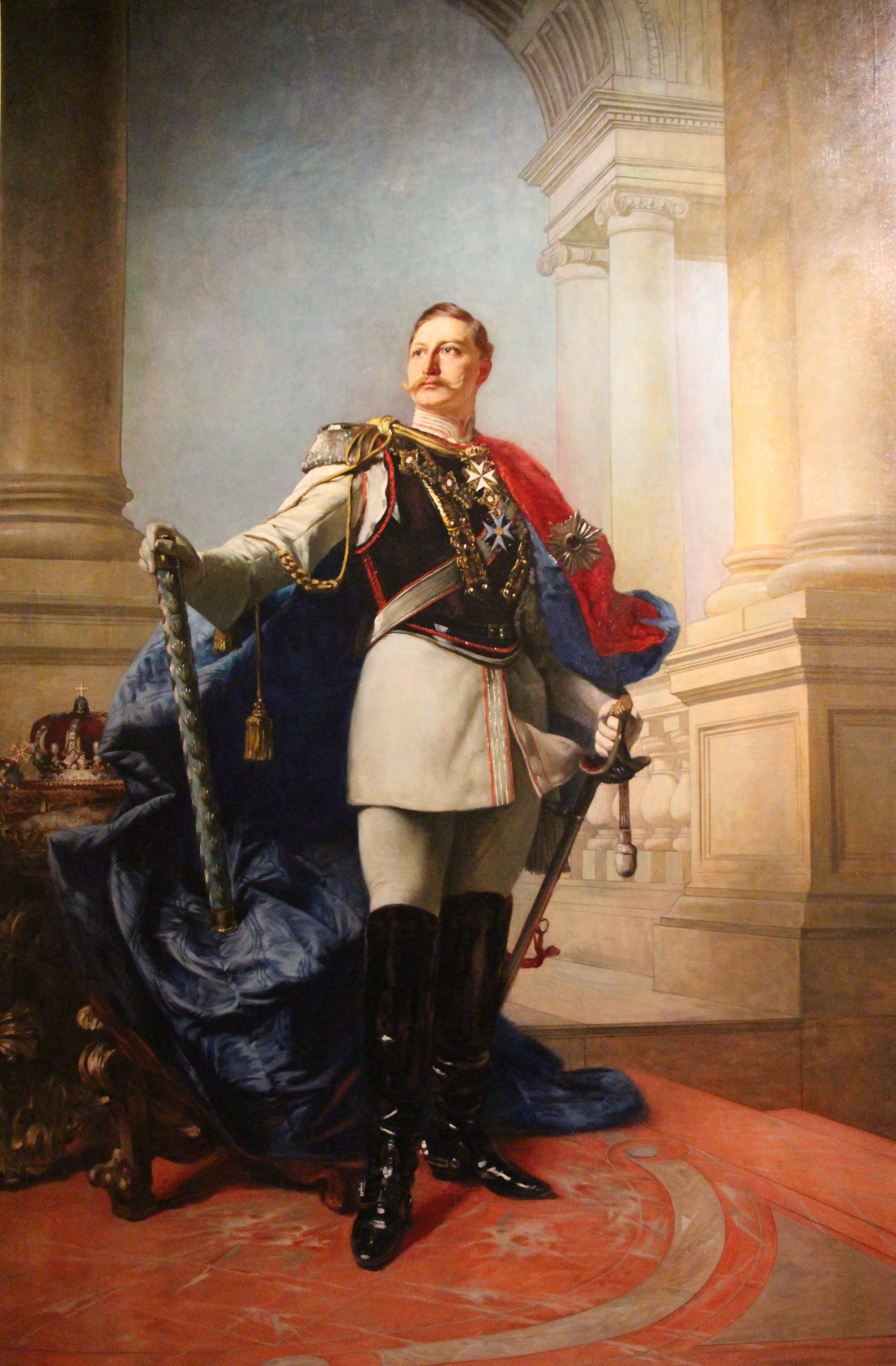
Max Koner: Kaiser Wilhelm II. (1890). Ein französischer General kommentierte diese Pose mit den Worten: „Das ist kein Porträt, sondern eine Kriegserklärung!“

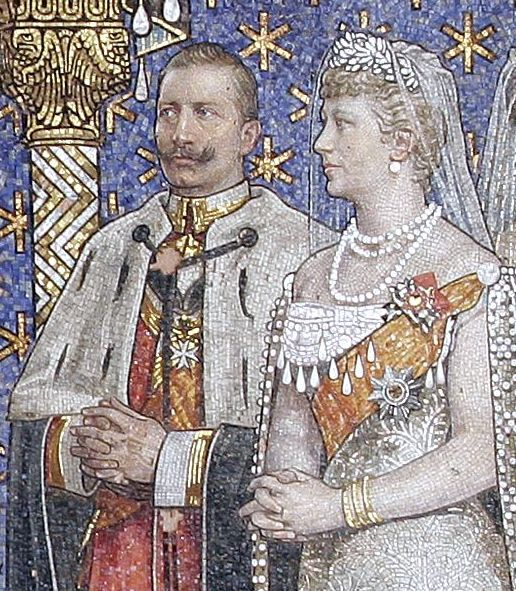
Wilhelm II. und Auguste Viktoria in einem von Hermann Schaper entworfenen Mosaik in der Kaiser-Wilhelm-Gedächtniskirche (1891–1895)

Eine besondere Zuwendung von seinen Eltern erfuhr Wilhelm II. nicht, was zu einem bleibenden Ressentiment besonders gegen seine Mutter führte, die ihn ihrerseits – folgt man ihren familiären Briefen – auch politisch sehr kritisch sah. Schmerzvoll waren die Versuche der Familie, seiner Behinderung entgegenzuwirken. Sein verkümmerter linker Arm führte zu Gleichgewichtsstörungen und Haltungsschäden sowie häufigen Schmerzen im linken Ohr. Doch der zukünftige König von Preußen sollte ein „ganzer Mann“ und kein „Krüppel“ sein. So wurden dem Kind verschiedene schmerzhafte Therapien zugemutet. Das oft erforderliche Reiten fiel ihm lebenslang schwer.
Die Behinderung verminderte vermutlich sein Selbstwertgefühl und steigerte seine Egozentrik, leichte Kränkbarkeit und Sprunghaftigkeit. Das Tragen von Uniformen und das Abstützen der linken Hand auf der Waffe waren da hilfreiche Angewohnheiten. Ob von einer ernsthaften seelischen Erkrankung oder von einer Anlage zu einer Geisteskrankheit gesprochen werden kann, ist strittig. Ein schwermütiger Zug wird ihm mitunter attestiert. Auch von Neurasthenie oder „manisch-depressivem Irresein“ war zeitgenössisch die Rede, wobei die meisten psychiatrischen Zuschreibungen erst nach der Abdankung des Kaisers erfolgten. Der Psychiater Emil Kraepelin sah Wilhelms Gemütsverfassung sogar – in einer auf öffentlich zugängliche Quellen gestützten Ferndiagnose – als einen „typischen Fall periodischen Gestörtseins“, wobei die hier insinuierte manisch-depressive Disposition von anderer Seite bestritten wurde.
Der US-amerikanische Historiker Robert K. Massie beschreibt ihn zum Zeitpunkt des Regierungsantritts:

„Wer den neuen deutschen Kaiser betrachtete, sah einen knapp mittelgroßen Mann mit rastlosen, strahlend blauen Augen und lockigem hellbraunen Haar. Sein auffallendstes Merkmal war ein buschiger Schnurrbart mit aufgebogenen Spitzen, die Kreation eines geschickten Barbiers, der jeden Morgen mit einer Dose Wachs im Schloss erschien. […] Wilhelm II. wünschte die Zustimmung und Zuneigung seines Volkes, sehnte sich sogar danach, aber die höchste Macht lag für ihn nicht beim Volk oder seinen Vertretern im Reichstag, sondern beim Monarchen, der loyal von seiner Armee unterstützt wurde.“

Dem Historiker Volker Ullrich galt der Kaiser als „unsicher und arrogant, intelligent und impulsiv, vernarrt in die moderne Technik und zugleich verliebt in Pomp und Theatralik“. Anhaltende Schwierigkeiten waren Wilhelm II. verhasst. Das begünstigte wohl auch seine sprichwörtliche Reiselust. Vor allem aber ließ er deswegen auch bewährte Freunde und Parteigänger schnell im Stich, sodass zunehmend Höflinge mit eher diplomatischem Charakter seinen Umgang ausmachten und seine Personalauswahl bestimmten (so wohl auch die Wahl Bülows). Offiziere, unter denen er sich wohl fühlte, erweiterten sein Urteil wenig, denn sie hatten im Zweifel die politischen Vorurteile ihrer kastenartig abgeschlossenen Berufsgruppe, und auch ihr Stil des Schwadronierens färbte auf ihn ab.
Von seiner Persönlichkeit her gesehen behinderten narzisstische Züge seine Einfühlungsgabe und sein Urteil über Andere, wie etwa über Nikolaus II. von Russland. Er selbst sah sich als geradezu und offen, doch seine Taktlosigkeiten waren bekannt. Sie fielen seiner Mitwelt besonders bei seinem Regierungsantritt und bei Bismarcks Entlassung ins Auge und wurden von diesem in seinen Gedanken und Erinnerungen eifrig ausgebreitet. Eine diese Nachteile ausbalancierende Welt- und Menschenkenntnis zu erwerben, hatte sein Werdegang ihm nicht erlaubt.
Trotz der Wesensunterschiede zu seinem altpreußisch-schlichten und im Persönlichen loyalen Großvater Wilhelm I. versuchte Wilhelm II. immer, dessen Regierungsmuster zu folgen. Man kann sein anfängliches Verhältnis zu Caprivi dergestalt deuten, dass er hier „seinen eigenen Bismarck“ gefunden zu haben hoffte. Zum militärischen Oberbefehlshaber ernannte er den Neffen des berühmten Generalfeldmarschalls Helmuth von Moltke („Ich will auch einen Moltke“), der dann aber aus dem Schatten Alfred von Schlieffens nicht herauszutreten vermochte. Allerdings wurde die Zurückhaltung seines Großvaters bei direkten politischen Eingriffen keineswegs bleibendes Merkmal des Enkels. Wiederholt griff Wilhelm II. durch Personalentscheidungen und Befehle für Gesetzesvorlagen direkt in die Politik ein.

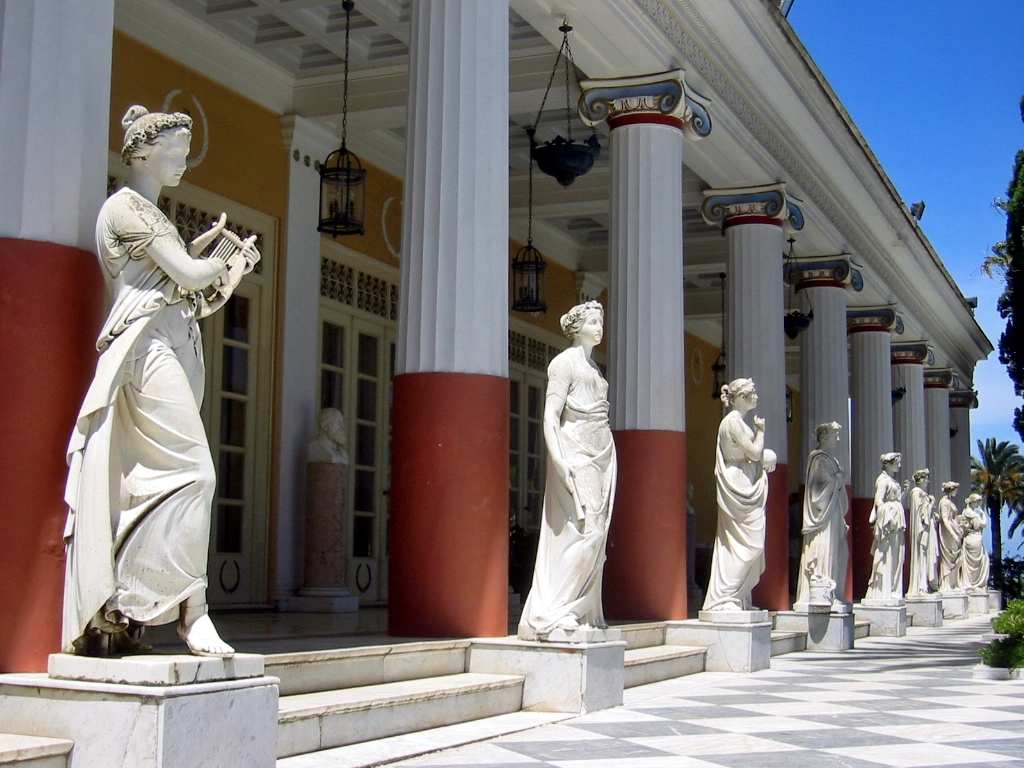
Das Achilleion, ab 1907 genutzte Sommerresidenz Wilhelms II. auf Korfu

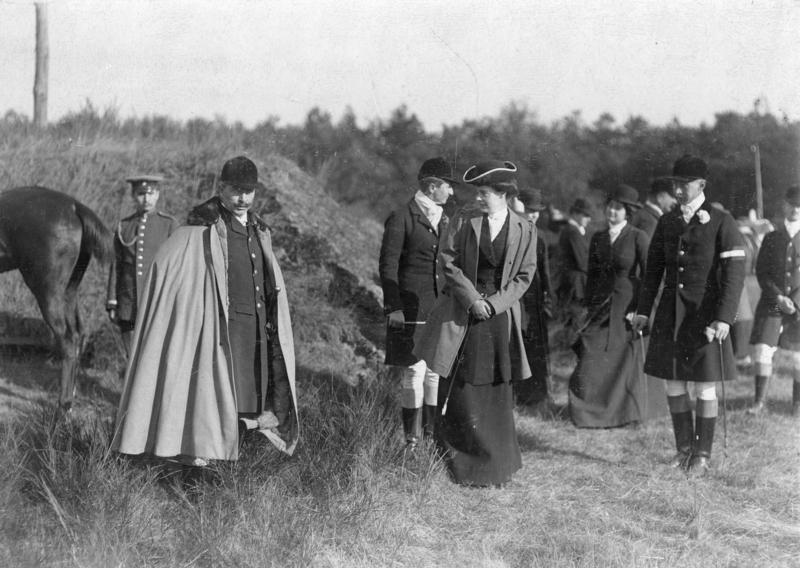
Wilhelm II. bei der Jagd mit Kronprinz Wilhelm und dessen Gattin Cecilie, 1908

Gar nicht folgte er der öffentlichen Zurückhaltung des alten Kaisers. Mit Selbstdarstellungseifer drängte Wilhelm II. oft ostentativ in die Öffentlichkeit, wobei seine nicht unbeachtliche Rednergabe ihm ein lebhaftes Echo einbrachte, ihn aber auch zu politisch bedenklichen Formulierungen hinriss. Auch begünstigte dieser Übereifer sein Verhältnis zu den Massenmedien. Man kann ihn als ersten Medienmonarchen des 20. Jahrhunderts ansehen.
Sein Faible für Uniformen und Orden trug zum Klischee-Bild des nach ihm benannten Wilhelminismus bei. Sein Oberlippenbart wurde zur Mode und bezeugte unter anderem die Kaisertreue seiner Untertanen. Der vom Hoffriseur des Kaisers François Haby als „Es-ist-erreicht-Bart“ beworbene „Kaiser-Wilhelm-Bart“ unterstrich die markant männliche Botschaft seiner Uniformen. Den Werbeslogan griff Theodor Fontane im Titel seines Arbeitsentwurfs Erreicht auf und auch Heinrich Mann machte in seinem Roman Der Untertan (1914) Anleihen aus der allgemein populären Werbesprache, wie etwa die sehr bekannten Begriffe „Kaiserbinde“ oder „Deutsche Barttracht“ belegen. Dadurch verknüpfte er die Handlung seines Romans mit der Realität und hat ihm zugleich ein leitmotivisch ironisches Motto vorgegeben. Dieses verbindet verschiedene Handlungsebenen, zum Beispiel spielt es – auf der politischen – auf die endlich erreichte Reichseinigung an. Auch wenn der Bart unmodern und albern wirken mag, war er in seiner wörtlichen Zeichenhaftigkeit zweifellos modern. Aber Wilhelms Barttracht hob sich nur in überdeutlicher Dynamik modernistisch von der altväterlichen seiner Kaiservorfahren ab. Wilhelms II. operettenhafter Gesamtauftritt war – genau betrachtet – übertrieben provokant und unzeitgemäß. Es illustrierte sein undurchdachtes, militant übersteigertes, neoabsolutistisches und auf seine Person fokussiertes Regiment.
Ein Höhepunkt dieses Stils war die pompöse und von der Berliner Bevölkerung als „Puppenallee“ in gewohnter Weise verspottete Siegesallee im Großen Tiergarten mit 32 Statuen der brandenburgischen Markgrafen und Kurfürsten, der preußischen Könige und weiteren 64 Nebenfiguren. Für das Standbild des Askaniers Albrecht der Bär fertigte Wilhelm eigenhändig Kostümskizzen an. In der sogenannten „Rinnsteinrede“ zur Eröffnung des Prachtboulevards am 18. Dezember 1901 verordnete Wilhelm den Stil der Bildenden Künste von oben („keine Rinnsteinkunst!“).
Ansonsten brachte Wilhelm II. wenig Verständnis für andere Kunst auf, so kommentierte er eine von Cassirer 1901 in Berlin organisierte Cézanne-Ausstellung mit den Worten „Paul Cassirer, der die Dreckskunst aus Paris zu uns bringen möchte […]“
Eigene Interessen entwickelte er ferner für die Archäologie, seine Korfu-Aufenthalte waren davon bestimmt. Außerdem betrieb er, wie in Adelskreisen nicht unüblich, begeistert die Jagd. Seine Trophäenzahl erfreute ihn (er erlegte rund 46.000 Tiere). Im Exil fällte und zerhackte er gerne Bäume. Bei der Jagd hatte Wilhelm auch seinen später engen Freund Philipp Graf zu Eulenburg kennengelernt, der besonders in den Jahren 1890 bis 1898 zu seinen wichtigsten Beratern zählte.
Wilhelm liebte wie sein Bruder Heinrich das Segeln. Er segelte vor der Küste Südenglands mit seinen Yachten Meteor I–V in prestigeträchtigen Regatten und war Stammgast bei der Kieler Woche, die er 1894 zum ersten Mal besucht hatte. Automobile machten ihm Freude. Er fuhr gerne mit den neuesten Wagen und war Protektor des Kaiserlichen Automobilclubs.
Mit seiner Vorliebe für die Marine ist auch eine Freizeitbeschäftigung Wilhelms II., das Zeichnen und Malen von Marinebildern, verknüpft. Seine Mutter, die Kaiserin Friedrich, war eine begabte Dilettantin. Als Prinz hatte Wilhelm II. Unterricht bei dem Marinemaler Carl Saltzmann und bei dem Hofmaler Paul Bülow. Er entwarf außerdem zahlreiche Denkmäler und korrigierte eigenhändig Architekturentwürfe für kaiserliche Bauten.
Desengagement, wenn die Dinge anders liefen, als er wollte, blieb sein Wesenszug. 1918, angesichts der Novemberrevolution, entwich er ins neutrale Ausland. Seine in Holland verfasste Autobiografie gibt sprechende Zeugnisse aus seiner Kindheit, bezeugt aber mit ihren Rechtfertigungen oder Themenvermeidungen seine Urteilsschwächen.

## Bild in der Öffentlichkeit

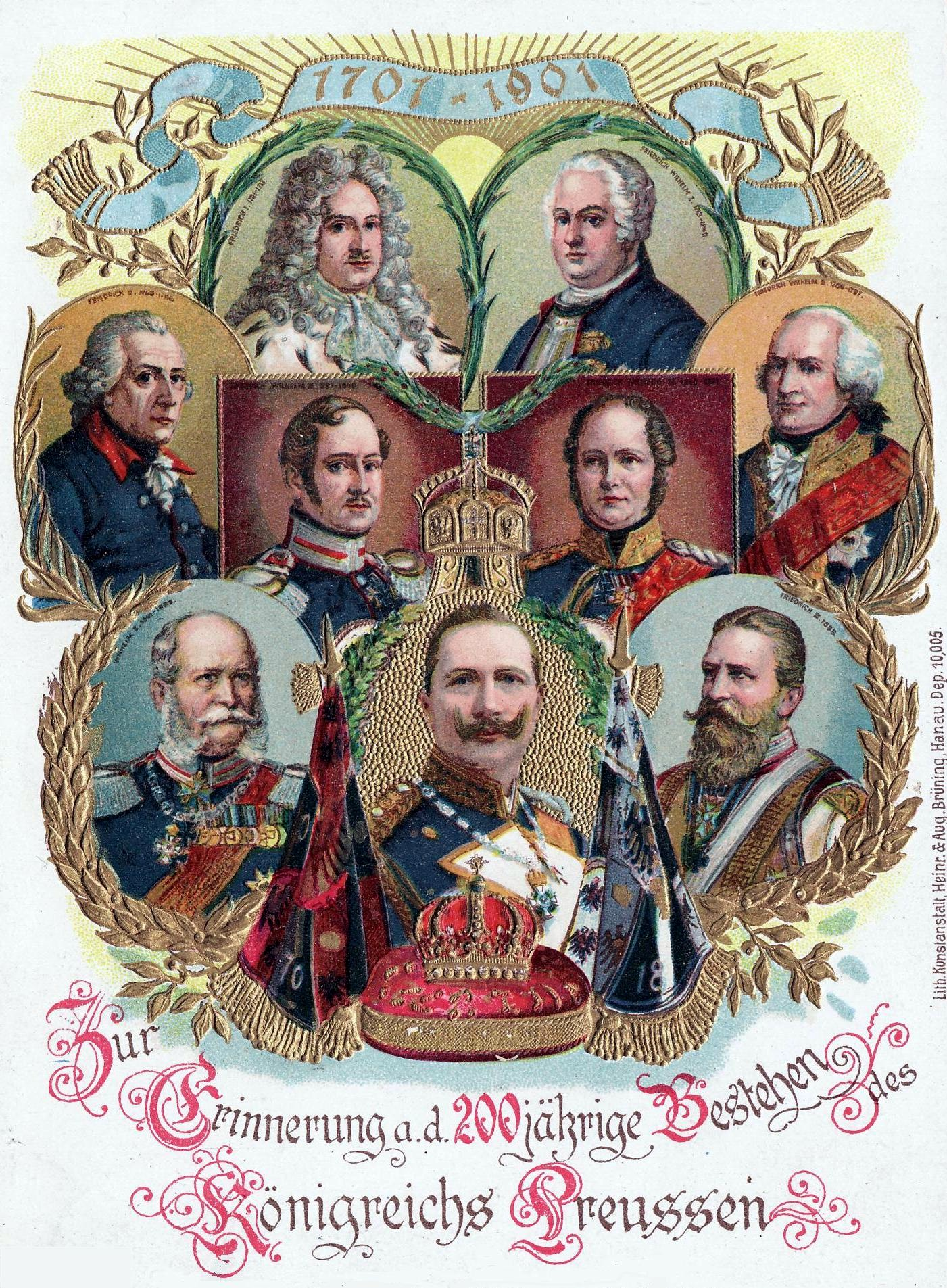
Wilhelm II. in der Tradition des Hauses Hohenzollern. Postkarte von 1901 zur Erinnerung an das zweihundertjährige Bestehen des Königreichs Preußen

Wilhelm war zunächst recht populär. Die weniger geschätzten Züge einer Reichseinigung „von oben“ mit Bewahrung alter Machtstrukturen fand in der Kaiserverehrung einen willkommenen Ausgleich. Die weithin monarchistisch gesinnte Presse nahm dies auf, man fand für ihn die Bezeichnungen „Arbeiterkaiser“ und „Friedenskaiser“. Die letztere Bezeichnung geht u. a. auf den Vorschlag von Emanuel Nobel von 1912 zurück, Kaiser Wilhelm II. den von Alfred Nobel gestifteten Friedensnobelpreis zuzusprechen, damals hatte das Deutsche Reich unter seinem Kaisertum 24 Jahre Frieden gehalten.
Doch wurde er andererseits auch als bedrohlich empfunden (vgl. Ludwig Quiddes als Kritik an Wilhelm II. aufgefasste und vielrezipierte 1894er Studie Caligula zum „Cäsarenwahnsinn“) oder aber verspottet: „Der erste war der greise Kaiser, der zweite war der weise (auch: leise) Kaiser, der dritte ist der Reisekaiser.“ Über seine vielen verschiedenen Uniformen – Graf Philipp zu Eulenburg sprach von „Alle Tage Maskenball!“ – wurden Witze gemacht: Der Simplicissimus veröffentlichte den Scherz: „Serenissimus, im Badezimmer ist ein Rohr geplatzt. – Bringen Sie die Admiralsuniform.“ Die Bezeichnung „Redekaiser“ erwarb sich Wilhelm durch die von ihm gehaltenen Reden. Sowohl der Reise- als auch der Redekaiser waren oft spöttisch gemeint.
Gefährlicher als die Kritik der Demokraten, Sozialisten, Katholiken, auch der im Reich vertretenen Minderheiten (die Polen, die Dänen seit 1864, die welfisch gesinnten Hannoveraner seit 1866, die Elsass-Lothringer seit 1871) traf ihn die Skepsis des die öffentliche Meinung beherrschenden Bürgertums. Bei vielen Schriftstellern war er nicht angesehen, der ironische Thomas Mann war in seinem Roman Königliche Hoheit noch am mildesten mit einem behinderten und etwas einfältigen Dynasten umgegangen. Direkte Kritik verbot der Paragraph zur „Majestätsbeleidigung“ im Strafgesetzbuch, aber die Witze über ihn wurden immer beißender. Man vergleiche nur das viel positivere Kaiserbild des alten Kaisers Franz Joseph in Österreich-Ungarn.
Sein eigener Onkel, der britische König Eduard VII., beschrieb ihn einmal als den „brillantesten Versager der Geschichte“.
Die Harden-Eulenburg-Affäre beschäftigte 1907–1909 die gesellschaftspolitische Debatte in Deutschland. Wilhelms engster Freund Philipp Fürst zu Eulenburg und dessen Liebenberger Kreis wurden dadurch kompromittiert. Der um sein Image besorgte Kaiser ließ Eulenburg fallen und setzte sich von seinen Liebenberger Freunden ab.
Nach seinem lange hinausgezögerten Entschluss, 1918 nicht an der Spitze seiner Truppe zu fallen, sondern ins Exil zu gehen, wurde ihm auch Feigheit vorgeworfen. Bei vielen verschob sich die Meinung hin zu Verachtung. Dennoch blieb durch die Jahre der Weimarer Republik hindurch der monarchistische Flügel stark. Doch Wilhelms Hoffnungen auf eine Rückkehr als Monarch zerschlugen sich nach der Präsidentenwahl Hindenburgs 1925 und noch einmal nach Hitlers Machtantritt 1933. Hindenburg nahm seinen Eid auf die Republik ernst, Hitler seine „Führer“-Diktatur. Volker Ullrich urteilte auf Grund der nunmehr vollständig vorliegenden Studie Röhls über Wilhelm II. 2008:

„Mit seiner Geringschätzung alles Zivilen, seiner Verachtung der Slawen, seinem Hass auf die Juden, seinen ausufernden Weltmachtfantasien vertrat er Haltungen und Ideen, die von den Nationalsozialisten aufgegriffen, radikalisiert und in die Tat umgesetzt wurden. Insofern ist es durchaus berechtigt, ihn als einen Vorboten Hitlers zu bezeichnen.“

Der Historiker Christopher Clark kommt in seinem Werk Wilhelm II. Die Herrschaft des letzten deutschen Kaisers jedoch zu einem anderen Urteil. Clark plädiert dafür, die in seinen Augen veraltete Theorie des deutschen Sonderweges zu überdenken und das Deutsche Kaiserreich und seinen letzten Kaiser nicht als Vorläufer der nationalsozialistischen Diktatur zu sehen.

„Der spöttische, verunglimpfende, ja sogar verteufelnde Tonfall vieler historiographischer Kommentare zu Wilhelm zählt zu den prägnantesten und auffälligsten Merkmalen auf diesem Gebiet. Man braucht kein Fürsprecher einer Rehabilitierung zu sein, um zu spüren, dass diese Sprache ein wenig überzogen und fehl am Platze ist. Das ist so, als würde Wilhelm zur Symbolfigur für etwas gemacht, das über seine Person hinausreicht und größer ist als er selbst.“

## Ehen und Nachkommen
Wilhelm heiratete 1881 Prinzessin Auguste Viktoria von Schleswig-Holstein-Sonderburg-Augustenburg (1858–1921). Durch die gemeinsame Urgroßmutter Victoire von Sachsen-Coburg-Saalfeld (1786–1861) waren die Eheleute Cousin und Cousine zweiten Grades. Sie hatten sieben Kinder.
Nach dem Tod seiner ersten Frau heiratete er 1922 die verwitwete Prinzessin Hermine von Schönaich-Carolath, geborene Prinzessin Reuß ä. L. (1887–1947), die von ihm als „Kaiserin“ tituliert wurde, amtlich aber nur eine „Prinzessin von Preußen“ war. Wilhelms Nachkommen waren:
- Wilhelm (Kronprinz) (1882–1951) ⚭ 1905 Herzogin Cecilie von Mecklenburg-Schwerin (1886–1954)
- Eitel Friedrich (1883–1942) ⚭ 1906–1926 Herzogin Sophie Charlotte von Oldenburg (1879–1964)
- Adalbert (1884–1948) ⚭ 1914 Prinzessin Adelheid von Sachsen-Meiningen (1891–1971)
- August Wilhelm (1887–1949) ⚭ 1908–1920 Prinzessin Alexandra Viktoria von Schleswig-Holstein-Sonderburg-Glücksburg (1887–1957)
- Oskar (1888–1958) ⚭ 1914 Gräfin Ina Maria von Bassewitz (1888–1973)
- Joachim (1890–1920) ⚭ 1916 Prinzessin Marie Auguste von Anhalt (1898–1983)
- Viktoria Luise (1892–1980) ⚭ 1913 Herzog Ernst August von Braunschweig-Lüneburg (1887–1953)

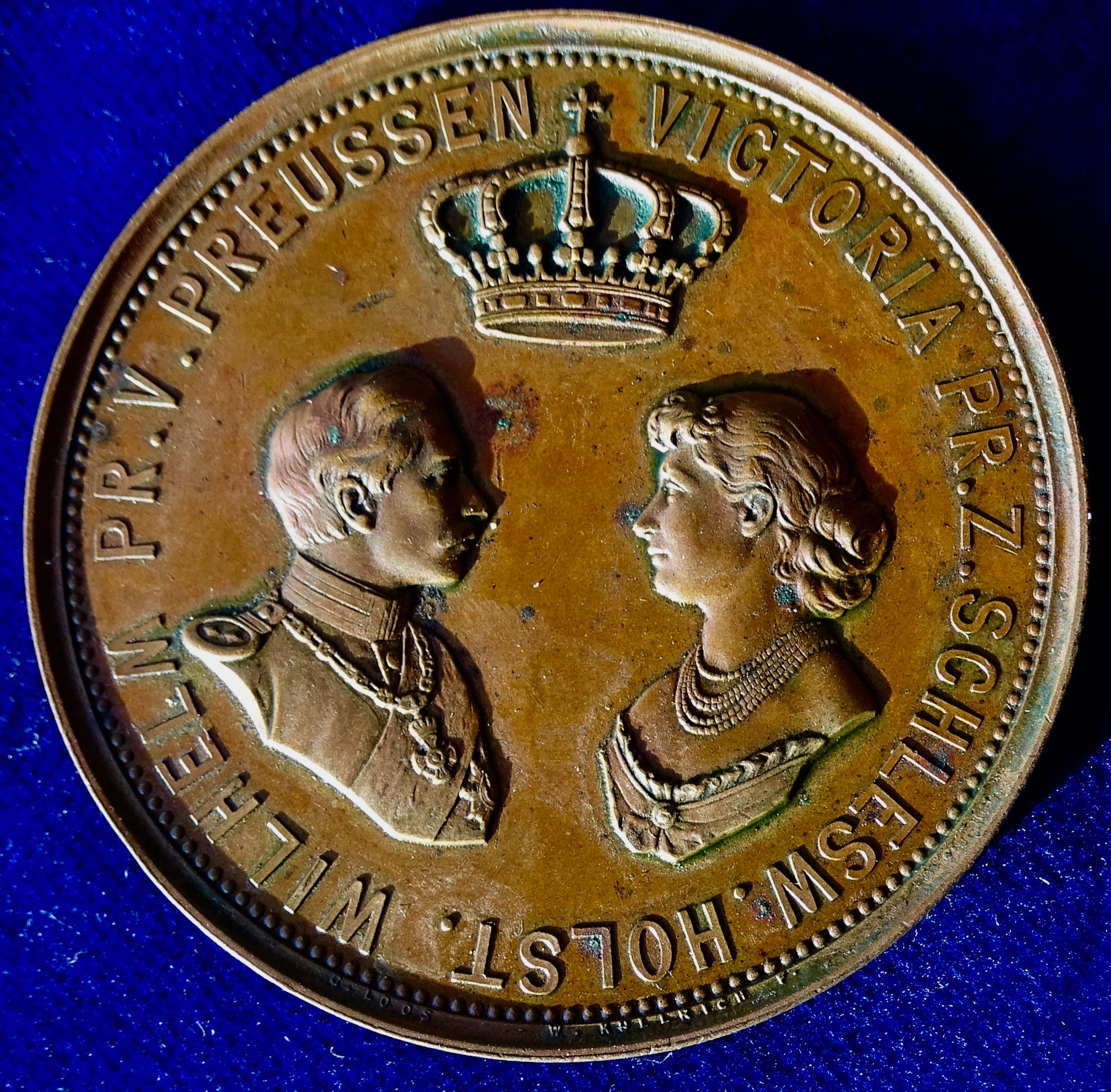
Hochzeitsmedaille 1881, Vorderseite von Friedrich Wilhelm Kullrich
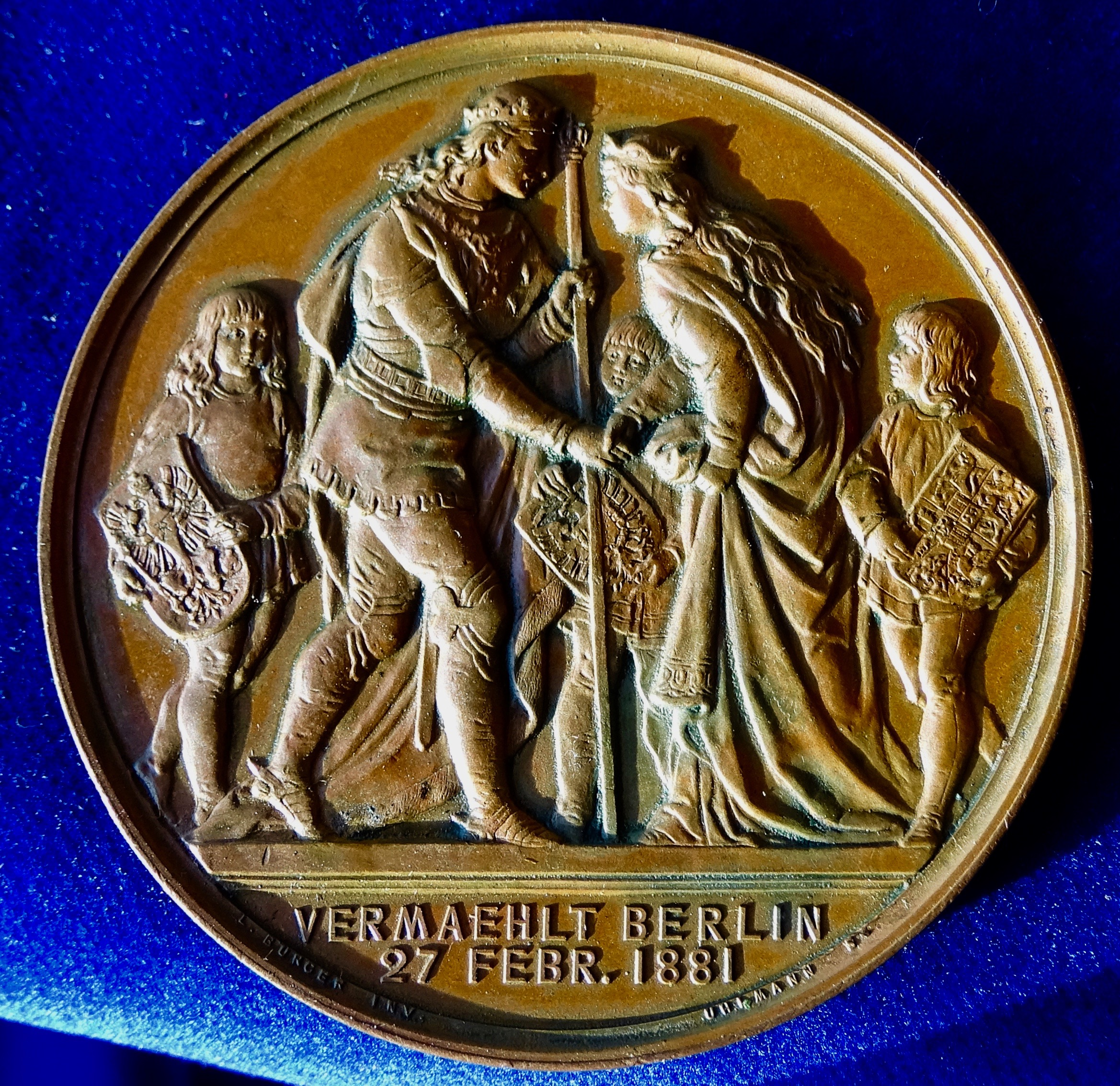
Rückseite der Hochzeitsmedaille mit den von drei Pagen getragenen Wappenschilden von Preußen, des Deutschen Reiches und von Schleswig-Holstein. Das Brautpaar in mittelalterlicher Tracht.
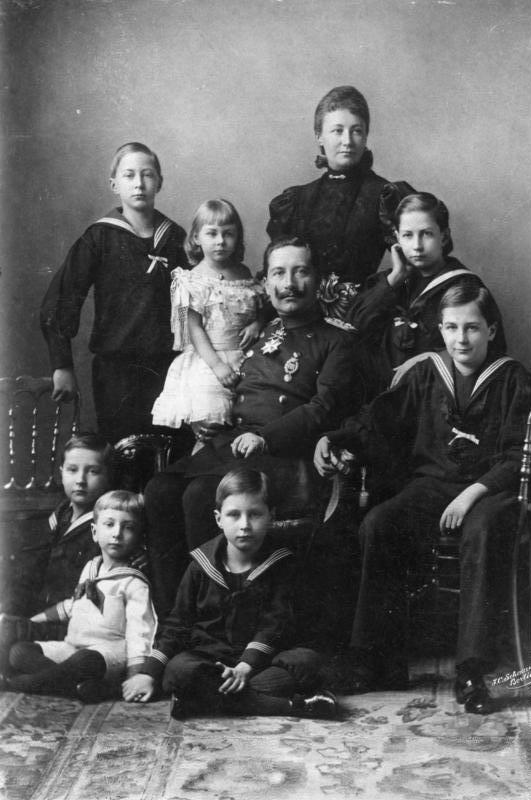
Wilhelm II. mit seiner Familie, 1896
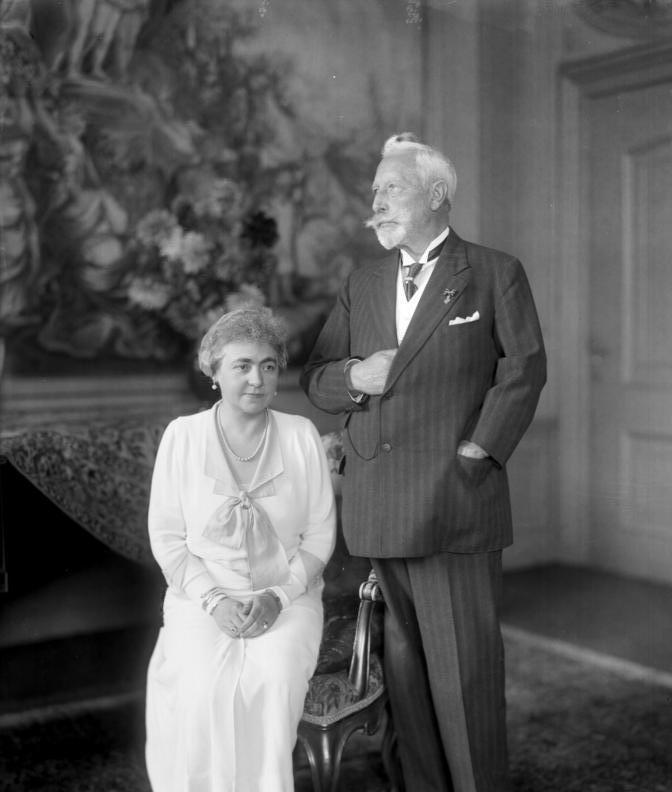
Wilhelm mit seiner zweiten Frau Hermine, 1933

## Vorfahren
| Ahnentafel Wilhelm II. (Deutsches Reich) | Ahnentafel Wilhelm II. (Deutsches Reich)                                                               | Ahnentafel Wilhelm II. (Deutsches Reich)                                                                                   | Ahnentafel Wilhelm II. (Deutsches Reich)                                                                                 | Ahnentafel Wilhelm II. (Deutsches Reich)                                                                                 | Ahnentafel Wilhelm II. (Deutsches Reich)                                                                          | Ahnentafel Wilhelm II. (Deutsches Reich)                                                                          | Ahnentafel Wilhelm II. (Deutsches Reich)                                                                                | Ahnentafel Wilhelm II. (Deutsches Reich)                                                                          |
| ---------------------------------------- | --- | --- | --- | --- | --- | --- | --- | --- |
| Ururgroßeltern                           | König Friedrich Wilhelm II. von Preußen (1744–1797) ⚭ 1769 Friederike von Hessen-Darmstadt (1751–1805) | Großherzog Karl II. von Mecklenburg-Strelitz (1741–1816) ⚭ 1768 Friederike Caroline Luise von Hessen-Darmstadt (1752–1782) | Großherzog Carl August von Sachsen-Weimar-Eisenach (1757–1828) ⚭ 1775 Luise von Hessen-Darmstadt (1757–1830)             | Zar Paul I. von Russland (1754–1801) ⚭ 1776 Sophie Dorothee von Württemberg (1759–1828)                                  | Herzog Franz von Sachsen-Coburg-Saalfeld (1750–1806) ⚭ 1777 Gräfin Auguste Reuß zu Ebersdorf (1757–1831)          | Herzog August von Sachsen-Gotha-Altenburg (1772–1822) ⚭ 1797 Luise Charlotte zu Mecklenburg (1779–1801)           | König Georg III. von Großbritannien und Irland (1738–1820) ⚭ 1761 Sophie Charlotte von Mecklenburg-Strelitz (1744–1818) | Herzog Franz von Sachsen-Coburg-Saalfeld (1750–1806) ⚭ 1777 Gräfin Auguste Reuß zu Ebersdorf (1757–1831)          |
| Urgroßeltern                             | König Friedrich Wilhelm III. von Preußen (1770–1840) ⚭ 1793 Luise von Mecklenburg-Strelitz (1776–1810) | König Friedrich Wilhelm III. von Preußen (1770–1840) ⚭ 1793 Luise von Mecklenburg-Strelitz (1776–1810)                     | Großherzog Karl Friedrich von Sachsen-Weimar-Eisenach (1783–1853) ⚭ 1804 Großfürstin Maria Pawlowna Romanowa (1786–1859) | Großherzog Karl Friedrich von Sachsen-Weimar-Eisenach (1783–1853) ⚭ 1804 Großfürstin Maria Pawlowna Romanowa (1786–1859) | Herzog Ernst I. von Sachsen-Coburg und Gotha (1784–1844) ⚭ 1817 Luise von Sachsen-Gotha-Altenburg (1800–1831)     | Herzog Ernst I. von Sachsen-Coburg und Gotha (1784–1844) ⚭ 1817 Luise von Sachsen-Gotha-Altenburg (1800–1831)     | Edward Augustus, Duke of Kent and Strathearn (1767–1820) ⚭ 1818 Victoire von Sachsen-Coburg-Saalfeld (1786–1861)        | Edward Augustus, Duke of Kent and Strathearn (1767–1820) ⚭ 1818 Victoire von Sachsen-Coburg-Saalfeld (1786–1861)  |
| Großeltern                               | Kaiser Wilhelm I. (1797–1888) ⚭ 1829 Augusta von Sachsen-Weimar-Eisenach (1811–1890)                   | Kaiser Wilhelm I. (1797–1888) ⚭ 1829 Augusta von Sachsen-Weimar-Eisenach (1811–1890)                                       | Kaiser Wilhelm I. (1797–1888) ⚭ 1829 Augusta von Sachsen-Weimar-Eisenach (1811–1890)                                     | Kaiser Wilhelm I. (1797–1888) ⚭ 1829 Augusta von Sachsen-Weimar-Eisenach (1811–1890)                                     | Albert von Sachsen-Coburg und Gotha (1819–1861) ⚭ 1840 Königin Victoria von Großbritannien und Irland (1819–1901) | Albert von Sachsen-Coburg und Gotha (1819–1861) ⚭ 1840 Königin Victoria von Großbritannien und Irland (1819–1901) | Albert von Sachsen-Coburg und Gotha (1819–1861) ⚭ 1840 Königin Victoria von Großbritannien und Irland (1819–1901)       | Albert von Sachsen-Coburg und Gotha (1819–1861) ⚭ 1840 Königin Victoria von Großbritannien und Irland (1819–1901) |
| Eltern                                   | Kaiser Friedrich III. (1831–1888) ⚭ 1858 Victoria von Großbritannien und Irland (1840–1901)            | Kaiser Friedrich III. (1831–1888) ⚭ 1858 Victoria von Großbritannien und Irland (1840–1901)                                | Kaiser Friedrich III. (1831–1888) ⚭ 1858 Victoria von Großbritannien und Irland (1840–1901)                              | Kaiser Friedrich III. (1831–1888) ⚭ 1858 Victoria von Großbritannien und Irland (1840–1901)                              | Kaiser Friedrich III. (1831–1888) ⚭ 1858 Victoria von Großbritannien und Irland (1840–1901)                       | Kaiser Friedrich III. (1831–1888) ⚭ 1858 Victoria von Großbritannien und Irland (1840–1901)                       | Kaiser Friedrich III. (1831–1888) ⚭ 1858 Victoria von Großbritannien und Irland (1840–1901)                             | Kaiser Friedrich III. (1831–1888) ⚭ 1858 Victoria von Großbritannien und Irland (1840–1901)                       |
| Kaiser Wilhelm II. (1859–1941)           | | | | | | | | |

## Ehrungen

### Namensgeber
Nach Wilhelm II. wurden benannt:
- Kaiser Wilhelm II. (Schiff, 1889), Reichspostdampfer
- Kaiser Wilhelm II. (Schiff, 1899), Transporter im Dienst des Auswärtigen Amts/Reichskolonialamts in Deutsch-Ostafrika
- Kaiser Wilhelm II. (Schiff, 1900), Linienschiff der Kaiserlichen Marine
- Kaiser Wilhelm II. (Schiff, 1903), Passagierschiff
- Kaiser Wilhelm II., Raddampfer in Dresden, siehe Blasewitz (Schiff, 1900)
- Feste Kaiser Wilhelm II., Befestigungsanlage im Elsass
- Kaiser-Wilhelm-Turm auf der Zeche Mont Cenis in Herne-Sodingen
- Kaiser-Wilhelm-Gesellschaft, seit 1948 Max-Planck-Gesellschaft
- Westfälische Wilhelms-Universität Münster
- Kaiser-Wilhelm-II.-Land, Sektor des Kontinents Antarktika
- Keiservarden im Fylke Nordland[107]
- Mehrere Kaiser-Wilhelm-Brücken

## Schriften
Memoiren
- Aus meinem Leben. 1859–1888. K. F. Koehler, Leipzig 1926.
- Ereignisse und Gestalten aus den Jahren 1878–1918. K. F. Koehler, Leipzig/Berlin 1922.
- Erinnerungen an Korfu. Walter de Gruyter, Berlin 1924.

Historische Werke
- Vergleichende Geschichtstabellen von 1878 bis zum Kriegsausbruch 1914. K. F. Koehler, Leipzig 1921.
- Meine Vorfahren. Verlag für Kulturpolitik, Berlin 1929.

Kulturgeschichtliche Werke
- Das Wesen der Kultur. Vortrag Seiner Majestät des Kaisers Wilhelm II. nach einer von Leo Frobenius für Seine Majestät verfassten vorläufigen Skizze. Privatdruck, Berlin 1931.
- Die chinesische Monade, ihre Geschichte und ihre Deutung. K. F. Koehler, Leipzig 1934.
- Studien zur Gorgo. Walter de Gruyter, Berlin 1936. (Anlass war der Fund eines antiken Gorgo-Bildwerks auf seinem Grundstück auf Korfu.)
- Das Königtum im alten Mesopotamien. Walter de Gruyter, Berlin 1938.
- Ursprung und Anwendung des Baldachins. A. de Lange, Amsterdam 1939.